# Liste der Kulturdenkmale in Geithain

Wappen von Geithain

In der Liste der Kulturdenkmale in Geithain sind die Kulturdenkmale der sächsischen Stadt Geithain verzeichnet, die bis September 2024 vom Landesamt für Denkmalpflege Sachsen erfasst wurden (ohne archäologische Kulturdenkmale). Die Anmerkungen sind zu beachten.
Diese Aufzählung ist eine Teilmenge der Liste der Kulturdenkmale im Landkreis Leipzig.

## Geithain
| Bild                                    | Bezeichnung | Lage | Datierung | Beschreibung | ID       |
| --------------------------------------- | --- | --- | --- | --- | -------- |
| Weitere Bilder                          | Kelleranlage | (Flurstücke 271, 272, 273, 274, 275, 277, 278, 279, 280, 281, 282, 283, 324, 326, 327, 839, 841) (Karte) | 13. Jahrhundert, sukzessive erweitert und ausgebaut | System unterirdischer Gänge und Hohlräume unter dem Kirchberg und angrenzender Bereiche, zu Vorrats- und Verteidigungszwecken angelegt und ausgebaut, ortsgeschichtlich von Bedeutung. Flucht- und Vorratsgänge und -Keller, möglicherweise schon zur Zeit der Stadtgründung angelegt und bis ins 18. Jahrhundert ausgebaut, teilweise miteinander verbunden. Erfassung 1991 durch die Bergsicherung Leipzig, dabei etwa 200 Meter aus Sicherheitsgründen verfüllt. Keller und Gänge zwischen 1,10 und 3 Meter hoch und ca. 1,50 breit. 1994 die Hohlraumsysteme unter Zollhaus und Kirchberg miteinander verbunden und zur Besichtigung freigegeben, dabei auf 1,80 Meter erhöht. Besucherweg zwischen Pfarrhof und Dammühle 412 Meter, weitere 400 Meter verfüllt. Eingang am Pfarrhof und Zollhaus. Weitverzweigtes Gangsystem unter dem Geithainer Kirchberg und angrenzender Bereiche (Gesamtlänge ca. 1100 m), Nutzung als Flucht- und Vorratsräume, möglicherweise schon zur Zeit der Stadtgründung angelegt und bis ins 18. Jahrhundert ausgebaut, teilweise miteinander verbunden, mehrere Zugänge. Erfassung 1991 durch die Bergsicherung Leipzig, dabei etwa 200 Meter aus Sicherheitsgründen verfüllt. Keller und Gänge zwischen 1,10 und 3 Meter hoch und ca. 1,50 Meter breit. 1994 die Hohlraumsysteme unter Zollhaus und Kirchberg miteinander verbunden und zur Besichtigung freigegeben, dabei auf 1,80 Meter erhöht. Besucherweg zwischen Pfarrhof und Dammühle 412 Meter, weitere 400 Meter verfüllt. Gang unter dem Zollhaus führte unter der Stadtmauer hindurch und diente in Belagerungszeiten als Ausfall. Die Geithainer Kelleranlagen dokumentieren sowohl die städtische Vorratswirtschaft in der Vergangenheit als auch die Verteidigung der Stadtbewohner im Kriegsfall. Aus diesen Gründen verkörpern sie einen wichtigen ortsgeschichtlichen Aussagewert. | 08970535 |
| Weitere Bilder                          | Stadtmauer mit teilweise erhaltenen Schalentürmen und Resten eines rechteckigen Vollturms (Butterturm)                                                                                              | (Altstadt) (Karte)                                                                                       | 13. Jahrhundert | Ehemals geschlossener Mauerzug um den in West-Ost-Richtung langgestreckten Altstadtbereich, als aufgehendes Mauerwerk längere Abschnitte der Nord- und Südmauer erhalten sowie der eindrucksvolle westliche Mauerbereich an der Nikolaikirche, von den vier zur Stadtbefestigung gehörenden Stadttoren nur noch das Untertor mit angebautem Stadttorhaus vorhanden (Leipziger Straße 68, 08970910), in die Stadtbefestigung einbezogen war auch der Pulverturm (Freigarten 6, 08971159), von orts- und stadtentwicklungsgeschichtlicher sowie städtebaulicher Bedeutung | 08971160 |
| Direkt Bild zu diesem Denkmal hochladen | Denkmalschutzgebiet Altstadt Geithain (Vorschlag) | (Altstadt) (Karte)                                                                                       | 12. bis 19. Jahrhundert | Denkmalschutzgebiet Altstadt Geithain (Vorschlag) | 09299695 |
| Weitere Bilder                          | Meilenstein | Altenburger Straße (Karte)                                                                               | Um 1856 | Königlich-Sächsischer Meilenstein, Kopie eines Stationssteins, Entfernungsstein, verkehrs- und vermessungsgeschichtlich von Bedeutung. Bei dem an der Altenburger Straße (Bundesstraße 7) stehenden ehemaligen Stationsstein handelt es sich wahrscheinlich um eine Kopie. Wie alle Steine wurde sie, wie auch das Original, aus Sandstein gefertigt und mit einer Krone versehen. Er ist wie folgt beschriftet: Spiegel 1 „Rochlitz 1.20 M“ und Spiegel 2 „Altenburg 3.00 M“. | 08970917 |
| Weitere Bilder                          | Postmeilensäule | Altenburger Straße (Karte)                                                                               | Bezeichnet mit 1727 | Kursächsische Postmeilensäulen (Sachgesamtheit), Distanzsäule, mit Inschriften, restauriert, regional- und verkehrsgeschichtlich von Bedeutung. Obelisk, Porphyrtuff, Wappen, Inschriften mit Ortsangaben, Jahreszahl „1727“, hoher Sockel, 1971–1979 restauriert. Kursächsische Distanzsäule bezeichnet mit 1727, aus Porphyrtuff, stand am Obertor, in der typischen Form (mit Entfernungsangaben beschrifteter) Obelisk auf hohem Sockel, mit je zwei polnischen und Kurwappen sowie „AR“-Monogramm und Posthornzeichen, 1923 restauriert, 1971 zerstört, bis 1979 Wappenstück durch den Bildhauer Hofmann (VEB Steinindustrie Rochlitz) und Steinmetz Gerhard Voigt (VEB Natursteinwerk Rochlitzer Porphyr) erneuert und wieder aufgestellt. | 08970916 |
| Direkt Bild zu diesem Denkmal hochladen | Wohnhaus in offener Bebauung | Altenburger Straße 1 (Karte)                                                                             | Nachträglich bezeichnet mit 1758; Umbau Mitte 19. Jahrhundert | Frei stehendes Gebäude in markanter Lage neben der Stadtbefestigung, Putzbau mit Porphyrtuff-Gliederung, baugeschichtlich und ortsbildprägend von Bedeutung Haus vor der Stadtbefestigung, unverputzter Porphyrtuff, massiv Porphyrtuff mit Porphyrtuff-Rahmungen. Zweigeschossig, fünfachsig, Satteldach mit Fledermausgauben, bezeichnet im Schlussstein, heutige Gestalt eher Mitte 19. Jahrhundert (ehemaliges Leinwandhändlerhaus?). | 08970913 |
| Weitere Bilder                          | Ehemaliges Zollhaus mit Anbau und Nebengebäude | Altenburger Straße 2 (Karte)                                                                             | Um 1834, im Kern älter | Eingeschossiger Bau auf mittelalterlichem Sockelgeschoss, weitgehend mit Schiefer verkleidet, Krüppelwalmdach, östlich massiver Anbau, vor diesem parkseitig Nebengebäude in Fachwerk, ortsgeschichtlich und ortsbildprägend von Bedeutung. Eingeschossiges Haus auf hohem Porphyrtuff-Sockel, dieser Rest einer mittelalterlichen Bastion, darin eigener Zugang vom Stadtpark her, bis auf den Südgiebel mit Schiefer verkleidet (wahrscheinlich um 1900, ebenso Fensterformen), Krüppelwalmdach, vermutlich seit 1682 Wachhäuschen der Garnison, von 1834 bis 1871 Zollgebäude, heute Fremdenverkehrsamt, an der Ostseite massiver Anbau, verputzt, parkseitig vor dem Anbau kleines Nebengebäude, Fachwerk auf Natursteinsockel, zu dem ein Abgang in Holzkonstruktion führt, unter dem ehemaligen Zollhaus Zugang zu den unterirdischen Kelleranlagen unter dem Kirchberg. | 08970912 |
| Direkt Bild zu diesem Denkmal hochladen | Wohnstallhaus eines Dreiseithofes | Altenburger Straße 38 (Karte)                                                                            | 19. Jahrhundert | Alte Ortslage Altdorf, stattliches Wohnstallhaus mit hofseitigem Fachwerk-Obergeschoss, baugeschichtlich von Bedeutung. Giebelständig, vier Wohnachsen, drei Stallachsen kleiner Krüppelwalm. | 08970918 |
| Direkt Bild zu diesem Denkmal hochladen | Mühlengebäude (mit Mühlentechnik), Wohnstallhaus, Seitengebäude, Scheune sowie Torbogen eines Mühlenanwesens (Schilfmühle)                                                                          | Altenburger Straße 42 (Karte)                                                                            | Bezeichnet mit 1769 (Mühlengebäude); bezeichnet mit 1755 (Torbogen); bezeichnet mit 1811 (Müllerwohnhaus); bezeichnet mit 1926 (Scheune)                            | Alte Ortslage Altdorf, Bauten überwiegend mit Fachwerkobergeschoss, Segmentbogenportalen in Porphyrtuff, verzierter Schlussstein im Torbogen, bau-, orts- und technikgeschichtlich von Bedeutung. Vierseitig bebaute Hofanlage: - Tor: mit großem und kleinem Bogen/Pforte (Schlussstein in der Porphyrtuff-Umrandung der großen Einfahrt mit Initialen „L.C.H. 1755“), im runden Feld Mühlenzeichen: Zirkel, Richtscheid, Mühlhaue, Lot und halbes Zahnrad - Mühlengebäude: mit Fachwerk-Obergeschoss und originalen Fenstern, ein Schößchenfenster, Eingang mit korbbogiger, profilierter Porphyrtuff-Rahmung, im Schlussstein Kartusche mit Inschrift „I C H/1769“, innen ein Mahlgang erhalten - Seitengebäude: mit Fachwerk-Obergeschoss (Gefache mit Staken) - Ehemaliges Wohnstallhaus: mit Porphyrtuff-Eingang, Schlussstein bezeichnet mit 1811 - Scheune: Sockel Bruchstein, sonst wohl Betonwerksteine, bezeichnet mit 1926 Wasserrad 1932 abgebrochen. | 08970925 |
| Direkt Bild zu diesem Denkmal hochladen | Einfriedung eines Villengrundstücks | August-Bebel-Straße 2 (Karte)                                                                            | Um 1906 | Jugendstilzaun, Pfosten mit Kunststeinreliefs und Eisenzaun mit Ornamentik, kunsthandwerksgeschichtlich von Bedeutung | 08971025 |
| Direkt Bild zu diesem Denkmal hochladen | Mietshaus in Ecklage | August-Bebel-Straße 8 (Karte)                                                                            | Um 1895 | Markant gelegenes Eckhaus an der Eisenbahnstrecke, mit erhaltenen gründerzeitlicher Fassadengliederung, baugeschichtlich von Bedeutung. Zweigeschossig mit Mansarddach und dreigeschossigem Eckteil. Putzbau mit Putzbänderung und Ziegelrahmung an Fenstern. Stuckfelder über OH-Fenstern. | 08971028 |
| Direkt Bild zu diesem Denkmal hochladen | Ehemalige Baderei, heute Wohnhaus | Badergasse 2 (Karte)                                                                                     | Bezeichnet mit 1786 | Schlichter Barockbau, ehemaliges Segmentbogenportal mit erhaltenem Schlussstein, bau- und ortsgeschichtlich von Bedeutung. Zweigeschossig, sechsachsig, Porphyrtuff-Rahmung, ehemaliger Eingang mit datiertem Schlussstein zum Fenster umgebaut. | 08970950 |
| Weitere Bilder                          | Stadtpark sowie ehemalige Geithainer Heilquelle mit Brunnenanlage | Bahnhofstraße (Karte)                                                                                    | 1903–1910 (Stadtpark); 1932 (Brunnen) | Parkanlage westlich der Bahnhofstraße (Unterer Park) bis zur Altenburger Straße und östlich der Bahnhofstraße (Oberer Park) bis zur Colditzer Straße bzw. Laachgasse, gartenhistorisch, ortsgeschichtlich sowie städtebaulich von Bedeutung. Auf dem trockengelegten Gelände des Hospitalteiches unterhalb von Damm und nördlicher Stadtmauer auf Initiative eines eigens dafür gegründeten „Verschönerungsverein“ 1903–1904 angelegt, Einweihung 1905 durch Bürgermeister Höfer. Kreisrundes Brunnenbecken, Porphyr, um 1920 (Brunnen wurde auf Marktplatz versetzt). | 08970979 |
| Weitere Bilder                          | Barometerhäuschen | Bahnhofstraße 4 (vor) (Karte)                                                                            | Um 1912 | Technikgeschichtliches Denkmal. Ca. 1,80 Meter hoch, Porphyrtuff, Abschluss mit Walmdach und Kassettenfries. | 08970884 |
| Direkt Bild zu diesem Denkmal hochladen | Mietshaus in Ecklage | Bahnhofstraße 5 (Karte)                                                                                  | Um 1880 | Eckhaus mit weitgehend erhaltener gründerzeitlicher Fassadenbildung, baugeschichtlich von Bedeutung. Dreigeschossiges Eckhaus zur Hospitalstraße, Erdgeschoss genutet, durch Eckladen verändert. In abgeschrägter Ecke zwischen Lisenen fenstergroße Nische. Gurtgesims mit Sägezahnfries über Erdgeschoss, Fenster in Beletage gruppiert (2-1-1-2) und durch gerader Bedachung mit Konsolen und Mittelakroterie betont. Fenster erneuert. Flaches Schlussgesims, ein Dachhaus. Hofgebäude mit Fachwerk im Mai 1997 (?) abgebrochen. | 08971019 |
| Weitere Bilder                          | Ehemalige Bürgerschule | Bahnhofstraße 6 (Karte)                                                                                  | 1877 | Repräsentativer Gründerzeitbau, bau- und ortsgeschichtlich von Bedeutung. Dreigeschossig, neunachsig, Mittelrisalit mit großen Bogenfenstern im dritten Obergeschoss, Gurtgesims, relativ flaches Dach. | 08971017 |
| Direkt Bild zu diesem Denkmal hochladen | Wohnhaus in geschlossener Bebauung | Bahnhofstraße 9 (Karte)                                                                                  | Um 1880 | Mit spätklassizistischer Fassadenbildung, baugeschichtlich von Bedeutung. Zweigeschossig in geschlossener Bebauung, Fassade entsprechend gegenüberliegender 8 und 10, aber besser erhalten: Erdgeschoss gespundet, Gurtgesims, äußere Achsen durch gerade Bedachung und kannelierte Lisenen je zwei zusammengefasst. Gurtband mit Rosetten unter gekehlter Traufe. | 08971021 |
|                                         | Drei Stadtscheunen | Bruchheimer Straße (Karte)                                                                               | 18. Jahrhundert | Teilweise in Fachwerk, die letzte Scheune mit verschiefertem Giebel, wirtschafts- und ortsgeschichtlich von Bedeutung. Scheunen entsprechend der ansteigenden Straße in der Höhe gestaffelt. Material: Feldstein, Lehm/Fachwerk. | 08971122 |
| Direkt Bild zu diesem Denkmal hochladen | Wohnhaus in Ecklage (bauliche Einheit mit Katharinenstraße 2) | Chemnitzer Straße 1 (Karte)                                                                              | Um 1840 | Zeittypische Putzfassade, stadtbildprägendes Eckhaus zum Markt, städtebaulich von Bedeutung. Dreigeschossig mit relativ flachem Dach, durch Putzfugen im Erdgeschoss, Porphyrtuff-Gurtgesims und regelmäßige Fensterreihung betonte Horizontalgliederung. | 08971145 |
|                                         | Wohnhaus in geschlossener Bebauung | Chemnitzer Straße 2 (Karte)                                                                              | Um 1875 | Dreigeschossiges Gebäude mit großzügiger gründerzeitlicher Fassadengestaltung, baugeschichtlich von Bedeutung. Erdgeschoss mit Putzquaderung und gut aufeinander abgestimmten korbbogigen Öffnungen. erste Etage als Beletage mit durch Porphyrtuff-Rahmung höher wirkenden Fenstern und Sohlbank-Stuck. Gurtgesims. Dachaufbau entstellend. | 08971142 |
| Direkt Bild zu diesem Denkmal hochladen | Wohnhaus in geschlossener Bebauung | Chemnitzer Straße 4 (Karte)                                                                              | Anfang 19. Jahrhundert | Schlichter Putzbau mit großem Porphyrtuff-Torbogen, baugeschichtlich von Bedeutung. Fenster und Schaufenster mit Porphyrtuff-Rahmung, großer Torbogen mit Stufenkapitellen, drei verschieferte Dachhäuser. | 08971143 |
|                                         | Wohnhaus in Ecklage | Chemnitzer Straße 7 (Karte)                                                                              | Um 1830 | Mit intakter Fassadengliederung und Ladeneinbau der Zeit um 1900, baugeschichtlich von Bedeutung. Zweigeschossig, fünfachsig, Erdgeschoss mit Putznutung, Gurtgesims als Kammputzband, darüber Schablonenmalerei. Schaufenster und Laden einheitlich, um 1900. | 08970980 |
| Direkt Bild zu diesem Denkmal hochladen | Wohnhaus in geschlossener Bebauung | Chemnitzer Straße 8 (Karte)                                                                              | Um 1820 | Mit ausgewogener Fassadengestaltung, Segmentbogenportal mit barockem Schlussstein und klassizistischer Tür, baugeschichtlich von Bedeutung. Zwei Dachhäuser mit gestalteten Fronten, Gurtgesims, Obergeschoss-Fenster mit quadrierter Porphyrtuffrahmung. | 08971144 |
| Direkt Bild zu diesem Denkmal hochladen | Wohnhaus in geschlossener Bebauung | Chemnitzer Straße 12 (Karte)                                                                             | Bezeichnet mit 1534 (am Wappenfries); Umbau bezeichnet mit 1701 (am Portal)                                                                                         | Putzbau mit bemerkenswertem Wappenfries von 1534 und Sitznischenportal von 1701, baugeschichtlich und künstlerisch von Bedeutung. Unter den Sohlbänken Porphyrtuff-Fries mit Wappen: Kurschwerter, Adler, sächsisches Rautenkranzwappen, leeres Wappen mit Bezeichnet mit 1534, vier Felder mit Fischblasen und Spitzbogen, Meißner Wappen mit steigendem Löwen, Fischblase. Darüber Fenster mit Porphyrtuff-Rahmung. Im Erdgeschoss Porphyrtuff-Sitznischenportal mit Rankenmotiv und Kranz im Bogenfeld. Am oberen Bogenrand: Bezeichnet mit 1701. Erdgeschoss-Fenster bogig. | 08971141 |
|                                         | Wohnhaus in Ecklage | Chemnitzer Straße 17 (Katharinenplatz 1, 2) (Karte)                                                      | 1869 | Städtebaulich dominierender Eckbau, spätklassizistisch-frühgründerzeitliche Fassade, mit aufwändigen Friesdekorationen, baugeschichtlich von Bedeutung. Eckbau über mehrere Grundstücke, betonte Horizontalgliederung, Obergeschoss als Mezzaningeschoss. Fensterlaibungen und Gurtgesimse mit feinteiligen, in jedem Geschoss unterschiedlichen Friesen, gekehltes Traufgesims, flaches Walmdach. | 08970887 |
| Direkt Bild zu diesem Denkmal hochladen | Wohn- und Geschäftshaus in geschlossener Bebauung | Chemnitzer Straße 18 (Karte)                                                                             | Um 1875 | Mit reicher gründerzeitlicher Fassadengestaltung, Eingang und Schaufensterarchitektur original, baugeschichtlich von Bedeutung. Siebenachsig, Fenster durch Rahmung und Verdachung zu Gruppen zusammengefasst, flacher asymmetrischer Risalit mit Übergiebelung, drei Dachhäuser mit spitzen Kegeldächern. Feiner Stuck und Konsölchen. | 08971140 |
| Weitere Bilder                          | Zwei Wohnhäuser in geschlossener Bebauung, mit Seitenflügel zum Hof, zum Heimatmuseum umgebaut | Chemnitzer Straße 20, 22 (Karte)                                                                         | 1608, später überformt | Putzbauten, Nummer 20 mit Kreuzgewölbe im Flur, durch Nummer 22 gewölbter Durchgang zur ehemaligen Färberpforte, baugeschichtlich von Bedeutung. Beide Häuser saniert und dadurch sehr geglättet (neue Porphyrtuff-Rahmungen), Putzspiegel bei Nummer 22 nivelliert. Innen alte Substanz erhalten: freigelegte „Schwarze Küche“, Kreuzgewölbe, Holzbalkendecke 16. Jahrhundert. Ursprünglich Obergeschosslaube im Nebengebäude von Nummer 22 (entfernt). Seit 1986 Heimatstube. Ursprünglich Leineweber- und Färberhaus. | 08971012 |
|                                         | Wohnhaus in geschlossener Bebauung | Chemnitzer Straße 26 (Karte)                                                                             | Um 1875 | Mit Laden, mit gründerzeitlicher Fassadengestaltung, originale Schaufensterarchitektur und Hauseingangstür, baugeschichtlich von Bedeutung. Fenster der ersten Etage mit Verdachung und feinteiligem Stuck (Festons), kannelierte Pfeiler mit korinthischen Kapitellen als Schaufensterrahmung. | 08971139 |
|                                         | Wohnhaus in geschlossener Bebauung, mit Café (Kaffeehaus Otto) | Chemnitzer Straße 31 (Karte)                                                                             | Bezeichnet mit 1539, im Kern; Umbau bezeichnet mit 1947 | Im Kern ein Renaissancegebäude, im 19. und 20. Jahrhundert erneuert, baugeschichtlich von Bedeutung. Fensteranordnung im Obergeschoss original, Porphyrtuffgewände, Erdgeschoss mit vier zusammengefassten Fensterachsen und Schaufenster, zwei Datierungssteine in Porphyrtuff (Hauszeichen von 1548?). | 08970890 |
| Direkt Bild zu diesem Denkmal hochladen | Wohnhaus in geschlossener Bebauung | Chemnitzer Straße 33 (Karte)                                                                             | Um 1860 | Biedermeierlich wirkendes Wohnhaus, mit Resten geschnitzter klassizistischer Türfelder, baugeschichtlich von Bedeutung. Zweigeschossig mit Zwerchhaus und zwei stehenden Gauben, Porphyrtuff-Rahmungen, Sohlbankgesims, darunter Zierfries (Porphyrtuff), profilierte Traufe, darunter Rhomben in Porphyrtuff Torflügel um 1830 (beschädigt). | 08970891 |
|                                         | Wohnhaus (Nr. 40) und Torhaus (Nr. 38) in geschlossener Bebauung | Chemnitzer Straße 38, 40 (Karte)                                                                         | Um 1806 | Mit Ladeneinbau, mit annähernd erhaltener Fassadengliederung, Porphyrtuff-Torbogen, Gurtgesims und profilierten Fenstergewänden, angrenzendes Torhaus mit überdimensionaler Durchfahrt, bau- und wirtschaftsgeschichtlich von Bedeutung. Schaufensterfront korbbogig gut in Fassade eingefügt, Gesims, Porphyrtuff-Gewände des Obergeschosses und Traufe profiliert, Torbogen profiliert, kassettiert und mit Schlussstein. Tor alt. | 08971011 |
| Direkt Bild zu diesem Denkmal hochladen | Wohnhaus in geschlossener Bebauung | Chemnitzer Straße 42 (Karte)                                                                             | Um 1820 | Mit aufwendig gestaltetem Porphyrtuffportal und klassizistischem Türblatt, baugeschichtlich von Bedeutung. Zweigeschossig, vierachsig, vierachsiger Dachausbau (Schleppgaube mit mittlerem Zwerchhaus). Porphyrtuff-Rahmung, Porphyrtuff-Rahmung, schönes Portal mit gerader Verdachung und Konsolen. Darüber Porphyrtuff-Medaillon mit Initialen. Fenster in Portalachse durch Sohlbank betont. Nach altem Vorbild aufgearbeitetes klassizistisches Türblatt. | 08970875 |
| Direkt Bild zu diesem Denkmal hochladen | Wohnhaus in geschlossener Bebauung | Chemnitzer Straße 46 (Karte)                                                                             | Um 1825 | Mit annähernd intakter Fassadengliederung und Segmentbogenportal, baugeschichtlich von Bedeutung. Zweigeschossig, 2-1-3-achsig, Porphyrtuff-Rahmung, Tür korbbogig, darüber in der Achse durch Sohlbank hervorgehobenes Fenster, drei Dachhäuser, Schaufenster zusammengefasst. Denkmalgerecht saniert. | 08970876 |
| Direkt Bild zu diesem Denkmal hochladen | Relief an einem Wohnhaus | Chemnitzer Straße 54 (Karte)                                                                             | Bezeichnet mit 1828 | Rinderkopf-Relief, Fleischer-Innungszeichen, ortsgeschichtlich von Bedeutung. Zweigeschossig, vierachsig, Erdgeschoss-Zone durch Schaufenstereinbau verändert, über einstiger Eingangsachse Innungszeichen: Rinderkopf mit Glocken und Jahreszahl 1828. In gleicher Achse hervorgehobenes Fenster mit Bedachung Porphyrtuff-Rahmung, darunter ehemals die Haustür. Erfasst als Wohnhaus in geschlossener Bebauung, mit erhaltener Gliederung im Obergeschoss und Fleischer-Innungszeichen, ortsgeschichtlich von Bedeutung. 2015 Wohnhaus gestrichen, da baulich erheblich verändert. | 08970877 |
| Weitere Bilder                          | Königlich-Sächsische Meilensteine (Sachgesamtheit): Meilenstein | Colditzer Straße (Karte)                                                                                 | Um 1858 | Königlich-Sächsischer Meilenstein, Abzweigstein, Entfernungsstein an der Kreuzung Bad Lausick–Rochlitz–Colditz, mit Höhenbolzen, verkehrsgeschichtlich von Bedeutung | 08971136 |
|                                         | Acht Stadtscheunen | Colditzer Straße (Karte)                                                                                 | 18. Jahrhundert | Zeugnisse der Infrastruktur einer Ackerbürgerstadt, ortshistorisch und sozialgeschichtlich bedeutsam. Scheunen unterschiedlichen Alters, meist Feldstein/Ziegel, zum Teil mit Fledermausgauben, zum Teil doppeltorig. Teilabbruch 3. Dezember 1997 (Genehmigung für Flur Nummer 963, heute Flurstück 1525, erteilt), durch Neubau ersetzt, Scheunen Flurstücke 1519 und 1520 vor 2009 abgebrochen, Scheunen Flurstücke 1530 und 1531 baulich stark verändert – keine Denkmale, ebenso die baulich stark veränderten Scheunen auf der gegenüberliegenden Straßenseite keine Denkmale (Flurstücke 960, 961, 962, 963, 964, 965 – davon Flurstücke 963, 964, 965 vor 2009 abgebrochen). | 08971074 |
| Direkt Bild zu diesem Denkmal hochladen | Wohnhaus und Scheune eines Dreiseithofes sowie Einfriedung des Vorgartens | Colditzer Straße 1 (Karte)                                                                               | 2. Hälfte 18. Jahrhundert | Typische Vorstadtbebauung, Gebäude in hohem Maße straßenbildprägend durch Fachwerkgiebel, bau- und wirtschaftsgeschichtlich von Bedeutung. - Wohnhaus: zweigeschossig, wahrscheinlich massiv, 2-2-1-1-achsig, Fenster mit Porphyrtuff-Rahmung, Giebel mit Fachwerk-Obergeschoss, Krüppelwalm - Scheune: Lehm/Fachwerk (Staken freiliegend), Mannfigur im Giebel, fast ruinös - eiserne gründerzeitliche Einfriedung am Wohnhaus | 08971065 |
| Direkt Bild zu diesem Denkmal hochladen | Wohnhaus eines ehemaligen Dreiseithofes | Colditzer Straße 51 (Karte)                                                                              | Um 1840 | Alte Ortslage Mark Ottenhain, mit Fachwerk-Obergeschoss, baugeschichtlich von Bedeutung. Fenster und Tür mit Porphyrtuff-Rahmung, Tür mit Porphyrtuff-Verdachung, saniert. | 08971134 |
| Direkt Bild zu diesem Denkmal hochladen | Wohnstallhaus eines Bauernhofes | Colditzer Straße 57 (Karte)                                                                              | Ende 18. Jahrhundert | Alte Ortslage Mark Ottenhain, mit Fachwerk-Obergeschoss, baugeschichtlich von Bedeutung. Erdgeschoss Feldstein, Obergeschoss Fachwerk mit Lehmausfachung, Fenster Porphyrtuff-Rahmung. | 08971135 |
| Weitere Bilder                          | Ehemaliges Mühlengebäude (Damm-Mühle) | Dammühlenweg 3 (Karte)                                                                                   | Bezeichnet mit 1625; Umbau 1844 | Putzbau mit hohem Walmdach und Sitznischenportal von 1625, baugeschichtlich, ortsbildprägend und ortsgeschichtlich von Bedeutung. Mühlengebäude heute Hotel und Gaststätte, dreigeschossiger, fast quadratischer Bau mit dichter Fensterreihung und hohem Walmdach. Fenster mit Porphyrtuff, Sitznischenportal mit Beschlagwerk- und Rosettendekoration, 1625. Sanierter Bau, ursprünglich aus zwei Gebäuden bestehend, über Haustür bezeichnet mit 1844. | 08970914 |
| Weitere Bilder                          | Königlich-Sächsische Meilensteine (Sachgesamtheit): Meilenstein | Dresdener Straße (Karte)                                                                                 | Um 1856 | Königlich-Sächsischer Meilenstein, Stationsstein, Entfernungsstein, verkehrsgeschichtlich von Bedeutung. Ca. einen Meter hoch, mit entferntem landesherrlichem Wappen, Pendant siehe Altenburger Straße/Ecke Grimmaische Straße. | 08971047 |
| Weitere Bilder                          | Postmeilensäule | Dresdener Straße (Karte)                                                                                 | Bezeichnet mit 1727 | Kursächsische Postmeilensäulen (Sachgesamtheit), Distanzsäule, regional- und verkehrsgeschichtlich von Bedeutung. Obelisk, Porphyrtuff, Wappen, Inschriften mit Ortsangaben, Jahreszahl „1727“, hoher Sockel, 1960 restauriert, 1971–1979 restauriert. Kursächsische Distanzsäule aus Porphyrtuff, bezeichnet mit 1727, fast vier Meter hoch, in der typischen Form (mit Entfernungsangaben beschrifteter) Obelisk auf hohem Sockel, mit je zwei polnischen und Kurwappen sowie „AR“- Monogramm und Posthornzeichen, 1960 restauriert. Dabei erneuerte der Bildhauer W. Hempel (Dresden) Inschriften, Wappenstück und Spitze. | 08971075 |
| Direkt Bild zu diesem Denkmal hochladen | Wohnhaus (zwei Gebäudeteile) in Ecklage | Dresdener Straße 1 (Karte)                                                                               | Um 1828 | Schlichtes Eckhaus zur Querstraße mit abgeschrägter Kante im Erdgeschoss und Porhyrtuff-Türstock, straßenbildprägend und baugeschichtlich von Bedeutung. Zweigeschossig, Fenster mit Porphyrtuff-Rahmung (neu), Tür mit Porphyrtuff-Rahmung und profilierter Verdachung. | 08971059 |
| Direkt Bild zu diesem Denkmal hochladen | Wohnhaus in geschlossener Bebauung | Dresdener Straße 3 (Karte)                                                                               | Um 1828 | Mit erhaltener Fassadengliederung und schlichtem Portal, baugeschichtlich von Bedeutung. Zweigeschossig, dreiachsig, Porphyrtuff-Rahmung, Tür mit geradem, profiliertem Sturz. | 08971060 |
|                                         | Wohnhaus in geschlossener Bebauung | Dresdener Straße 4 (Karte)                                                                               | Um 1830 | Mit Ladeneinbau, Putzbau mit profiliertem Segmentbogenportal und gründerzeitlicher Haustür, baugeschichtlich von Bedeutung. Schaufenstereinbau und Dachaufbau, Fenster um 1900. | 08971070 |
| Direkt Bild zu diesem Denkmal hochladen | Wohnhaus in halboffener Bebauung, mit Vorgarteneinfriedung | Dresdener Straße 18 (Karte)                                                                              | 19. Jahrhundert, später überformt | Schlichtes Wohnhaus des 19. Jahrhunderts mit reduzierter Putzfassade, um 1900 zeittypisch umgestaltet, Pendant zu Nummer 20, ortsentwicklungsgeschichtlich von Bedeutung. Straßenseitig schlicht, hofseitig mit Erker und Vorbau, Nebengebäude mit Fachwerk-Drempel. Nebengebäude im Hof 2015 gestrichen, kein Denkmal. | 08971067 |
| Direkt Bild zu diesem Denkmal hochladen | Wohnhaus in halboffener Bebauung | Dresdener Straße 20 (Karte)                                                                              | Um 1850 | Reich gegliederter Putzbau, gründerzeitliches Wohnhaus mit charakteristischen Gliederungen des 19. Jahrhunderts, straßenbildprägender Balkon, baugeschichtlich von Bedeutung. Giebel mit Drillingsfenstern, Altan mit gekuppeltem Fenster, ornamentale Prorphyrplatten in Brüstungsfeldern zwischen Sohlbank- und Gurtgesims und unter den rundbogigen Fenstern im Erdgeschoss, Schlussgesims mit Konsolen, im Giebel mit Zahnschnittfries. | 08971068 |
| Direkt Bild zu diesem Denkmal hochladen | Wohnhaus in geschlossener Bebauung | Dresdener Straße 23 (Karte)                                                                              | 1. Hälfte 19. Jahrhundert | Mit Fachwerk-Obergeschoss, der hohe Fachwerk-Giebel straßenbildprägend, baugeschichtlich von Bedeutung. Zweigeschossig, dreiachsig, Erdgeschoss mit Rauputz, Fachwerk aufgebrettert. | 08971064 |
| Direkt Bild zu diesem Denkmal hochladen | Wohnhaus in halboffener Bebauung | Dresdener Straße 25 (Karte)                                                                              | Um 1890 | Mit gründerzeitlicher Fassadengestaltung, baugeschichtlich von Bedeutung. Zweigeschossig, Mansarddach (Plattformdach) mit zwei Dachhäusern, Gurtgesims, Eckquaderung und Fassadendekoration in Porphyrtuff, gründerzeitliches Wohnhaus baulich verbunden mit älterem Wohnhaus ohne Denkmalwert. | 08971069 |
| Weitere Bilder                          | Ehemaliger Schlussstein in der Hofmauer eines Grundstücks | Dresdener Straße 32 (Karte)                                                                              | 18. Jahrhundert | Barocke Kartusche mit springendem Pferd, handwerklich-künstlerisch von Bedeutung. Schlussstein vom ehemaligen Hoftor eines Bauerngutes, jetzt in Hofmauer eingefügt. | 08971161 |
| Direkt Bild zu diesem Denkmal hochladen | Wohnhaus eines Vierseithofes | Dresdener Straße 44 (Karte)                                                                              | Um 1900 | Straßenbildprägender Bau der Gründerzeit, baugeschichtlich von Bedeutung. Großes Wohnhaus eines stattlichen Hofes, vierachsige Giebelseite mit Lisenen und Rundbogenfries, Fenster stichbogig. | 08971071 |
| Weitere Bilder                          | Bahnhof mit Empfangsgebäude (Eisenbahnstraße 2), Güterabfertigung, Lagergebäude und Stellwerk (Eisenbahnstraße 2a)                                                                                  | Eisenbahnstraße 2, 2a (Karte)                                                                            | 1870–1871 (Empfangsgebäude); 1871 (Bahnsteig); 1920er Jahre (Stellwerk)                                                                                             | Zu den Hauptbahnen Neukieritzsch–Chemnitz (6385; sä. KC) und Leipzig–Geithain (6366; sä. LG) gehörend, überwiegend Gründerzeitbauten, Lagergebäude in Fachwerk, das Stellwerk im Stil der 1920er Jahre von baukünstlerischer Bedeutung, orts- und verkehrsgeschichtlich von Bedeutung. Empfangsgebäude und östlich gelegene Güterhallen einheitlich mit vorkragenden flachen Satteldächern und Giebelgestaltung durch Zwillingsfenster und Ochsenaugen, Lagerhalle in Fachwerk mit Ziegelausfachung, Güterabfertigung verputzt, Empfangsgebäude in den 1920er Jahren verändert: Glättung des ursprünglich genuteten Erdgeschoss und Entfernung der Verdachungen, dafür Fensterrahmungen und Sockel in Ziegel sowie Anbau von jeweils einer Achse an Ost- und Westseite. Aus gleicher Zeit wohl Stellwerk in Klinker westlich des Empfangsgebäudes. Bahnhof zunächst nur Durchgangsbahnhof an der Strecke Kieritzsch–Chemnitz, Umbau vor Inbetriebnahme der Bahnstrecke Leipzig–Geithain, Errichtung einer Lokstation, größere Bedeutung im Güterverkehr aufgrund umliegender Steinbruch- und Ziegeleiindustrie, 2002 Umbau des Bahnhofsgeländes, Rückbau Teile des Bahnhofs. Nebengebäude: ehemals östlich des Empfangsgebäudes, nach Mitteilung der Unteren Denkmalschutzbehörde vor 2007 abgebrochen. | 08971030 |
| Weitere Bilder                          | Wohnhaus mit Pulverturm sowie Treppenanlage am Turm | Freigarten 6 (Karte)                                                                                     | Um 1200 | Ursprünglich mittelalterlicher Wehr- oder Wohnturm eines Freihofes, später Teil der Stadtbefestigung (siehe Stadtmauer, Einzeldenkmaldokument Objekt 08971160), das angrenzende Wohnhaus um 1900 mit Zierfachwerk im Giebel, baugeschichtlich, ortsgeschichtlich und städtebaulich von Bedeutung. Schlanker Turm auf quadratischem Grundriss, mit flachem Zeltdach, Bruchsteinmauerwerk (neu verputzt) mit unregelmäßiger Rochlitzer Porphyrtuff-Eckquaderung, Eingang in halber Turmhöhe, zugänglich durch steile Außentreppe von Heiste ausgehend, schmale Fensterschlitze mit Porphyrtuff-Rahmung, seit 1683 als Pulverturm durch Garnison genutzt, anstoßendes Wohnhaus mit Zierfachwerk in Giebel und Traufzone. | 08971159 |
| Direkt Bild zu diesem Denkmal hochladen | Friedhof Geithain (Sachgesamtheit) | Grimmaische Straße (Karte)                                                                               | Um 1910, vielleicht älter | Sachgesamtheit Friedhof Geithain, mit folgenden Einzeldenkmalen: Friedhofstor, Einfriedungsmauer, Friedhofskapelle und einige Grabmale sowie Gedenkstätte für die Opfer des Zweiten Weltkrieges (08971120) sowie gärtnerisch gestalteter Friedhofsanlage (Gartendenkmal); ortsgeschichtlich von Bedeutung. Vermutlich ältere Anlage (19. Jahrhundert), um 1910 neu belegt (in westlicher Mauer erhaltene Sandstein-Tafel mit Eckrosetten um 1830). Erwähnenswert Grabmale mit figürlichem Schmuck: Kluge (1934), Meinig (1934) Teichmann (um 1913). Schlichte Friedhofskapelle um 1913. Wandgrabmal Fam. Günther, um 1912. In der Einfriedungsmauer nahe dem Haupteingang Grabplatte Theodor Oskar Müller, gest. 1888. Gedenkstätte für die Opfer des Zweiten Weltkrieges (Tote des Luftangriffs auf Geithain, 13 Tote beim Luftangriff am 13. April 1945, und Tote des Geithainer Lazaretts), um 1945. | 09303066 |
| Weitere Bilder                          | Friedhofstor, Einfriedungsmauer, Friedhofskapelle und einige Grabmale sowie Gedenkstätte für die Opfer des Zweiten Weltkrieges (Einzeldenkmale der Sachgesamtheit 09303066)                         | Grimmaische Straße (Karte)                                                                               | Um 1830 (Sandsteintafel); um 1913 (Friedhofskapelle); 1913–1934 (Grabmale); nach 1945 (Gedenkstätte Zweiter Weltkrieg)                                              | Einzeldenkmale der Sachgesamtheit Friedhof Geithain; ortsgeschichtlich von Bedeutung. Vermutlich ältere Anlage um 1910 neu belegt (in westlicher Mauer erhaltene Sandstein-Tafel mit Eckrosetten um 1830). Erwähnenswerte Grabmale mit figürlichem Schmuck: Kluge (1934), Meinig (1934) Teichmann (um 1913). Schlichte Friedhofskapelle um 1913. Wandgrabmal Familie Günther, um 1912. In der Einfriedungsmauer nahe dem Haupteingang Grabplatte Theodor Oskar Müller, gest. 1888. Gedenkstätte für die Opfer des Zweiten Weltkrieges (Tote des Luftangriffs auf Geithain, 13 Tote beim Luftangriff am 13. April 1945, und Tote des Geithainer Lazaretts), um 1945. | 08971120 |
| Direkt Bild zu diesem Denkmal hochladen | Scheune eines Bauernhofes | Grimmaische Straße 4 (Karte)                                                                             | Um 1800 | Fachwerk-Scheune in der vorstädtischen Bebauung, Giebelseite mit Lüftungsschlitzen, baugeschichtlich von Bedeutung | 08971016 |
| Weitere Bilder                          | Villa mit Einfriedung des Gartens | Grimmaische Straße 4b (Karte)                                                                            | Um 1905 | Stattliche Villa im Reformstil der Zeit um 1910, mit vollständig erhaltenen Fassadendetails, Treppenhaus mit originalen Bleiglasfenstern, mit parkseitiger originaler Einfriedung, baugeschichtlich und künstlerisch von Bedeutung. Hochgezogener Sockel in Kammputz, dekorative Fensterrahmung, mit originalen Fenstern, Oberlichtsprossen, hölzerner Eingangsvorbau, Jugendstiltür. | 08971015 |
| Direkt Bild zu diesem Denkmal hochladen | Wohnhaus in halboffener Bebauung | Grimmaische Straße 5 (Karte)                                                                             | Um 1905 | Putzbau mit neobiedermeierlicher Dekoration und Fachwerk-Ziergiebel, baugeschichtlich von Bedeutung. Zweigeschossig, hohes Mansarddach mit Zwerchgiebel, darin Zierfachwerk und neobiedermeierliches Rankenstuckmotiv. Tür und Erdgeschoss-Fenster mit Porphyrtuff-Gewände. | 08970923 |
| Weitere Bilder                          | Ehemaliges Hospital | Grimmaische Straße 14 (Karte)                                                                            | Spätes 17. Jahrhundert, später umgebaut | Putzbau mit Porphyrtuffgliederungen, Segmentbogenportal, straßenseitig Walmdach, orts- und sozialgeschichtliche Bedeutung. Zweigeschossiges Gebäude mit halbseitigem Walmdach. | 08971072 |
| Weitere Bilder                          | Wohnhaus (Nr. 5) und daran angebautes Wohnstallhaus sowie Seitengebäude (Nr. 5a, Torhaus mit Oberlaube) eines Bauernhofes                                                                           | Hospitalstraße 5, 5a (Karte)                                                                             | Um 1780 | Weitgehend original erhaltenes Ensemble von Fachwerkbauten, Seitengebäude mit seltener Oberlaube, typische Vorstadtbebauung, baugeschichtlich von Bedeutung. Traufseitig Gebäude mit Durchfahrt, darin im Erdgeschoss Ställe, im Obergeschoss Oberlaube und Knechtskammern (original erhaltene Schößchenfenster), giebelständiges Wohnhaus mit Fachwerk-Obergeschoss und breitem verschieferten Giebel (ortsbildprägend) zum Park gewandt. westlich anschließend traufständig Wohnstallhaus mit Fachwerk-Obergeschoss und verschiefertem Giebel, darin ehemaliger Kuhstall, weite Halle mit Porphyrtuff-Säulen, zum Teil unsaniert. | 08970971 |
| Weitere Bilder                          | Unterbau mit Brennkammern eines Kalkringofens | Kalkweg (Karte)                                                                                          | 1868 | Als sächsischer Prototyp des sogenannten Hoffmannschen Ringofens technikgeschichtlich von herausragender Bedeutung, neben einem größeren und damit vermutlich etwas später errichteten Ziegelringofen in Großtreben einziger in Sachsen erhaltener kreisförmiger Ringofen, auch deutschlandweit von Seltenheitswert | 08970924 |
| Weitere Bilder                          | Kantorat und ehemalige Schule | Kantorgasse 1 (Karte)                                                                                    | Wohl 1630, später überformt | Zeittypischer Putzbau, schmalgiebliges Gebäude, mit Westgiebelseite auf Stadtbesfestigung stehend, bau- und ortsgeschichtlich von Bedeutung. Zweigeschossiges schmalgiebliges Gebäude, mit Westgiebelseite auf Stadtbesfestigung stehend. Bruchsteinmauerwerk, verputzt, Inschrifttafel/Grabmal über Episode aus Dreißigjährigem Krieg von 1635 an der Südseite auf dem Nikolaikirchhof (siehe dort), an Nordseite Eingangsrisalit, im Garten offener oberer Abschluss der halbrunden Bastion der Stadtmauer. | 08971162 |
|                                         | Wohnhaus in geschlossener Bebauung, mit Hintergebäude | Kantorgasse 2 (Karte)                                                                                    | Um 1810 | Schlichter Putzbau mit erhaltener Fassadengliederung in Porphyrtuff, Hintergebäude auf Stadtbefestigung, baugeschichtlich von Bedeutung. Zweigeschossig, fünfachsig, Porphyrtuff-Rahmung (überstrichen) in Erdgeschoss und Obergeschoss, gekehltes Traufgesims. | 08970909 |
|                                         | Wohnhaus in geschlossener Bebauung, mit Hintergebäude | Kantorgasse 8 (Karte)                                                                                    | Um 1810 | Mit erhaltener Fassadengliederung, Hintergebäude auf Stadtmauer, baugeschichtlich von Bedeutung. Zweigeschossig, fünfachsig, Porphyrtuff-Rahmung in Erdgeschoss und Obergeschoss, eine stehende Gaube. Im Türsturz kaum leserlich: 1840. | 08970907 |
|                                         | Wohnhaus in geschlossener Bebauung, mit Hintergebäude | Kantorgasse 10 (Karte)                                                                                   | Um 1810 | Mit erhaltener Fassadengliederung, Hintergebäude auf Stadtmauer, baugeschichtlich von Bedeutung. Zweigeschossig, fünfachsig, eine stehende Gaube. Porphyrtuff-Rahmungen im Erdgeschoss (überstrichen). | 08970906 |
|                                         | Wohnhaus in halboffener Bebauung | Kantorgasse 12 (Karte)                                                                                   | Um 1810 | Mit erhaltener Fassadengliederung und Porphyrtuff-Rahmungen im Erdgeschoss, baugeschichtlich von Bedeutung. Zweigeschossig, fünfachsig, saniert. Barocke Inschrifttafel, Inschrifttafel schwer lesbar, Porphyrtuff: vor 2009 beseitigt. | 08970905 |
| Weitere Bilder                          | Wohnhaus in Ecklage | Katharinenplatz 1, 2 (Chemnitzer Straße 17) (Karte)                                                      | 1869 | Städtebaulich dominierender Eckbau, spätklassizistisch-frühgründerzeitliche Fassade, mit aufwändigen Friesdekorationen, baugeschichtlich von Bedeutung. Eckbau über mehrere Grundstücke, betonte Horizontalgliederung, Obergeschoss als Mezzaningeschoss. Fensterlaibungen und Gurtgesimse mit feinteiligen, in jedem Geschoss unterschiedlichen Friesen, gekehltes Traufgesims, flaches Walmdach. | 08970887 |
| Direkt Bild zu diesem Denkmal hochladen | Wohnhaus in geschlossener Bebauung | Katharinenstraße 1 (Karte)                                                                               | 19. Jahrhundert | Wohnhaus mit gründerzeitlicher Fassadengliederung und Bäcker-Innungszeichen, baugeschichtlich von Bedeutung. Zweigeschossig, fünfachsig, gleichmäßige Fensterreihung im Obergeschoss, profiliertes Porphyrtuff-Gurtgesims, profilierte Porphyrtuff-Tür- und Fensterrahmung, im Erdgeschoss korbbogig. Modernes Schaufenster. | 08970991 |
| Direkt Bild zu diesem Denkmal hochladen | Wohnhaus in Ecklage (bauliche Einheit mit Chemnitzer Straße 1) | Katharinenstraße 2 (Karte)                                                                               | Um 1840 (Wohnhaus); um 1870 (Haustür) | Stadtbildprägender Putzbau, bemerkenswerte Haustür mit geschnitzten Füllungen und schmiedeeisernen Oberlicht-Gittern in Arabeskenform, Eckhaus zum Markt, städtebaulich von Bedeutung. Eine von drei erhaltenen Haustüren dieses Typs: Kassetten mit geschnitzten Sternen- und Rosettenmotiven und schmiedeeiserne Arabeskenfüllungen in zeittypischem Rosettengitter. | 08970978 |
| Direkt Bild zu diesem Denkmal hochladen | Wohnhaus in geschlossener Bebauung | Katharinenstraße 3 (Karte)                                                                               | Um 1806 | Mit erhaltener Fassadengliederung und Segmentbogen-Portal, baugeschichtlich von Bedeutung. Zweigeschossig, 1-2-achsig, Porphyrtuff-Rahmung, Tür korbbogig mit Schlussstein. | 08970992 |
|                                         | Wohnhaus in Ecklage | Katharinenstraße 6 (Karte)                                                                               | Bezeichnet mit 1787 | Barockes Wohnhaus mit abgewalmtem hohem Mansarddach und Segmentbogenportal, Schiefergiebel stadtbildprägend zum Katharinenplatz, baugeschichtlich und städtebaulich von Bedeutung. Giebelseite zum Katharinenplatz dreigeschossig, verschiefert, Straßenseite zweigeschossig, dreiachsig. Eingang Porphyrtuff-Rahmung, korbbogig, bezeichnet im Schlussstein mit „G.H. 1787“. | 08970993 |
| Direkt Bild zu diesem Denkmal hochladen | Wohnhaus in geschlossener Bebauung | Katharinenstraße 10 (Karte)                                                                              | Um 1806 | Mit weitgehend intakter Fassadengliederung, baugeschichtlich von Bedeutung. Zweigeschossig, 1-2-achsig, Fenster Porphyrtuff-Rahmung. | 08970995 |
| Direkt Bild zu diesem Denkmal hochladen | Wohnhaus in geschlossener Bebauung | Katharinenstraße 13 (Karte)                                                                              | Um 1820 | Mit weitgehend erhaltener Fassadenstruktur, interessante Dachaufbauten, baugeschichtlich von Bedeutung. Zweigeschossig mit zweiachsigem Zwerchhaus und flankierenden Dachhäusern, 4-1-achsig, seitliche Toreinfahrt, Fenster Porphyrtuff-Rahmung, innen Tonnengewölbe. | 08970996 |
|                                         | Wohnhaus in geschlossener Bebauung | Katharinenstraße 41 (Karte)                                                                              | Bezeichnet mit 1701 | Zeittypischer Putzbau, mit Rundbogen-Portal von 1701, baugeschichtlich von Bedeutung. Zweigeschossig, 2-1-2-achsig, Fensterfaschen neu und überstrichen, alter Türbogen mit Würfelsockeln und -kämpfern und abgefaster Laibung. Kreisrunder Schlussstein mit Inschrift „HS/Ci.“, daneben „17/01“ | 08970903 |
|                                         | Wohnhaus in geschlossener Bebauung | Katharinenstraße 49 (Karte)                                                                              | Um 1865 | Ehemals dreigeschossiges Wohnhaus, mit feinprofilierten Fensterrahmungen, Hauseingangstür mit figürlichen schmiedeeisernen Oberlichtern, baugeschichtlich von Bedeutung. Städtischer Mietshaustyp der 1860er Jahre, original erhaltene Fassade, im zweiten Obergeschoss (vor 2009 abgebrochen) ursprünglich Sohlbankkonsolen, Natursteinsockel. Fenster neu. | 08970901 |
| Direkt Bild zu diesem Denkmal hochladen | Wohnhaus in geschlossener Bebauung | Katharinenstraße 51 (Karte)                                                                              | 18. Jahrhundert | Putzbau mit hohem Mansarddach und dreistufigen Fenstergewänden im Erdgeschoss, baugeschichtlich von Bedeutung. Zweigeschossig, 2-1-3-achsig, steiles Mansarddach mit vier stehenden Gauben, Tür-Porphyrtuff-Rahmung mit „Ohren“ und Schlussstein, Türblätter mit geschnitzten Füllungen (Nachbau einer Tür um 1875). | 08970900 |
| Weitere Bilder                          | Nikolaikirche mit Kirchhof (Sachgesamtheit) | Leipziger Straße (Karte)                                                                                 | Ab 1200 | Sachgesamtheit Nikolaikirche mit Kirchhof, mit folgenden Einzeldenkmalen: Kirche, Kirchhofsmauer, Grabmale und Sühnekreuz (08971156) sowie Kirchplatz (Gartendenkmal); Sakralbau in hohem Maße ortsbildprägend, spätgotische Hallenkirche mit spätromanischen Westtürmen, im Innern nicht gewölbt, sondern mit bemalter Flachdecke, Grabmale von Renaissance bis Klassizismus, Sühnekreuz wohl mittelalterlich, baugeschichtlich, kunstgeschichtlich, künstlerisch und ortsgeschichtlich von Bedeutung | 09303069 |
| Weitere Bilder                          | Nikolaikirche mit Ausstattung, Kirchhofsmauer, Grabmale und Sühnekreuz (Einzeldenkmale der Sachgesamtheit 09303069)                                                                                 | Leipziger Straße (Karte)                                                                                 | Um 1200 (Kirchturm); nach 1360 (Kirchenchor); ab 1504 (Kirchenschiff); bezeichnet mit 1597 (Kanzel); 1611 (Altar)                                                   | Einzeldenkmale der Sachgesamtheit Nikolaikirche mit Kirchhof; Sakralbau in hohem Maße ortsbildprägend, spätgotische Hallenkirche mit spätromanischen Westtürmen, im Innern nicht gewölbt, sondern mit bemalter Flachdecke, Grabmale von Renaissance bis Klassizismus, Sühnekreuz wohl mittelalterlich, baugeschichtlich, kunstgeschichtlich, künstlerisch und ortsgeschichtlich von Bedeutung. Hallenkirche mit spätromanischen Westtürmen (dreigeschossig, mit Rundbogenfriesen, gekuppelten Schallöffnungen und spitzen Pyramidendächern), hohem Schiff und Chor mit 5/8-Schluss. Romanisches Westportal mit dreistufigem Porphyrtuffgewände, Dreiviertelsäulen mit Kapitellen in Blatt- und Bandwerk. Schiff ab 1504 zur dreischiffigen Halle erweitert, dabei statt geplanter Wölbung Einfügung einer flachen Felderdecke. Bemerkenswerte Deckenbemalung 1593–1595 wohl durch Adam Schilling aus Freiberg mit Darstellungen aus Altem und Neuem Testament, Apostelbildnissen und Porträts Luthers und Melanchthons. An den Außenmauern Grabsteine aus Renaissance (Kindergrabstein) und Barock. Kirchhof mit Grabdenkmalen und Sühnekreuz. Kirchhofsmauer, an Kantorgasse, Nikolaistraße und Pfarrhaus als Substruktion gebildet, an der Südseite als Teil der Stadtbefestigung, hier in die Mauer eingefügte barocke Grabsteine. | 08971156 |
|                                         | Grünanlage zwischen Leipziger Straße und Nikolaistraße, mit drei Steingussplastiken und Denkmal für die Gefallenen des Deutsch-Französischen Krieges 1870/1871                                      | Leipziger Straße (Karte)                                                                                 | 19. Jahrhundert (Parkanlage); 1874 (Kriegerdenkmal); 1929–1930 (Steingussplastiken)                                                                                 | Gartenhistorisch, künstlerisch und ortsgeschichtlich von Bedeutung. Anlage durch Substruktion weit über Straßenniveau erhoben, dominierend Kriegerdenkmal von 1871. Denkmal in Form einer kannelierten Säule mit korinthischem Kapitell und bekrönendem Adler. Sockel mit Inschrift und plastischen Lorbeerkränzen. Eiserne Einfriedung. davor und dahinter Steingussplastiken im Stil von 1929/30: Putto auf Schnecke reitend, Frauenakt mit Wasserkrug, spielende Putten. Ursprünglich hier Standort des Brauhauses. | 08971158 |
| Direkt Bild zu diesem Denkmal hochladen | Wohnhaus in geschlossener Bebauung | Leipziger Straße 2 (Karte)                                                                               | 16. Jahrhundert | Putzbau mit steilem Renaissance-Dachstuhl und Dachhecht, baugeschichtlich von Bedeutung. Zweigeschossig, vierachsig, Erdgeschoss durch Ladeneinbau verändert, Obergeschoss erhaltene Gliederung (Porphyrtuff-Rahmung). Sehr hohes Satteldach mit über die Fassadenbreite durchgezogener Schleppgaube. | 08970982 |
| Direkt Bild zu diesem Denkmal hochladen | Wohnhaus in halboffener Bebauung | Leipziger Straße 4 (Karte)                                                                               | Um 1820 | Mit Ladeneinbau, Gründerzeitgebäude mit biedermeierlichen Gestaltungselementen, baugeschichtlich von Bedeutung. Zweigeschossig, achtachsig, horizontal betont durch Gurt- und Sohlbankgesims, Fensterreihung und geraden Fensterverdachungen. Fünf Dachhäuser. Erdgeschoss verändert, Tor um 1860. | 08970983 |
| Direkt Bild zu diesem Denkmal hochladen | Wohnhaus in halboffener Bebauung | Leipziger Straße 6 (Karte)                                                                               | 16. Jahrhundert | Mit Ladeneinbau, straßenbildprägendes Renaissancegebäude mit steilem Satteldach, barockes Segmentbogenportal, baugeschichtlich von hoher Bedeutung. Stattlicher zweigeschossiger, elfachsiger Bau mit hohem Satteldach. Obergeschoss-Fenster jeweils zwei zusammengefasst, mit tief eingeschnittenem Stabgewände in der oberen Hälfte. Erdgeschoss zum Teil verändert, Tür und Schaufensteröffnung korbbogig. Innen: Kreuzgewölbe im Ladenraum, freigelegtes spätgotisches Portal, Porphyrtuff, mit Stabgewände, Umfassungsmauern 1,20 m – 1,60 m stark, alte Kellergewölbe. Dachstuhl dreigeschossig. Im abgebrochenen Hinterhaus ursprünglich Schlussstein mit Bezeichnung „JDR 1789“. | 08970984 |
| Direkt Bild zu diesem Denkmal hochladen | Wohnhaus in geschlossener Bebauung, mit Hinterhaus (mit Oberlaube) | Leipziger Straße 8 (Karte)                                                                               | Um 1570, später überformt | Im Kern ein Renaissancebau, Tordurchfahrt an der Hofseite mit Sitznischen, mit Oberlauben-Hofgebäude, baugeschichtlich von Bedeutung. Zweigeschossig, siebenachsig, fünf Dachhäuser. Erdgeschoss durch Ladeneinbau verändert. Tordurchfahrt an der Hofseite rundbogig, mit Schlussstein, einfachen Kämpferplatten und Kelchsitzen mit Renaissancedekoration. Vorderhaus mit kurzem Seitenflügel mit Fachwerk-Giebel und Fenstern mit Porphyrtuff-Rahmung. Quergebäude mit Durchfahrt, im Untergeschoss ehemaliger Pferdestall mit Kreuzgratgewölbe, Obergeschoss als stark vorkragende Oberlaube mit fünf Bögen und verbretterter Brüstung. Im Vorderhaus sehr alte, in den Fels gehauene Keller, darin nachträglich eingefügtes spätgotisches Portal. Möglicherweise ehemaliges Ackerbürgerhaus. | 08970985 |
| Direkt Bild zu diesem Denkmal hochladen | Wohnhaus in Ecklage, mit zwei Schwibbögen in der angrenzenden Gasse (Köhlergäßchen) | Leipziger Straße 9 (Karte)                                                                               | Um 1806 | Mit Ladeneinbau, mit erhaltener Ladenfront der 1870er Jahre, zeittypischer Putzbau, baugeschichtlich von Bedeutung. Zweigeschossig, fünfachsig, profilierte Traufe, Dachausbau. Obergeschoss-Fenster mit Porphyrtuff-Rahmung, Ladeneinfassung mit kannelierten Pfeilern, Gebälk und fein dekorierten Pilastern original. | 08970988 |
| Direkt Bild zu diesem Denkmal hochladen | Wohnhaus in geschlossener Bebauung, mit Hinterhaus | Leipziger Straße 10 (Karte)                                                                              | Um 1806 | Dreigeschossiges Wohnhaus mit intakter Fassadengliederung, klassizistisches Türblatt, Hofgebäude mit Fachwerk-Obergeschoss, baugeschichtlich von Bedeutung. 3-1-3-achsig, Porphyrtuff-Rahmung, Erdgeschoss mit rundbogiger profilierter Schaufensteröffnung, Portal mit Segmentbogen, „Ohren“ und Schlussstein, feine Profilierung. Über erstem Obergeschoss halbrunde Blendnische mit Blattrosette, gekehlte und profilierte Traufe, drei Dachhäuser. Türblatt nach altem Vorbild aufgearbeitet. | 08970986 |
| Direkt Bild zu diesem Denkmal hochladen | Wohnhaus in geschlossener Bebauung | Leipziger Straße 12 (Karte)                                                                              | Um 1806 | Wohnhaus mit intakter Fassadengliederung, barockes Segmentbogenportal, Türblatt um 1870, baugeschichtlich von Bedeutung. Zweigeschossig, fünfachsig, mit sechsachsigem Dachausbau, Zwerchhaus mit Dreiecksgiebel. Biedermeierlicher Haustyp, Erdgeschoss durch Laden verändert, Tür mit fein profilierter Porphyrtuff-Rahmung, segmentbogig, mit „Ohren“ und Schlussstein. Fenster mit Porphyrtuff-Rahmung, Porphyrtuff-Gurtgesims. | 08970987 |
| Direkt Bild zu diesem Denkmal hochladen | Wohnhaus in geschlossener Bebauung | Leipziger Straße 15 (Karte)                                                                              | Um 1870 | Putzbau mit gründerzeitlicher Fassadengestaltung, baugeschichtlich von Bedeutung. Zweigeschossig, fünfachsig, Fassade mit Putznutung im Erdgeschoss, profiliertes Gurtgesims, Fenster im Obergeschoss mit Konsolen und Stuckbekrönung. | 08970989 |
| Direkt Bild zu diesem Denkmal hochladen | Wohnhaus in geschlossener Bebauung | Leipziger Straße 16 (Karte)                                                                              | Bezeichnet mit 1804 | Fassade und Dachform mit originaler Gliederung, mit Segmentbogenportal, baugeschichtlich von Bedeutung. Zweigeschossig, 3-1-3-achsig, mit Zwerchgiebel, Mansarddach und zwei Dachhäusern. Porphyrtuff-Rahmung. Eingang stichbogig, bezeichnet im Schlussstein. | 08970963 |
| Direkt Bild zu diesem Denkmal hochladen | Wohnhaus in geschlossener Bebauung | Leipziger Straße 20 (Karte)                                                                              | Um 1806 | Wohnhaus mit Gliederungsformen des Historismus, originale Tür um 1860, baugeschichtlich von Bedeutung. Dreigeschossig, flaches Gurt- und Schlussgesims, Traufe gekehlt, zwei Dachhäuser. Fenster mit Porphyrtuff-Rahmung und Stichbogenblenden aus Porphyrtuff, Gewölbe im Flur. | 08970961 |
|                                         | Wohnhaus in geschlossener Bebauung, mit Heiste | Leipziger Straße 21 (Karte)                                                                              | Ursprünglich bezeichnet mit 1818 | Mit annähernd erhaltener Fassadengliederung, straßenbildprägend durch Vorspringen in der Straßenflucht, städtebaulich und baugeschichtlich von Bedeutung. Zweigeschossig, achtachsig, Porphyrtuff-Rahmung, profiliertes Traufgesims. In Hintertür ursprünglich bezeichnet mit 1818. | 08970935 |
| Weitere Bilder                          | Wohnhaus in geschlossener Bebauung, mit Heiste | Leipziger Straße 23 (Karte)                                                                              | 1831; Umbau bezeichnet mit 1919 | Mit erhaltener Fassadengliederung, mit Gedenktafel der Bruno & Therese-Günther-Stiftung, begründet durch den amerikanischen, in Geithain geborenen Industriellen Paul Günther (1860–1932), städtebaulich, ortshistorisch und baugeschichtlich von Bedeutung. Zweigeschossig, sechsachsig, Porphyrtuff-Gliederung, Zwerchhaus mit Zierfachwerk, profilierte Traufe, Im Hausflur Kreuzwölbungen. | 08970936 |
| Direkt Bild zu diesem Denkmal hochladen | Wohnhaus in geschlossener Bebauung | Leipziger Straße 24 (Karte)                                                                              | Um 1840 | Mit klassizistisch-gründerzeitlicher Fassadenbildung, baugeschichtlich von Bedeutung. Dreigeschossig, sechsachsig, Horizontalbetonung durch flache Gurte und profiliertes Sohlbankgesims. Fenster der Beletage höher und mit gerader Verdachung, Erdgeschoss alte Fensterformate mit Porphyrtuff-Rahmung. | 08970959 |
|                                         | Wohnhaus in geschlossener Bebauung, mit Heiste | Leipziger Straße 25 (Karte)                                                                              | Bezeichnet mit 1722, später überformt | Putzbau mit erhaltener Fassadengliederung, Segmentbogenportal (ein Sitznischenportal von der Rückseite des Hauses heute im Museum), baugeschichtlich von Bedeutung. Zweigeschossig, 3-2-achsig, Sohlbankgesims unter Obergeschoss-Fenstern. Korbbogenportal mit profilierter Porphyrtuff-Rahmung, Erdgeschoss-Fenster mit mehrfach gestufter Porphyrtuff-Rahmung. Hofeingang (laut Kittel 1960) mit Sitznischenportal Typ Dammühle von 1722. Ins Heimatmuseum überführt. | 08970536 |
| Direkt Bild zu diesem Denkmal hochladen | Wohnhaus in geschlossener Bebauung | Leipziger Straße 26 (Karte)                                                                              | Bezeichnet mit 1728, im Kern; bezeichnet mit 1804 | Barockes Wohnhaus mit erhaltener Fassadengliederung, Segmentbogenportal, Satteldach mit zwei Reihen Hechtgauben, baugeschichtlich von Bedeutung. Zweigeschossig, fünfachsig, Porphyrtuff-Rahmung, im Schlussstein bezeichnet mit 1804, im Schlussstein der Hintertür bezeichnet mit 1728. | 08970934 |
| Direkt Bild zu diesem Denkmal hochladen | Wohnhaus in geschlossener Bebauung | Leipziger Straße 28 (Karte)                                                                              | Um 1806 | Mit annähernd erhaltener Fassadengliederung, Segmentbogenportal, baugeschichtlich von Bedeutung. Fünfachsig, Erdgeschoss mit Ladeneingang und Schaufenster gut eingefügt. Porphyrtuff-Rahmungen an Fenstern und Eingängen. Haustür mit Schlussstein. Zwerchhaus neu denkmalgerecht saniert. | 08970960 |
| Weitere Bilder                          | Pfarrhaus (mit angebauter Kalandstube) und Nebengebäude im Hof sowie Einfriedung des Gartens und Einfriedungsmauer des Grundstücks                                                                  | Leipziger Straße 29 (Karte)                                                                              | Im Kern 14. Jahrhundert (Pfarrhaus); bezeichnet mit 1570 (zweites Sitznischenportal); bezeichnet mit 1705 (erstes Sitznischenportal)                                | Stattlicher Putzbau am Kirchhof, mit Bauteilen aus Spätgotik, Renaissance und Barock, zwei Sitznischenportale, baugeschichtlich, kunsthistorisch, ortsgeschichtlich und ortsbildprägend von Bedeutung. Zweigeschossiges, sechsachsiges Gebäude mit Sitznischenportal, Porphyrtuff, bezeichnet mit 1705. Innen zweites Sitznischenportal bezeichnet mit 1570, dahinter Halle mit Kreuzgratgewölbe, getragen von Porphyrtuff-Säule, bezeichnet im Kapitell: 1571. In Raum einbezogener ehemaliger Treppenturm (Wendeltreppe entfernt), Zugang durch Tür mit spätgotischem Stabgewände. Daneben spitzbogige Tür mit Porphyrtuff-Rahmung zu einem Raum mit Kreuzgratgewölbe (ehemalige Vorratskammer unter Kalandstube). An westlicher Giebelseite angebaut: sogenannte Kalandstube: Raum mit Sterngewölbe und figürlichen Wandmalereien datiert 1562. An Giebelwand der Kalandstube außen: bezeichnet mit 1562. Rückseite des Pfarrhauses wahrscheinlich auf der Befestigung erbaut, hier Konsolen eines Aborterkers und verschiedene Fensterformen (spätgotisch, um 1500). Nebengebäude: eingeschossig, mit Porphyrtuff-Rahmung und Schleppgaube, um 1830. | 08970949 |
|                                         | Wohnhaus in geschlossener Bebauung | Leipziger Straße 30 (Karte)                                                                              | Um 1806 | Mit annähernd erhaltener Fassadengliederung, Segmentbogenportal, baugeschichtlich von Bedeutung. Zweigeschossig, dreiachsig, flaches Porphyrtuff-Sohlbankgesims, Erdgeschoss-Fenster und Tür segmentbogig, zwei Dachhäuser. | 08970981 |
|                                         | Wohnhaus in geschlossener Bebauung und Hofgebäude | Leipziger Straße 34 (Karte)                                                                              | Um 1806 | Putzbau mit originalem Porphyrtuff-Torbogen und Torflügeln, im Hof Nebengebäude mit seltener Obergeschosslaube, baugeschichtlich von Bedeutung. Dreigeschossig, sechsachsig (spätere Aufstockung) zwei profilierte Gurtgesimse aus Porphyrtuff, Hauptgesims profiliert. Tor mit profilierter Porphyrtuff-Rahmung, im Schlussstein Hauszeichen aus drei Kreuzblüten. Seitengebäude im Hof elfbogige Obergeschosslaube mit verbretterter Brüstung, unten ehemals Pferdeställe, bis 1897 Mannschaftsunterkunft der Garnison. | 08970940 |
| Direkt Bild zu diesem Denkmal hochladen | Wohnhaus in geschlossener Bebauung | Leipziger Straße 36 (Karte)                                                                              | Um 1804 | Mit originaler Gliederung, profilierten Porphyrtuffgewänden, Segmentbogenportal mit Schlussstein und klassizistischem Türblatt, baugeschichtlich von Bedeutung. Denkmalgerecht saniertes zweigeschossiges Haus mit hohem Mansarddach (barock) mit Dachhäusern. Türblatt nach vorhandenem Original erneuert. | 08970929 |
|                                         | Wohnhaus in geschlossener Bebauung | Leipziger Straße 38 (Karte)                                                                              | Bezeichnet mit 1804 | Vermutlich Ackerbürgerhaus, Putzbau mit annähernd erhaltener Fassadengliederung, Tordurchfahrt mit originalem Tor, baugeschichtlich von Bedeutung. Zweigeschossig, fünfachsig, Mansarddach mit stehenden Fenstern, Obergeschoss-Fenster mit Porphyrtuff-Rahmung. Breite rundbogige Durchfahrt Porphyrtuff-Pfeiler mit Stufenkapitälen, Schlussstein bezeichnet JGF 1804, Torfüllung mit Spiegeln In Durchfahrt: Treppe zum Obergeschoss mit barocken Brettdocken. | 08970939 |
|                                         | Wohnhaus in geschlossener Bebauung | Leipziger Straße 42 (Karte)                                                                              | Um 1830 | Ehemaliges Ackerbürgerhaus, Putzbau mit originaler Tordurchfahrt mit biedermeierlichem Tor, baugeschichtlich von Bedeutung. Dreigeschossig, fünfachsig, vier Dachhäuser. Saniert, Tor mit Porphyrtuff Korbbogen über Stufenkapitälen, geschnitzten Spiegeln, Rosetten, Zahnschnittkante. In Einfahrt drei Kreuzwölbungen. | 08970928 |
|                                         | Wohnhaus in geschlossener Bebauung | Leipziger Straße 46 (Karte)                                                                              | Um 1804 | Mit Tordurchfahrt, Putzbau mit überwiegend originaler Gliederung, klassizistischer Türstock, baugeschichtlich von Bedeutung. Zweigeschossig, fünfachsig, Toreinfahrt mit Stichbogen, neuerer Eingang mit Bedachung, Porphyrtuff-Rahmung von Türen und Fenstern. Satteldach, drei Dachhäuser mit verschieferter Front. | 08970930 |
|                                         | Wohnhaus in geschlossener Bebauung | Leipziger Straße 48 (Karte)                                                                              | Um 1804 | Mit original erhaltener Fassadengliederung, Segmentbogenportal, baugeschichtlich von Bedeutung. Zweigeschossig, fünfachsig, Satteldach ohne Gauben, Tür und Fenster mit Porphyrtuff-Rahmung. Tür korbbogig mit Schlussstein. | 08970931 |
| Weitere Bilder                          | Wohnhaus in geschlossener Bebauung | Leipziger Straße 54 (Karte)                                                                              | Um 1804 | Putzbau mit segmentbogiger Türrahmung, Schlussstein und klassizistischem Türblatt, baugeschichtlich von Bedeutung. Zweigeschossig, sechsachsig, Fensteranordnung im Erdgeschoss verändert, Tür mit Porphyrtuff-Rahmung, Schlussstein und nach Original wiederhergestelltem Türblatt. Fenster und Dach neu. | 08970932 |
|                                         | Wohnhaus in geschlossener Bebauung | Leipziger Straße 58 (Karte)                                                                              | Um 1870 | Mit prächtiger gründerzeitlicher Fassade, originale Torflügel, baugeschichtlich von Bedeutung. Älteres Haus mit vorgeblendeter Gründerzeitdekoration (?): Fensterbedachungen über Konsolen, Segmentbogengiebel mit Stuckfüllung in Torachse. Tor mit Füllungen, um Mitte 19. Jahrhundert (?). Vermutlich um 1870. | 08970920 |
|                                         | Wohnhaus in geschlossener Bebauung und Hinterhaus | Leipziger Straße 60 (Karte)                                                                              | Bezeichnet mit 1831 | Mit erhaltener Fassadengliederung, Segmentbogenportal mit verziertem Schlussstein, Hintergebäude in die Stadtmauer gebaut mit Segmentbogenportal, baugeschichtlich von Bedeutung. Hintergebäude in die Stadtmauer gebaut – gehört zum Grundstück Nummer 60, zweigeschossig, Satteldach mit breiter Fledermausgaube, Eingang mit Porphyrtuff-Rahmung, Schlussstein um 1840. | 09303071 |
| Direkt Bild zu diesem Denkmal hochladen | Wohnhaus in geschlossener Bebauung, mit Heiste | Leipziger Straße 64 (Karte)                                                                              | Bezeichnet mit 1831 | Mit erhaltener Fassadengliederung, Segmentbogenportal mit datiertem Schlussstein, baugeschichtlich von Bedeutung. Zweigeschossig, vierachsig, Tür mit Stichbogen und Schlussstein mit Baujahr, Mansarddach, zwei Dachhäuser. | 08970911 |
| Weitere Bilder                          | Wohnhaus in geschlossener Bebauung, mit Heiste | Leipziger Straße 66 (Karte)                                                                              | Um 1830 | Putzbau mit Segmentbogenportal und Schlussstein, unmittelbar am Untertor, baugeschichtlich und ortsbildprägend von Bedeutung | 09306207 |
| Weitere Bilder                          | Stadttor mit angebautem Stadttorhaus (Untertor) | Leipziger Straße 68 (Karte)                                                                              | 13. Jahrhundert, später überformt | Letztes erhaltenes Stadttor des Ortes, im Kern romanisch, innen ehemalige Wohnung des Torwächters, im Turm Gefängnis, ortsgeschichtlich, bauhistorisch und ortsbildprägend von Bedeutung. Entstanden im Zuge der Mauerbefestigung nach 1200, im Kern romanischer turmartiger Bau mit breiter Durchfahrt, heute seitlich eingebaut, stadtseitig leicht angespitzter Rundbogen mit angeschrägtem Porphyrtuff-Gewände, Außenseite mit Stichbogenöffnung und erhaltenen Schienen für Fallgitter, drei Geschosse, zur Stadt hin mit erhaltenen kleinen Rechtecköffnungen, Walmdach, nördlich anstoßend Torhaus, nach außen auf die Stadtmauer gebaut, straßenseitig eingeschossiger, einachsiger Zugang, innen ehemalige Wohnung des Torwächters, im Turm Gefängnis, heute Sitz des Geithainer Heimatvereins. | 08970910 |
| Weitere Bilder                          | Marienkirche und Kirchhof Wickershain (Sachgesamtheit) | Lindenstraße (Karte)                                                                                     | 1186 erstmals genannt (Kirche); um 1200 (Kirchturm); 1424 (Kirchenchor); 1475 (Kirchenschiff)                                                                       | Sachgesamtheit Marienkirche und Kirchhof Wickershain, mit folgenden Einzeldenkmalen: Kirche, Kirchhofsmauer mit Toranlage, einige alte Grabsteine und Gefallenendenkmal Erster Weltkrieg (Lindenstraße, 08971157), Pfarrhaus Wickershain (Marienstraße 30, 08970889) sowie mit dem Sachgesamtheitsteil: Kirchhof (Gartendenkmal) mit Friedhofskapelle; alte Ortslage Wickershain, ursprünglich romanische Chorturmkirche, gotischer Neubau, baugeschichtlich, künstlerisch und ortsgeschichtlich von Bedeutung. Friedhof in Hanglage südlich der Kirche, Grabmal um 1845: Dreistufige Sandsteinstele mit Urnenvase. Die zwei oberen Stufen tabernakelartig zwischen Säulen, im Oberteil Relief: zwei sitzende Kinder (?) sich die Hand reichend (Zwillinge) Inschrift verwittert. Kriegerdenkmal: schlichte Stele aus Porphyr mit Stahlhelm und Kranzhalter, beidseitig Treppenanlage. | 08971058 |
| Weitere Bilder                          | Kirche mit Ausstattung, Kirchhofsmauer mit Toranlage, einige alte Grabsteine, Denkmal für die Gefallenen des Ersten Weltkrieges sowie drei Steinkreuze (Einzeldenkmale der Sachgesamtheit 08971058) | Lindenstraße (Karte)                                                                                     | 1186 erstmals genannt (Kirche); um 1200 (Kirchturm); 1424 (Kirchenchor); 1475 (Kirchenschiff); Ende 15. Jahrhundert (Sakramentsnische); 18. Jahrhundert (Betstuben) | Einzeldenkmale der Sachgesamtheit Marienkirche und Kirchhof Wickershain; alte Ortslage Wickershain, ursprünglich romanische Chorturmkirche, gotischer Neubau, baugeschichtlich, künstlerisch und ortsgeschichtlich von Bedeutung. Breiter Chorturm mit gekuppelten Bogenfenstern und Dachreiter, in gleicher Höhe das 1475 erweiterte Schiff mit Strebepfeilern und hohen Maßwerkfenstern. An Westseite Vorhalle mit Spitzbogenportal, daneben Treppenturm. Chor 1424, als 5/8-Polygon. Auf dem Friedhof freistehendes Grabmal um 1845 und Kriegerdenkmal 1914–1918. Kirchhofsmauer mit Toranlage. Drei Steinkreuze gegenüber dem Haupteingang der Kirche, wohl 16. Jahrhundert, Porphyrtuff, ursprünglich vermutlich Stationskreuze. Kirche durch erhöhe Lage weit nach Süden, Osten und Westen landschaftsprägend. | 08971157 |
| Direkt Bild zu diesem Denkmal hochladen | Wohnhaus (mit zwei Hausnummern) in offener Bebauung | Lindenstraße 1, 3 (Karte)                                                                                | Um 1900 | Stattliches Doppelwohnhaus mit mehrfarbiger Schieferverkleidung des Obergeschosses, baugeschichtlich von Bedeutung. Zweigeschossig, elfachsig, mit Dachhäusern im hohen Mansarddach, Helle Schieferplatten mit Rhombenornamentik, Giebel massiv. | 08971055 |
| Direkt Bild zu diesem Denkmal hochladen | Wohnhaus und zwei angebaute Nebengebäude | Lindenstraße 2 (Karte)                                                                                   | Bezeichnet mit 1822 | Landschaftstypisches Wohngebäude, sozialgeschichtlich und straßenbildprägend von Bedeutung. Hakenförmige Anlage, Tür mit Porphyrtuff-Rahmung und Bezeichnung, laut Angabe UDB: verputztes Fachwerk im Obergeschoss nicht mehr vorhanden. | 08971056 |
| Weitere Bilder                          | Relief „Pestengel“ in der Hofmauer | Marienstraße 20 (Karte)                                                                                  | 18. Jahrhundert | Ortsgeschichtlich von Bedeutung | 08971052 |
| Weitere Bilder                          | Pfarrhaus der St. Marien-Kirche (Einzeldenkmal der Sachgesamtheit 08971058) | Marienstraße 30 (Karte)                                                                                  | Um 1860/1870 | Einzeldenkmal der Sachgesamtheit Marienkirche und Kirchhof Wickershain; zeittypischer Putzbau mit bemerkenswerter gründerzeitlicher Eingangstür in Holz und Schmiedeeisen, baugeschichtlich, ortsgeschichtlich und ortsbildprägend von Bedeutung. Umbau über wahrscheinlich älteren Teilen um 1860/70, Porphyrtuff-Mauerwerk verputzt, zweigeschossig, achtachsig, zweiachsiger dreigeschossiger Mittelrisalit, Eingang mit Porphyrtuff-Rahmung, Tür original spätklassizistisch, ornamentales Gitterwerk (stark korrodiert): Delphine aus Maske herauswachsend. | 08970889 |
|                                         | Wohnhaus in geschlossener Bebauung, mit Torbogen zum Hof (neben Markt 1) | Markt 2 (Karte)                                                                                          | Nachträglich bezeichnet mit 1573, später überformt | Im Kern ein Renaissancebau, mit erneuertem Sitznischenportal (nachträglich bezeichnet mit 1573) und Relief (auf Fass reitender Putto), städtebaulich und baugeschichtlich von Bedeutung. Biedermeierlicher Haustyp: zweigeschossig mit Dachausbau über ganze Seite: mittleres Zwerchhaus mit Dreiecksgiebel. Fenster mit Porphyrtuff-Rahmung, profiliert, Portalrahmung mit Baudatum und Sitzsteinen 1926 erneuert. Datierung im Portalbogen. Unter den die Sitznische abschließenden Muscheln Inschrift: Erneuert 1926/Franz Krenkel. Putto ebenfalls 1926 von Franz Krenkel: wohl auch die Plastik über dem Tor an der Bahnhofstraße. Zwerg mit Lampe und Schlüsselbund und „Nachteule“: Anspielung auf Hinterausgang des ursprünglich hier befindlichen Ratskellers (leuchtet den Gästen heim), Hofeingang zur Bahnhofstraße mit Porphyrtuff-Torbogen und Plastik (Eule und Zwerg), Toreinfahrt zur Bahnhofstraße, an den Neubau Markt 1 versetzt. | 08971006 |
| Direkt Bild zu diesem Denkmal hochladen | Wohnhaus in geschlossener Bebauung | Markt 3 (Karte)                                                                                          | Um 1806 | Dreigeschossiger Putzbau mit Porphyrtuff-Torbogen und originalen kassettierten Torflügeln, städtebaulich und baugeschichtlich von Bedeutung. Auf Abbildung von 1840 bereits dreigeschossig und achtachsig, Dachausbau später. Erdgeschoss mit Schaufenstern. Torbogen in Porphyrtuff-Rahmung, mit Schlussstein. Ähnlich wie Nummer 4, vermutlich ehemaliges Ackerbürgerhaus. | 08970919 |
|                                         | Wohnhaus in geschlossener Bebauung | Markt 4 (Karte)                                                                                          | Bezeichnet mit 1525, später überformt | Ehemaliges Ackerbürgerhaus mit breitem Torbogen, städtebaulich und baugeschichtlich von Bedeutung. Zweigeschossig, 3-2-1-achsig, drei Schleppgauben. Torbogen profiliert, mit Prellsteinen und Schlussstein, darüber originale Bauinschrift „1525 BH“. Tor mit kassettierten Füllungen, Durchfahrt ursprünglich mit Kreuzgewölbe. Von Durchfahrt ausgehend Pforte mit Porphyrtuff-Rahmung. Fassade durch Schaufenster verändert, Obergeschoss-Fenster neu mit erneuerter Porphyrtuff-Rahmung. | 08971005 |
|                                         | Wohnhaus in geschlossener Bebauung, mit Hofgebäude und Hinterhaus an der Stadtmauer | Markt 5 (Karte)                                                                                          | Bezeichnet mit 1806 | Ehemaliges Ackerbürgerhaus mit stattlichem Torbogen, Hofgebäude mit Obergeschosslaube, städtebaulich und baugeschichtlich von Bedeutung. Zweigeschossig, sechsachsig, Erdgeschoss durch moderne Schaufenster verändert, Obergeschoss-Fenster Porphyrtuff-Rahmung, breiter Torbogen profiliert, Schlussstein mit alten und neuen Baudaten, (W. W. 1967). Durchfahrt mit Tonnengewölbe. Vier verschieferte Dachhäuser. Im Hof Seitengebäude mit erneuerter Obergeschosslaube, Quergebäude mit Durchfahrt zum Garten mit verbrettertem Fachwerk. Dahinter Werkstattgebäude/Hinterhaus, Fachwerk, die Gefache innen mit Lehmritzungen. Obergeschosslaube (wahrscheinlich nicht erhalten). | 08970977 |
|                                         | Wohnhaus in geschlossener Bebauung | Markt 6 (Karte)                                                                                          | Bezeichnet mit 1833 | Dreigeschossiger Putzbau, mit Läden in markanter Bogengliederung im Erdgeschoss, Tordurchfahrt mit originalem Tor, städtebaulich und baugeschichtlich von Bedeutung. Dreigeschossig, achtachsig, im Erdgeschoss Schaufenster als durchgehende Bogenstellung, die dem im Schlussstein datierten Torbogen vermutlich 1919 nachgebildet sind. Die Korbbögen ruhen auf leicht anschwellenden Pfeilern und abgetreppten Kämpfern. Tor mit originaler Kassettenfüllung. Fenster mit Porphyrtuff-Rahmung. In Fassade Porphyrtuff-Platte mit Merkurstab und Initialen „E.K. 1919“. Satteldach mit hechtartigem Ausbau. | 08970933 |
| Weitere Bilder                          | Ehemaliger Gasthof Zum Goldenen Löwen in geschlossener Bebauung | Markt 8 (Karte)                                                                                          | Bezeichnet mit 1514 | Bedeutender Renaissancebau mit Wappenfries, Tordurchfahrt mit klassizistischem Tor, zeitweise Rathaus der Stadt, baugeschichtlich, städtebaulich, kunstgeschichtlich und ortsgeschichtlich von Bedeutung. Zweigeschossig, mit großer Dachfläche, elfachsig, horizontal betont durch Porphyrtuff-Fries mit (leeren) Wappenschildern und gleichmäßige Fensterreihung. Rechts einander durchdringende Spitzbögen. Fenster durch Sohlbank verbunden, mit Porphyrtuff-Gewänden mit mehrfach gestufter Laibung im oberen Drittel. Breite Toreinfahrt mit Korbbogen über Stufenkapitellen. Über Schlussstein im Wappenfries aufsteigender vergoldeter Löwe in spätgotischen Formen. Darunter Initialen JGSM 1714 und Inschrift „DIESES HAUS STEHET IN GOTTES HAND/ ZUM GOLDENEN LÖWEN WIRD ES GENAND“. Im Wappenfries unter sechstem Fenster gotische Inschrift „15..(?) F.S.“. Erdgeschoss-Fenster rechts zu Dreiergruppe zusammengefasst, alle Fenster mit gewölbten Scheiben. Gebäude wurde lange Zeit auch als Rathaus genutzt. | 08970885 |
| Direkt Bild zu diesem Denkmal hochladen | Wohnhaus in geschlossener Bebauung | Markt 9 (Karte)                                                                                          | Um 1820 | Ortstypischer Putzbau, klassizistischer Türstock mit originaler Tür, städtebaulich und baugeschichtlich von Bedeutung. Zweigeschossig, dreiachsig, im Erdgeschoss Schaufenster, Dachhäuser mit geschnitzten Pfosten, schöne Gründerzeit-Tür. | 08970990 |
| Weitere Bilder                          | Rathaus | Markt 11 (Karte)                                                                                         | 1529 und bezeichnet mit 1538 | Im Kern ein Renaissancebau, gründerzeitlich überformt, die Schmalseite zum Markt mit Balkon und Uhrturm hervorgehoben, baugeschichtlich, künstlerisch und ortsbildprägend von Bedeutung. Ursprünglich zweigeschossig, mit Dachreiter und Freitreppe, bis 1857 Rathaus, ab 1878 Amtsgericht, später Volkspolizei-Kreisamt, heute (2009) wieder Rathaus. Aufstockung und Umbau um 1878. An der Nordseite Tafel mit Datierung 1538. | 08971007 |
| Direkt Bild zu diesem Denkmal hochladen | Wohnhaus in geschlossener Bebauung | Nikolaistraße 5 (Karte)                                                                                  | Um 1820 | Ladeneinbau, mit erhaltener Fassadengliederung, Porphyrtuff-Türstock mit gerader Bedachung und altem Türblatt, baugeschichtlich von Bedeutung. Zweigeschossig, fünfachsig, Porphyrtuff-Rahmung, profiliert, Tür mit gerader Bedachung, Porphyrtuff-Gurtgesims glatt, Traufe profiliert, zwei zweiachsige Dachhäuser. | 08970951 |
| Direkt Bild zu diesem Denkmal hochladen | Wohnhaus in geschlossener Bebauung | Nikolaistraße 7 (Karte)                                                                                  | Bezeichnet mit 1474, später überformt | Im Kern wohl sehr altes Wohnhaus, mit spätgotischer Bauinschrift, klassizistischer Türstock, baugeschichtlich von Bedeutung. Zweigeschossig, vierachsig, mit vierachsigem Dachausbau und Mittelgiebel mit Art-déco-Ziegelornament, Porphyrtuff-Rahmung profiliert, Tür mit gerader Verdachung. An Fassade Porphyrtuff-Tafel mit spätgotischer Bauinschrift „ano dm m cccc1xxIIII nbri oler“ (?) und Hauswappen: Schild mit Rosette und Pfeil nach oben. Giebelwand mit profilierten Fensterlaibungen. Im Flur Kreuzgewölbe, Wandnischen, krumme, dicke Wände. | 08970952 |
| Direkt Bild zu diesem Denkmal hochladen | Wohnhaus in Ecklage | Nikolaistraße 8 (Karte)                                                                                  | Um 1820 | Putzbau mit erhaltener Fassaden- und Giebelform, Teil der Altstadtbebauung, heimatgeschichtlich von Bedeutung. Zweigeschossig, vierachsig, durchfensterter Giebel, Porphyrtuff-Rahmung. | 08970957 |
| Direkt Bild zu diesem Denkmal hochladen | Wohnhaus in Ecklage | Nikolaistraße 9 (Karte)                                                                                  | Um 1806 | Kleines Eckhaus zur Badergasse, Giebel verschiefert, straßenbildprägend, baugeschichtlich von Bedeutung. Niedriges zweigeschossiges, vierachsiges Eckhaus mit alten Fenstern. | 08970954 |
| Direkt Bild zu diesem Denkmal hochladen | Wohnhaus in geschlossener Bebauung | Nikolaistraße 15 (Karte)                                                                                 | Um 1806 | Mit erhaltener Fassadengliederung, mit Segmentbogenportal, baugeschichtlich von Bedeutung. Zweigeschossig, fünfachsig, Porphyrtuff-Rahmung, im Erdgeschoss einfach profiliert. Türrahmung mit Rundprofil, Stichbogen und Schlussstein. Im Flur Kreuzgratgewölbe. Traufe gekehlt. | 08970974 |
| Direkt Bild zu diesem Denkmal hochladen | Wohnhaus in geschlossener Bebauung | Nikolaistraße 17 (Karte)                                                                                 | Bezeichnet mit 1806 | Mit erhaltener Fassadengliederung, mit Segmentbogenportal, baugeschichtlich von Bedeutung. Zweigeschossig, dreiachsig, Porphyrtuff-Rahmung, im Erdgeschoss einfach profiliert. Türrahmung mit Rundstabprofil, Stichbogen und übermaltem Schlussstein (ursprünglich bezeichnet mit 1806). | 08970975 |
| Direkt Bild zu diesem Denkmal hochladen | Wohnhaus in geschlossener Bebauung | Nikolaistraße 19 (Karte)                                                                                 | Um 1806 | Mit erhaltener Fassadengliederung, mit Segmentbogenportal, baugeschichtlich von Bedeutung. Zweigeschossig, dreiachsig, ein Dachhäuschen. Porphyrtuff-Rahmung im Erdgeschoss, einfach profiliert, Tür mit Stichbogen und Schlussstein. | 08970976 |
| Direkt Bild zu diesem Denkmal hochladen | Wohnhaus in geschlossener Bebauung | Nikolaistraße 23 (Karte)                                                                                 | Bezeichnet mit 1806 | Mit erhaltener Fassadenbildung, Segmentbogenportal und Intarsientür, baugeschichtlich von Bedeutung. Zweigeschossig, fünfachsig, Porphyrtuff-Rahmung profiliert. Tür mit Rundstabprofil, Stichbogen und Schlussstein „CFN 1806“. | 08970973 |
| Direkt Bild zu diesem Denkmal hochladen | Wohnhaus in geschlossener Bebauung | Nikolaistraße 25 (Karte)                                                                                 | Bezeichnet mit 1806 | Mit Ladeneinbau, daher mit überwiegend erhaltener Fassadengliederung, Segmentbogenportal mit bezeichnetem Schlussstein und klassizistischem Türblatt, baugeschichtlich von Bedeutung. Zweigeschossig, fünfachsig, Dach mit Schleppgaube, Fassade teilweise durch Schaufenster verändert. | 08971004 |
|                                         | Wohnhaus in geschlossener Bebauung | Nikolaistraße 27 (Karte)                                                                                 | Um 1806 | Weitestgehend original erhaltenes, ortstypisches Gebäude mit Segmentbogenportal und klassizistischer Haustür, mit straßenbildprägender Wirkung, baugeschichtlich von Bedeutung. Zweigeschossiger, geputzter Massivbau mit steilem Satteldach, Porphyrgewänden, Korbbogenportal mit Schlussstein, fünfachsig, schöne klassizistische Haustür mit Oberlicht, Fenster entstellend erneuert, ortstypisches Wohnhaus des frühen 19. Jahrhunderts. | 08971965 |
| Direkt Bild zu diesem Denkmal hochladen | Wohnhaus in geschlossener Bebauung | Nikolaistraße 29 (Karte)                                                                                 | Um 1806 | Mit erhaltener Fassadengliederung und klassizistischer Türrahmung, baugeschichtlich von Bedeutung. Zweigeschossig, fünfachsig, Porphyrtuff-Rahmung, Tür mit Giebeldreieck, zwei verschieferte Dachhäuser. | 08970942 |
| Direkt Bild zu diesem Denkmal hochladen | Wohnhaus in geschlossener Bebauung | Nikolaistraße 31 (Karte)                                                                                 | Um 1806 | Mit erhaltener Fassadengliederung, mit Segmentbogenportal, baugeschichtlich von Bedeutung. Zweigeschossig, dreiachsig, steiles Satteldach mit Schleppgaube, Porphyrtuff-Rahmung, Tür mit Stichbogen und Schlussstein. | 08970943 |
| Direkt Bild zu diesem Denkmal hochladen | Wohnhaus in geschlossener Bebauung | Nikolaistraße 33 (Karte)                                                                                 | Bezeichnet mit 1806 | Mit erhaltener Fassadengliederung, mit Segmentbogenportal, baugeschichtlich von Bedeutung. Zweigeschossig, dreiachsig, Schleppgaube, Porphyrtuff-Rahmung, Tür mit Stichbogen, im Schlussstein Datierung. | 08970944 |
| Direkt Bild zu diesem Denkmal hochladen | Wohnhaus in geschlossener Bebauung und Hinterhaus | Nikolaistraße 35 (Karte)                                                                                 | Um 1806 | Mit annähernd erhaltener Fassadengliederung, baugeschichtlich von Bedeutung. Zweigeschossig, fünfachsig, drei Dachhäuschen: Porphyrtuff-Rahmung, Erdgeschoss mit Schaufenstereinbau. | 08970945 |
|                                         | Ehemaliger Gasthof Zum Bär in geschlossener Bebauung, heute katholisches Pfarrzentrum | Nikolaistraße 53 (Karte)                                                                                 | Bezeichnet mit 1839 | Putzbau mit erhaltener Fassadengliederung und Segmentbogentor, ortshistorisch und baugeschichtlich von Bedeutung. Stattliches zweigeschossiges, sechsachsiges Haus mit hohem Satteldach und zwei Reihen Dachfenstern. Porphyrtuff-Rahmung, Torbogen mit Schlussstein und feiner Profilierung, ursprünglich (noch 1960) im Schlussstein aufgerichteter Bär mit Stock. (Holz, vergoldet). Ursprünglich im Schlussstein bezeichnet mit 1839. Jetzt Katholische Kirche. | 08970946 |
|                                         | Wohnhaus in geschlossener Bebauung | Nikolaistraße 55 (Karte)                                                                                 | Bezeichnet mit 1836 | Wohnhaus mit erhaltener Fassadengliederung, baugeschichtlich von Bedeutung. Zweigeschossig, dreiachsig, Porphyrtuff-Rahmung. | 08970947 |
|                                         | Wohnhaus in geschlossener Bebauung | Nikolaistraße 57 (Karte)                                                                                 | Um 1806 | Ehemaliges Ackerbürgerhaus mit erhaltener Fassadengliederung und spätklassizistischen Torflügeln, baugeschichtlich von Bedeutung. Zweigeschossig, dreiachsig, Porphyrtuff-Rahmung, mit großem Torbogen (Stufenkapitell, profilierter Stichbogen), Torflügel nach altem Vorbild (spätklassizistisch) wiederhergestellt. | 08970948 |
|                                         | Sieben ehemalige Stadtscheunen | Ossaer Weg (Karte)                                                                                       | Bezeichnet mit 1834; bezeichnet mit 1860 | Zeugnisse der Infrastruktur einer Ackerbürgerstadt, erhaltene Stadtscheunen aus unterschiedlichen Zeiten zwischen 1834 und 1860, ortshistorisch und sozialgeschichtlich bedeutsam. Nummer 8 und 9 (Flurstücke 314, 315) mit Porphyrtuff-Inschrifttafeln: bezeichnet mit „M.B. 1834“, 1960 Umbau zum Rinderstall, dabei Sonnentor entfernt. Weitere Scheunen an Ostseite, Feldsteinbauten mit Doppeltoren (große und kleine Toröffnung) und Lüftungsschlitzen. Eine Scheune (Flurstück 298) an der Westseite vom Ossaer Weg. Die erste Scheune (Flurstück 316) an der Ostseite abgebrochen. Scheune Flurstück 313 vor 2009 abgebrochen, Scheune Flurstück 309 (Anschrift: Ossaer Weg 9) vor 2009 abgebrochen und durch Neubau ersetzt. Mehrere Scheunen (Flurstücke 307, 306, 305, 304, 303, 302, 301 und 295, 295/1, 296, 297, 300) schon in früherer Zeit abgebrochen bzw. umgebaut. | 08971118 |
| Weitere Bilder                          | Brunnen (Lindenborn) | Ossaer Weg 8 (vor) (Karte)                                                                               | Bezeichnet mit 1840 | Brunnenbecken aus Porphyrtuff, bau- und ortsgeschichtlich von Bedeutung. Ausgehöhlter Auffangstein und alte Pflasterung, bezeichnet mit 1840, quadratische Abdeckplatte mit kreisförmiger Auflage, 2024 restauriert. | 08971117 |
|                                         | Ehemalige Jugendherberge | Paul-Günther-Platz 1 (Karte)                                                                             | 1928 | Im Heimatstil, bau- und ortsgeschichtlich von Bedeutung | 09303175 |
|                                         | Rest eines Mehrkammerofens für Kalk- und Ziegelbrennerei, mit Schornstein | Peniger Straße 3c (Karte)                                                                                | 1869–1885 (Ziegelbrennofen); 1878 (Schornstein) | Markiert entwicklungsgeschichtlich die Zwischenstufe vom Zweikammerofen zum Ringofen, technikgeschichtlich von Bedeutung. Rechteckiger, aus Porphyrblöcken gefügter Brennofen, Mauern geböscht, mit bogenförmigen Einschuböffnungen und Schornstein. Ruinös. | 08971045 |
| Direkt Bild zu diesem Denkmal hochladen | Wohnhaus in geschlossener Bebauung | Querstraße 4 (Karte)                                                                                     | Um 1825 (Wohnhaus); um 1880 (Laden) | Putzbau mit originaler gründerzeitlicher Ladenzone, baugeschichtlich von Bedeutung. Zweigeschossig, nur dreiachsig, Obergeschoss originale Gliederung (Porphyrtuff-Gewände) Ladenzone mit architektonischer Rahmung kannelierte Lisenen mit Kapitellen. | 08970878 |
| Direkt Bild zu diesem Denkmal hochladen | Wohnhaus in geschlossener Bebauung | Querstraße 5 (Karte)                                                                                     | Um 1828/1830 | Mit erhaltener Fassadengliederung, Obergeschossfenster mit Terrakottaumrandung und Konsolen, baugeschichtlich von Bedeutung | 08970893 |
| Direkt Bild zu diesem Denkmal hochladen | Wohnhaus in geschlossener Bebauung | Querstraße 6 (Karte)                                                                                     | Um 1828 | Putzbau mit erhaltener Fassadengliederung, klassizistisches Portal mit biedermeierlicher geschnitzter Tür, baugeschichtlich von Bedeutung. Zweigeschossig, fünfachsig, Porphyrtuff-Gewände, Türfüllungen: Eichenlaub und Weinreben. | 08970879 |
| Direkt Bild zu diesem Denkmal hochladen | Wohnhaus in geschlossener Bebauung | Querstraße 10 (Karte)                                                                                    | Bezeichnet mit 1828 | Mit erhaltener Fassadengliederung, Türstock mit gerader Bedachung und klassizistischem Türblatt, baugeschichtlich von Bedeutung. Zweigeschossig, fünfachsig, zwei Gauben. Bezeichnet im ovalen Porphyrtuff-Feld über der Tür: No. 73 DP 1828, Türblatt mit ovalen Medaillons in Feldern, Fenster mit leicht profilierter Porphyrtuff-Rahmung. | 08970881 |
|                                         | Wohnhaus in geschlossener Bebauung | Querstraße 13 (Karte)                                                                                    | Bezeichnet mit 1828 | Schlichte Putzfassade, mit Bäckerinnungs-Zeichen, Hauseingangstür der Biedermeier-Zeit, baugeschichtlich von Bedeutung. Bäckerzeichen: zwei aufgerichtete Löwen eine gekrönte Brezel tragend. Türfüllungen (die oberen durch Glas ersetzt), Mitte: ovale Kränze mit Brezel in der Mitte, von Pfeilen durchkreuzt, unten: Rosetten. | 08970894 |
| Direkt Bild zu diesem Denkmal hochladen | Wohnhaus in Ecklage | Querstraße 14 (Karte)                                                                                    | Um 1828 | Eckhaus zur Dresdener Straße, mit Segmentbogenportal und Schlussstein, baugeschichtlich von Bedeutung. Gliederung im Erdgeschoss erhalten, Obergeschoss-Fenster neu. | 08970883 |
|                                         | Wohnhaus in geschlossener Bebauung | Querstraße 15 (Karte)                                                                                    | Um 1828 | Mit erhaltener Fassadengliederung, baugeschichtlich von Bedeutung. Zweigeschossig, vierachsig, Porphyrtuff-Rahmung. | 08970895 |
| Direkt Bild zu diesem Denkmal hochladen | Wohnhaus in geschlossener Bebauung | Querstraße 17 (Karte)                                                                                    | Bezeichnet mit 1828 | Mit erhaltener Gliederung im Obergeschoss und klassizistischer Türrahmung, baugeschichtlich von Bedeutung | 08970896 |
| Direkt Bild zu diesem Denkmal hochladen | Wohnhaus in geschlossener Bebauung | Querstraße 21 (Karte)                                                                                    | Um 1828 | Putzbau mit erhaltener Fassadengliederung, mit Tordurchfahrt, baugeschichtlich von Bedeutung. Zweigeschossig, fünfachsig, Porphyrtuff-Rahmung von Fenster und stichbogiger Tür, Fenster im Erdgeschoss mit profilierter Rahmung. | 08970897 |
|                                         | Wohnhaus in Ecklage, ehemaliges Postgebäude | Robert-Koch-Straße 1 (Karte)                                                                             | 1871 | Straßenbildprägendes Wohnhaus der Gründerzeit Ecke Bahnhofstraße, baugeschichtlich und städtebaulich von Bedeutung. Zweigeschossig mit flachem Walmdach und abgeschrägter Ecke, Mittel- und Eckrisalite mit Putzquaderung, Wappenkartuschen im Obergeschoss, Wappenschild in Attika über Eckrisalit. | 08971020 |
| Weitere Bilder                          | Paul-Günther-Schule | Schillerstraße 13 (Karte)                                                                                | 1923–1925 | Monumentaler, stadtbildprägender Schulbau mit interessanter Bauplastik und Turm, im Art-Déco-Stil, baugeschichtlich, künstlerisch und kunstgeschichtlich von Bedeutung. Großer, zweiflügliger Bau, erhalten die Fensterformen der 1920er Jahre, die typischen dreieckigen Gauben, scharfkantige Gesimse und figürlicher Bauschmuck (Porphyrtuff) vor allen an den beiden Portalen. An den Pfeilern des Hauptportals überlebensgroße Gruppen (Lehrer und Schüler) sowie Eule auf Buch an der Wange der Treppenanlage. Eingangstüren original. Südseite mit großen (Aula-)Fenstern, gerahmt von scharfen Stegen und ebenfalls mit Bauplastik. Der hohe Schulbau stadtbildbeherrschend durch Turm mit Observatorium Hauptportal. | 08971126 |
| Direkt Bild zu diesem Denkmal hochladen | Farbglasfenster aus dem Sozialgebäude des ehemaligen VEB Geithainer Emaillierwerkes | Straße der Deutschen Einheit 4a (Karte)                                                                  | Um 1965 | Bleiglasfenster mit Darstellung verschiedener Lebensbereiche im Stil des Sozialistischen Realismus, Entwurf von Rudolf Fleischer (1915–1984), demontierte Farbverglasung heute eingelagert bei der Fa. GEO Emaillierung Geithain, künstlerische Bedeutung. Treppenhausverglasung, hochrechteckig, sich über zwei Geschosse erstreckend, Darstellung thematisiert die Lebensbereiche Freizeit, Arbeit (Emailherstellung) und Kinder, stilistisch im Sinne des sozialistischen Realismus aufgefasst, Gebäude diente ursprünglich als Betriebskindergarten und Betriebsarztpraxis. | 09302011 |

## Bruchheim
| Bild                                    | Bezeichnung                                                                                                 | Lage                            | Datierung             | Beschreibung | ID       |
| --------------------------------------- | --- | ------------------------------- | --------------------- | --- | -------- |
| Direkt Bild zu diesem Denkmal hochladen | Wegestein                                                                                                   | Bruchheim 1 (gegenüber) (Karte) | Mitte 19. Jahrhundert | Verkehrsgeschichtlich von Bedeutung | 09306191 |
| Direkt Bild zu diesem Denkmal hochladen | Wohnstallhaus, Stallgebäude (mit Oberlaube), Seitengebäude (mit Durchfahrt) und Scheune eines Vierseithofes | Bruchheim 14 (Karte)            | Bezeichnet mit 1830   | Baugeschichtlich, sozialgeschichtlich und wirtschaftsgeschichtlich von Bedeutung, mit Fachwerk-Obergeschoss, ein Seitengebäude mit seltener Oberlaube, gut erhaltene Hofanlage. Alles Fachwerk-Obergeschoss, Scheune Ganzfachwerk. Fenster am Wohnhaus mit Porphyrtuffgewänden, Eingang mit gerader Bedachung, ursprünglich über Eingang Inschrift und Datierung 1830. Im Nebengebäude Oberlaube und teilweise Schößchenfenster. | 08971247 |

## Kolka
| Bild                                    | Bezeichnung                                                       | Lage             | Datierung                                                            | Beschreibung | ID       |
| --------------------------------------- | ----------------------------------------------------------------- | ---------------- | -------------------------------------------------------------------- | --- | -------- |
|                                         | Vierseithof mit Wohnstallhaus, Torhaus, Seitengebäude und Scheune | Kolka 1 (Karte)  | Bezeichnet mit 1847 (Torhaus); Mitte 19. Jahrhundert (Wohnstallhaus) | Stattlicher Vierseithof, gut erhaltenes Beispiel einer Hofanlage aus der Mitte des 19. Jahrhunderts, zum Teil Fachwerkbauten, ortsbildprägend am Dorfeingang, bau- und wirtschaftsgeschichtlich von Bedeutung | 08971311 |
| Direkt Bild zu diesem Denkmal hochladen | Torhaus eines Vierseithofes                                       | Kolka 4 (Karte)  | Bezeichnet mit 1820                                                  | Stattliches Torhaus mit Fachwerk-Obergeschoss und datiertem Schlussstein, ortsbildprägend, baugeschichtlich von Bedeutung. Rundbogige Durchfahrt mit Porphyrtuffrahmung. Fachwerk mit Lehmausfachung. Im Schlussstein:„F.G.1820“. Übrige Gebäude verändert. | 08971269 |
| Direkt Bild zu diesem Denkmal hochladen | Zwei Torhäuser eines Vierseithofes                                | Kolka 6 (Karte)  | Um 1820                                                              | Fachwerkbauten, ein Torhaus mit seltener Oberlaube, besonders ortsbildprägend, baugeschichtlich von Bedeutung. Beide Torhäuser mit Fachwerk-Obergeschoss außen und innen. Hinteres Torhaus mit Oberlaube. Im Hof Göpelring. Scheune und Wohnhaus erneuert, keine Denkmale. Birkenallee (Gartendenkmal) an Zufahrt 2014 gestrichen, da Denkmalwert nicht gegeben. | 08971268 |
| Direkt Bild zu diesem Denkmal hochladen | Wohnstallhaus und hakenförmiges Seitengebäude eines Bauernhofes   | Kolka 7 (Karte)  | Anfang/Mitte 19. Jahrhundert (Bauernhaus); um 1820 (Seitengebäude)   | Bau- und wirtschaftsgeschichtlich von Bedeutung, Hofanlage mit Fachwerk-Bauten des frühen und mittleren 19. Jahrhunderts, Wohnhausgiebel und Stallgebäude straßenbildprägend. Trapezförmige Hofanlage, davon hohes, schräg in der Straßenkurve stehendes Stallgebäude mit Fachwerk-Obergeschoss, um 1820, straßenbildprägend. Ebenso Giebel (porphyrgerahmte Fenstergruppe, Krüppelwalm) des Wohnstallhauses mit Fachwerk an Hofseite. Haustür mit gerader Bedachung, Porphyrtuff. Gegenüberliegendes Stallgebäude stark verändert. Hof mit alter Pflasterung, in der Mitte Mistgrube. | 08971267 |
| Direkt Bild zu diesem Denkmal hochladen | Zwei Seitengebäude und Scheune eines Vierseithofes                | Kolka 8 (Karte)  | Um 1850 (Seitengebäude); Ende 19. Jahrhundert (Scheune)              | Stattlicher Vierseithof der Jahrhundertmitte, teilweise in Fachwerkbauweise, am Dorfeingang ortsbildprägend, bau- und wirtschaftsgeschichtlich von Bedeutung. Hoftor geschlossen, von außen sichtbar: traufständiges Stallgebäude, verputzt, mit Porphyrtuffgliederungen und Krüppelwalmdach. Stallgebäude im Hof zum Teil mit Fachwerk-Obergeschoss, beide um 1850. Giebelständige große Scheune, Putzbau, wahrscheinlich Ende 19. Jahrhundert. Giebelständiges Wohnhaus (2015 gestrichen): Kubatur alt, wahrscheinlich Fachwerk (weiter Dachüberstand), neu verputzt.                | 08971266 |
| Direkt Bild zu diesem Denkmal hochladen | Zwei Torhäuser und Wohnhaus eines Vierseithofes                   | Kolka 14 (Karte) | Mitte 19. Jahrhundert                                                | Bau- und wirtschaftsgeschichtlich von Bedeutung, vorderes Torhaus mit einem der letzten erhaltenen Sonnentore. Massivbauten mit Porphyrtuffgliederungen. Giebelständiges Wohnstallhaus mit Krüppelwalm, Halbrundfenster und Dreifenstergruppe im Giebel. Hinteres Torhaus mit Auszüglerwohnung. Hof teilweise mit alter Pflasterung. Sonnentor mit vier Feldern. | 08971270 |

## Narsdorf
| Bild                                    | Bezeichnung | Lage                          | Datierung | Beschreibung | ID       |
| --------------------------------------- | --- | ----------------------------- | --- | --- | -------- |
|                                         | Wohnstallhaus, Seitengebäude, Scheune und ehemaliges Torhaus (Durchfahrt zugesetzt) eines Vierseithofes                   | Dölitzsch 1 (Karte)           | Mitte 19. Jahrhundert                                                                                                | Gebäude mit Fachwerk-Obergeschossen, Fachwerkscheune, Kuhstall mit Porphyrtuffsäulen und Kreuzgratgewölbe, bau- und wirtschaftsgeschichtlich von Bedeutung. Torhaus (Durchfahrt zugesetzt) mit ehemaliger Auszüglerwohnung, Fenster mit Porphyrtuff-Rahmung, Wohnhausgiebel massiv um 1850. | 08970126 |
| Direkt Bild zu diesem Denkmal hochladen | Wohnhaus, zwei Scheunen und Seitengebäude sowie Einfriedung des Vorgartens eines Vierseithofes                            | Dölitzsch 2 (Karte)           | Um 1850 | Wohnhaus mit Fachwerk-Obergeschoss (Zierfachwerk in seltener Gestaltung), zwei Fachwerkscheunen, massives Seitengebäude mit schöner Giebelgestaltung, gründerzeitliche eiserne Vorgarteneinfriedung, bau- und heimatgeschichtlich von Bedeutung. Wohnhaus mit verändertem Erdgeschoss und Tafel von 1935 („Sippe“ Vollert seit 1635 auf diesem Hof ansässig). Scheune mit Lastenaufzug, traufständiges Seitengebäude (Pferdestall, darüber Auszüglerwohnung), Giebel mit Zwillingsfenster und Ochsenaugen mit Porphyrtuff-Rahmung (um 1850). | 08971210 |
|                                         | Wohnstallhaus, Torhaus, Scheune und Seitengebäude eines Vierseithofes                                                     | Dölitzsch 3 (Karte)           | 18. Jahrhundert (Wohnstallhaus); bezeichnet mit 1838 (Torhaus); 1871 (Scheune); 1910 (Seitengebäude)                 | Seitengebäude mit Fachwerk-Obergeschoss, Fachwerk-Scheune, Fachwerk des Wohnhauses mit Thüringer-Leiter-Motiv, bau- und wirtschaftsgeschichtlich von Bedeutung. Wohnhaus mit verändertem Erdgeschoss, Torhaus mit verkleidetem Fachwerk-Obergeschoss, bezeichnet über der Durchfahrt, Scheune (ursprünglich Ganzfachwerk) 1871, Seitengebäude mit Fachwerk-Obergeschoss 1910 (Auskunft des Besitzers). | 08970619 |
| Direkt Bild zu diesem Denkmal hochladen | Wohnstallhaus und östliches Seitengebäude (Auszugshaus) eines ehemaligen Vierseithofes                                    | Dölitzsch 4 (Karte)           | Um 1700 (Wohnstallhaus); bezeichnet mit (17)11 (Auszugshaus)                                                         | Wohnstallhaus original erhaltener Fachwerkbau des frühen 18. Jahrhunderts (Thüringer-Leiter-Fachwerk, Kopfstreben), eine der ältesten Fachwerkbauten im Ort, bau- und hausgeschichtlich von Bedeutung. - Wohnstallhaus: Fachwerk-Obergeschoss mit Lehmausfachung, Erdgeschoss verändert, Backhaus-Anbau - Stall/Auszugshaus: Erdgeschoss Feldstein Obergeschoss Fachwerk, Tür mit Porphyrrahmung, im Schlussstein bezeichnet mit „..11“ (unleserlich, Schrifttyp 18. Jahrhundert), hoher Dachstuhl, Traufe weit vorstehend Gartenseitiger Anbau vor 2012 abgebrochen. Pferdestall mit hofseitiger Einfahrt (Kumthalle?), massiv, nach Giebelform um 1850 errichtet, vor 2012 bis auf Mauer zur Straße abgebrochen. | 08971204 |
| Direkt Bild zu diesem Denkmal hochladen | Wohnhaus und Seitengebäude eines ehemaligen Dreiseithofes                                                                 | Dölitzsch 5 (Karte)           | 18. Jahrhundert/19. Jahrhundert                                                                                      | Fachwerkbauten des 18./19. Jahrhunderts, ortsbildprägend am Dorfeingang, heimatgeschichtlich von Bedeutung. Wohnhaus und Scheune mit Fachwerk-Obergeschoss. Ehemals denkmalgeschütztes speicherartiges Gebäude neben dem Tor mit Ganzfachwerk zwischen 2020 und 2024 abgerissen. | 08971205 |
|                                         | Wohnstallhaus, Seitengebäude und Scheune eines Vierseithofes                                                              | Dölitzsch 6 (Karte)           | 18. Jahrhundert (Bauernhaus); um 1850 (Scheune)                                                                      | Fachwerkbauten, Fachwerkgiebel des Wohnhauses stark ortsbildprägend (strebenreiches Fachwerk mit V-Streben), bau- und wirtschaftsgeschichtlich von Bedeutung. - Wohnhaus: Fachwerk-Obergeschoss, Erdgeschoss verändert - Stall: Fachwerk-Obergeschoss - Scheune zum Hof: Ganzfachwerk, Giebel massiv mit zwei Zwillingsfenstern, Ochsenauge im Giebeldreieck, unten Stallfenster, alle mit Porphyrtuff-Rahmung (um 1850) | 08971206 |
| Direkt Bild zu diesem Denkmal hochladen | Wohnstallhaus, Scheune und Seitengebäude (mit Kumthalle) eines Vierseithofes                                              | Dölitzsch 7 (Karte)           | 18. Jahrhundert (Wohnstallhaus); 19. Jahrhundert (Scheune und Seitengebäude)                                         | Fachwerkscheune, Wohnstallhaus mit Fachwerk-Obergeschoss, Seitengebäude zum Hof massiv erneuert, bau- und wirtschaftsgeschichtlich von Bedeutung. - Scheune: mit Tordurchfahrt (Fachwerk) und Fachwerk-Giebel - massives Seitengebäude: Pferdestall mit Kumthalle, darüber Auszüglerwohnung - Wohnstallhaus: mit Fachwerk-Obergeschoss (Erdgeschoss verändert) | 08971207 |
| Direkt Bild zu diesem Denkmal hochladen | Wohnhaus (über hakenförmigem Grundriss) eines Bauernhofes                                                                 | Dölitzsch 8 (Karte)           | 19. Jahrhundert | Baugeschichtlich von Bedeutung, mit Fachwerk-Obergeschoss. Fenster und Türrahmungen mit Ziegeleinfassung. | 08970624 |
| Direkt Bild zu diesem Denkmal hochladen | Häuslerhaus | Dölitzsch 9 (Karte)           | 19. Jahrhundert | Sozialgeschichtlich von Bedeutung, mit Fachwerk-Obergeschoss und verschiefertem Giebel. Lage im Tal, am Bach (ehemalige Mühle?), Tür und Fenster mit Porphyrtuffrahmung. | 08970711 |
| Direkt Bild zu diesem Denkmal hochladen | Wohnhaus und Scheune eines Bauernhofes                                                                                    | Dölitzsch 11, 11a (Karte)     | 1. Hälfte 19. Jahrhundert                                                                                            | Wohnhaus mit Fachwerk-Obergeschoss, Fachwerkscheune, baugeschichtlich von Bedeutung. Wohnhaus in Hanglage, Fenster original. | 08971208 |
| Direkt Bild zu diesem Denkmal hochladen | Wohnstallhaus, Seitengebäude und Scheune eines Vierseithofes                                                              | Dölitzsch 15 (Karte)          | 1. Hälfte 18. Jahrhundert, später überformt (Bauernhaus); 18. Jahrhundert (Scheune); 19. Jahrhundert (Seitengebäude) | Fachwerk-Scheune, Wohnhaus und Seitengebäude mit Fachwerk-Obergeschossen, Wohnhaus in Teilen aus dem frühen 18. Jahrhundert (Thüringer-Leiter-Fachwerk, Kopfstreben), eines der ältesten Fachwerkbauten im Ort, bau- und wirtschaftsgeschichtlich von Bedeutung | 08970527 |
| Direkt Bild zu diesem Denkmal hochladen | Wohnstallhaus eines Vierseithofes                                                                                         | Dölitzsch 17 (Karte)          | Um 1860 | Landschaftstypischer Fachwerkbau, heimatgeschichtlich von Bedeutung. Erdgeschoss verändert, Giebel verschiefert. Großer langgestreckter ungepflasterter Hof. Zwei gegenüberliegende massive Scheunen bezeichnet mit 1905 und bezeichnet mit 1910 (Inschriften) keine Denkmale. Gegenüberliegendes leicht desolates Stallgebäude mit verbrettertem Obergeschoss (Laube dahinter?). | 08970516 |
| Direkt Bild zu diesem Denkmal hochladen | Wohnstallhaus, Scheune und Seitengebäude (ehemaliges Torhaus) eines Vierseithofes                                         | Dölitzsch 19 (Karte)          | Mitte 19. Jahrhundert                                                                                                | Fachwerkscheune, Wohnhaus mit Fachwerk-Obergeschoss, bau- und wirtschaftsgeschichtlich von Bedeutung. Wohnhaus mit verändertem Erdgeschoss, Durchfahrt bei Torhaus außen zugesetzt. | 08970534 |
|                                         | Gasthof Zum heiteren Blick und Seitengebäude im Hof                                                                       | Dölitzsch 21 (Karte)          | 1871 | Bau- und ortsgeschichtlich von Bedeutung, alter Gasthof an der Hauptverkehrsstraße, mit original erhaltener gründerzeitlich-klassizistischer Fassade. Zweieinhalbgeschossiger Bau, fünfachsig, flaches Satteldach, Mittelrisalit, Fenster und Türen mit Porphyrtuff, Fenster erneuert, Eingangstür mit gerader Bedachung, Inschrift „Nummer 21 H.Krasselt 1871“. Dazugehörend zweigeschossiges, langgestrecktes Hintergebäude, wahrscheinlich Stall und Werkstatt, Türgewände Porphyrtuff überstrichen, Obergeschoss teilweise verbrettert. | 08971228 |
| Direkt Bild zu diesem Denkmal hochladen | Wohnhaus, Scheune, Stallgebäude und Seitengebäude eines Vierseithofes sowie Hofpflasterung und Einfriedung des Vorgartens | Hauptstraße 13 (Karte)        | Um 1850 | Original erhaltener, typischer Vierseithof der Jahrhundertmitte des 19. Jahrhunderts, Giebel des Wohnhauses mit Fenster-Dreiergruppe, eiserne Vorgarteneinfriedung, baugeschichtlich von Bedeutung. Wohnhaus fünfachsig, Eingang und mittige Fensterachse mit gerader•Verdachung. Konsolen, Fassadengliederungen•und Gurtgesims aus Porphyrtuff, überstrichen. Zweigeschossig mit Krüppelwalmdach, Giebel mit Fenster-Dreiergruppe. Toranlage mit flachem Bogen, Porphyrtuff. Nebengebäude in annähernd originaler Form erhalten. Türen und Fenster mit Porphyrtuffgewänden, im Hof Göpelring. Vor dem Haus quadratischer Sandstein mit Aufschrift „Straßen- und Wasserbauamt Chemnitz – Leipzig“, bezeichnet die hier verlaufende Grenze zwischen den Bezirken Chemnitz und Leipzig. | 08971230 |
| Weitere Bilder                          | Empfangsgebäude des Bahnhofs Narsdorf mit künstlerischer Ausstattung                                                      | Hauptstraße 35 (Karte)        | 1871 | Inselbahnhof, 1872 eingeweiht, wichtiger Bahnhof der Bahnstrecke Neukieritzsch–Chemnitz (6385; sä. KC) für den Güterverkehr abseits des Muldentals, ortsgeschichtlich von Bedeutung, Schalterhalle mit Keramikausstattung um 1930. Ehemals denkmalgeschütztes Stellwerk zwischen 2017 und 2024 aus der Denkmalliste gestrichen. Zwei dreigeschossige Gebäude mit den Giebeln zu den Gleisen stehend. Giebel 1-3-1-achsig, flaches Satteldach, Erdgeschoss (ursprünglich genutet) mit Rundbogenfenstern. Beide Gebäude durch eingeschossige Empfangs- und Schalterhalle verbunden. Darin Keramik-Ausstattung von etwa 1930 (örtliche Firma) mit Wandbrunnen (figürlich genrehaft), Tischen auf Keramikpostamenten vor den zwei Schaltern, Wandfliesen. | 08971189 |
|                                         | Villa mit drei Nebengebäuden                                                                                              | Hauptstraße 40 (Karte)        | Um 1900 | Gründerzeitbau im Landhausstil (Zierfachwerk-Giebel), baugeschichtlich von Bedeutung. Zweigeschossig, Mittelrisalit, Giebel mit Zierfachwerk und Gesprenge, Fenstergewände mit Ziegeln abgesetzt, Eingang an der Giebelseite, original erhaltene Veranda mit Bleiglasscheiben, dazugehörend drei Nebengebäude original erhalten, Waschhaus, Stall und Wirtschaftsgebäude. Hofseite der Villa leicht verändert, neuerer Anbau, Fenster verändert. | 08971229 |
|                                         | Wohnstallhaus, hakenförmiges Seitengebäude und Scheune eines Vierseithofes                                                | Obere Dorfstraße 1 (Karte)    | 18. Jahrhundert (Wohnstallhaus); um 1900 (Scheune und Seitengebäude)                                                 | Altes Wohnhaus mit Fachwerk-Obergeschoss (Wilde-Mann-Figuren), schöne, geschlossene Hofanlage, baugeschichtlich bedeutsam. Altes Wohnstallhaus mit schmalem Baukörper, hohem Dachstuhl und weitem Dachüberstand. Giebel verputzt, hofseitig Fachwerk mit Mannfiguren, wohl 18. Jahrhundert, Fachwerkscheune, Stallgebäude in Winkelstellung, darin Fenster mit Porphyrgewänden, Fachwerk im oberen Drittel, mit geschwungenen Streben, um 1900. Wohnhaus villenartig, um 1900, verändert, kein Denkmal. | 08971234 |
|                                         | Wohnstallhaus eines ehemaligen Vierseithofes                                                                              | Obere Dorfstraße 7 (Karte)    | Bezeichnet mit 1861                                                                                                  | Fachwerk-Obergeschoss, originale Tür von 1861, heimat- und baugeschichtlich bedeutsam. - Wohnhaus: Erdgeschoss Bruchstein, Obergeschoss schlichtes Fachwerk mit Lehmausfachung, Porphyrtuffgewände, Tür mit gerader Verdachung, im Sturz Inschrift „No. 7 G. Noebel 1861“, schöne Türfüllung der Erbauungszeit - Seitengebäude (Abbruch vor 2011): Erdgeschoss Bruchstein, Obergeschoss Fachwerk, rundbogige Tür mit Porphyrgewänden, Schlussstein mit Kartusche, darin Inschrift „C. C. 1733“ Alte Hofpflasterung kein Denkmal, 1998 Teilabbruchgenehmigung für Scheune erteilt. | 08971233 |
| Direkt Bild zu diesem Denkmal hochladen | Seitengebäude eines Vierseithofes                                                                                         | Obere Dorfstraße 16 (Karte)   | Um 1850 | Teilweise Fachwerk, heimatgeschichtlich von Bedeutung. Straßenseitig Fachwerk mit Lehmausfachung, Giebel und Hofseite massiv, hofseitig Fenster und Türen mit Porphyrtuffgewänden, desolat. | 08971232 |
| Direkt Bild zu diesem Denkmal hochladen | Wohnhaus | Siedlung 39d (Karte)          | Um 1930 | Zeittypischer Klinkerbau in aufwendigerer Gestaltung, Anklänge an die Neue Sachlichkeit, baugeschichtlich von Bedeutung | 09306189 |
| Direkt Bild zu diesem Denkmal hochladen | Wohnstallhaus und Seitengebäude (mit straßenseitig angebautem Backhaus) eines Vierseithofes                               | Untere Dorfstraße 3 (Karte)   | 18./19. Jahrhundert                                                                                                  | Bau- und wirtschaftsgeschichtlich von Bedeutung, giebelständiges Wohnstallhaus mit Fachwerk-Obergeschoss. Erdgeschosse beider Häuser verändert, 2005 Backhaus unsaniert. | 08971242 |
| Direkt Bild zu diesem Denkmal hochladen | Wohnhaus, Stallgebäude, Seitengebäude und Scheune eines Vierseithofes                                                     | Untere Dorfstraße 10 (Karte)  | 18. Jahrhundert (Seitengebäude); bezeichnet mit 1861 (Scheune); 2. Hälfte 19. Jahrhundert (Bauernhaus)               | Stattlicher Hof mit Fachwerkgebäuden, ortsbildprägende Lage, bau- und heimatgeschichtlich von Bedeutung. - Wohnhaus: mit massivem Giebel zur Straße, darin markante porphyrgerahmte Fenstergruppe und Ochsenaugen, darunter Inschrift und Datierung (nicht lesbar), hofseitig mit Fachwerk-Obergeschoss - Stallgebäude: traufseitig zur Straße, mit erhaltenen Schößchenfenstern außen und innen, mit Durchfahrt, Obergeschoss Fachwerk, Fenster und Türen im Erdgeschoss mit Porphyrrahmung, zu beiden Seiten (?) Fachwerk, Fenster und Türen mit Porphyrrahmung, neu mit Ganzfachwerk, originale Schöschenfenster - zwei Scheunen: im Winkel stehend, Ganzfachwerk bzw. Fachwerk-Obergeschoss, davor Göpelring, straßenseitiger Scheunengiebel mit gekuppelten Zwillingsfenstern (Porphyrrahmung), darunter Inschrift „C. G. Vollhardt 1861“, Ochsenaugen, darunter nicht lesbare Inschrifttafel, ursprünglich mit Porphyrtuffrahmung, jetzt überstrichen                                                                              | 08971240 |
|                                         | Villa | Untere Dorfstraße 10b (Karte) | Um 1900 | Gründerzeitliches Gebäude im Landhausstil mit Zierfachwerk im Giebel, baugeschichtlich von Bedeutung. Dachgeschoss mit farblich abgesetztem Rieselputz-Fries. Sockel Porphyrtuff, straßenseitig kleiner Erker. | 08971239 |
|                                         | Seitengebäude (mit Auszugsteil), Stallgebäude (mit Oberlaube) und Scheune eines Vierseithofes                             | Untere Dorfstraße 12 (Karte)  | Bezeichnet mit 1772 (Seitengebäude); bezeichnet mit 1886 (Scheune)                                                   | Fachwerkscheune, Seitengebäude mit Fachwerkobergeschoss, ehemaliger Pferdestall mit zugesetzter Durchfahrt und Oberlaube, bau-, sozial- und wirtschaftsgeschichtlich von Bedeutung. Fenster und Türgewände aus Porphyrtuff, Scheune Ganzfachwerk am Giebel datiert 1886, Stallgebäude mit Fachwerk-Obergeschoss und Oberlaube (vierbogig), Türen mit Porphyrtuffumrandung, Schößchenfenster. Stall und Scheune originale Fenster. An Außenseite des (Pferde ?)stalls noch zugemauerte Durchfahrt mit Porphyrtuffbogen erhalten. Im Schlussstein: springendes Pferd und Bezeichnung 17(?)72. | 08971235 |
| Direkt Bild zu diesem Denkmal hochladen | Wohnstallhaus, Seitengebäude (altes Wohnstallhaus) und Scheune eines Vierseithofes                                        | Untere Dorfstraße 13 (Karte)  | Bezeichnet mit 1792, im Kern älter (um 1700); um 1860 (Wohnstallhaus); 19. Jahrhundert (Scheune)                     | Wohnstallhaus ein gründerzeitlicher Putzbau, bemerkenswertes Seitengebäude mit Fachwerk-Obergeschoss (Andreaskreuze und verblattete Kopfstreben), eines der ältesten Fachwerkbauten im Ort, Fachwerk-Scheune, Bedeutung für die Kulturlandschaft, bau-, haus- und wirtschaftsgeschichtlich von Bedeutung. - Wohnhaus: elfachsiger Putzbau - Seitengebäude: zweigeschossig, Erdgeschoss massiv mit Türrahmung in Porphyrtuff, Schlussstein bezeichnet mit „GH 1792“, Obergeschoss mit gleicher Fachwerkkonstruktion: Andreaskreuz und verblattete Kopfbänder, Satteldach - Scheune: hofseitig Fachwerk | 08971236 |
|                                         | Wohnhaus und zwei Seitengebäude eines Vierseithofes                                                                       | Untere Dorfstraße 15 (Karte)  | Bezeichnet mit 1832                                                                                                  | Wohnhaus mit Fachwerk-Obergeschoss, Hof im Ganzen ortsbildprägend, bau- und wirtschaftsgeschichtlich von Bedeutung. Wohnhaus und übriges Nebengebäude vermutlich 1832, Fenster der Nebengebäude original, Erdgeschoss im Wohnhaus verändert. - Wohnstallhaus: schmaler Baukörper mit steilem Dachstuhl und Fachwerk-Obergeschoss, hofseitig Erdgeschoss verändert, geradliniges Fachwerk, Außenseite älterer Zustand - zwei Stallgebäude: mit Fachwerk, eines mit ehemaliger Auszüglerwohnung und zugesetzter Durchfahrt, am Bogen gartenseitig bezeichnet mit 1832 Massive Scheune (um 1850) nach neueren Umbauten kein Denkmal, mit Porphyrtuffrahmung. | 08971237 |
|                                         | Wohnstallhaus und Seitengebäude eines Vierseithofes sowie Toreinfahrt und Porphyrsockel einer Handschwengelpumpe im Hof   | Untere Dorfstraße 17 (Karte)  | Bezeichnet mit 1840 (Wohnstallhaus); um 1930 (Toreinfahrt)                                                           | Stattliche, ortsbildprägende Hofanlage aus der Mitte des 19. Jahrhunderts, Wohnstallhaus Putzbau mit aufwändigen Portalen in Porphyrtuff, Giebel mit Drillingsfenster, heimat- und baugeschichtlich von Bedeutung. - Wohnstallhaus: zehnachsiger Putzbau mit Krüppelwalmdach, Stallfenster nur an Außenseite, straßenseitiger Giebel mit aufwendiger Gestaltung durch Fenstergruppierung mit Porphyrrahmung, davor ortstypische Miststelle und -mauer, hofseitig mit zwei Eingängen, segmentbogig mit Porphyrrahmung, links mit Porphyrtafel mit Bauinschrift „…“ und Datierung 1840, Fassade mit Putzspiegeln und -medaillons, davor profilierter Porphyrsockel einer Handschwengelpumpe - Stall: massiv, zweigeschossig mit Krüppelwalmdach und Lastenaufzug, Türen und Halbrundfenster mit Porphyrrahmung, straßenseitig sehr wirkungsvoll durch porphyrgerahmte Fensterschlitze mit Halbrundabschluss - Toranlage mit Pfosten aus Klinkern, vermutlich um 1930 (aus der gleichen Zeit auch Scheune und Nebengebäude, keine Denkmale) | 08971238 |
| Direkt Bild zu diesem Denkmal hochladen | Zwei Seitengebäude und Scheune eines Vierseithofes                                                                        | Untere Dorfstraße 24 (Karte)  | Um 1850 | Ein Seitengebäude vermutlich altes Wohnstallhaus (Auszugshaus?) mit Fachwerk-Obergeschoss, zweites Stallgebäude ebenfalls mit Fachwerk-Obergeschoss, Fachwerkscheune, bau- und wirtschaftsgeschichtlich von Bedeutung. - Seitengebäude (altes Wohnstallhaus): giebelständig, dreiachsiger Giebel mit Porphyrtuffrahmung, weiter Dachüberstand, um 1850 - Fachwerkscheune: um 1900 (?, eher um 1850) - Stall: mit veränderten Erdgeschoss-Türen Traufständiges Wohnhaus, massiv, um 1860, verändert, kein Denkmal. | 08971241 |
| Direkt Bild zu diesem Denkmal hochladen | Vierseithof mit Wohnstallhaus, zwei Seitengebäuden und Scheune, im Hof Göpelring                                          | Untere Dorfstraße 33 (Karte)  | Bezeichnet mit 1864                                                                                                  | Bau-, sozial- und wirtschaftsgeschichtlich von Bedeutung, zum Teil in Fachwerk, Wohnhaus mit Zwillingsfenster im Giebel, in Originalformen erhaltene bäuerliche Hofanlage von baugeschichtlicher Bedeutung. - Wohnstallhaus: Erdgeschoss Porphyrtuff, Obergeschoss Fachwerk, Fenster original, Erdgeschoss-Fenster und Türen mit Porphyrtuffrahmung, über Eingang „I. W. Pechstein 1864“, vor dem Wohnhaus Heiste aus Porphyrtuff, Wohnhausgiebel massiv, dreiachsig, Fenster mit Porphyrtuffrahmung, vor der Giebelseite ortsübliche Miststelle - Stall: wahrscheinlich gleichzeitig - Scheune: mit Milchnische | 08971243 |

## Nauenhain
| Bild                                    | Bezeichnung | Lage                      | Datierung | Beschreibung | ID       |
| --------------------------------------- | --- | ------------------------- | --- | --- | -------- |
| Weitere Bilder                          | Kirche mit Ausstattung, Kirchhof mit Einfriedungsmauer, Kirchhofstor und Kriegerdenkmal für die Gefallenen des Ersten Weltkrieges | Nauenhain (Karte)         | Im Kern 13. Jahrhundert (Kirche); 1855 (Orgel); bezeichnet mit 1883 (Kirchhofstor); nach 1918 (Kriegerdenkmal) | Spätklassizistischer Sakralbau, im Kern romanische Chorturmkirche, ursprünglich St. Georgskapelle, 1334 Erhebung zur Pfarrkirche, baugeschichtlich, kirchengeschichtlich, ortsgeschichtlich sowie ortsbildprägend von Bedeutung. Vorgänger: romanische Georgskapelle, seit 1334 Pfarrkirche, Umbau 1855, einschiffige Kirche mit Apsis und Ostturm, achteckig auf quadratischem Unterbau, Kirche verputzt mit Putzquaderung, Portal neogotisch. | 08971133 |
| Direkt Bild zu diesem Denkmal hochladen | Wohnstallhaus und Seitengebäude eines ehemaligen Vierseithofes                                                                    | Nauenhain 12 (Karte)      | Um 1820 (Wohnstallhaus); bezeichnet mit 1856 (Seitengebäude)                                                   | Beide Gebäude mit Fachwerk-Obergeschoss, Seitengebäude mit Drillingsfenster im Giebel, älteres Wohnstallhaus im Kuhstall mit Porphyrtuffsäulen und Gewölben, bau- und wirtschaftsgeschichtlich von Bedeutung. - Wohnhaus: Erdgeschoss Bruchstein, Obergeschoss-Lehm/Fachwerk, Porphyrtuff-Gewände, Türsturz bezeichnet mit „C.H. 1856“, älteres Wohnstallhaus um 1820, verputzt, enthält dreischiffigen Kuhstall mit Porphyrtuff-Säulen, Korbbogen und Wölbung in „böhmischer Kappe“ - Stallgebäude: Porphyrtuff-Gewände dreifach profiliert, neuer Dachstuhl | 08971127 |
| Direkt Bild zu diesem Denkmal hochladen | Häuslerhaus | Nauenhain 39 (Karte)      | 2. Hälfte 18. Jahrhundert                                                                                      | Dorfbildprägendes Häusleranwesen mit Fachwerk-Obergeschoss, sozialgeschichtlich von Bedeutung. Im Giebel Kopf- und Fußstreben verblattet, schmaler steiler Giebel, nach der Hofseite weit vorkragendes Dach. | 08971128 |
| Direkt Bild zu diesem Denkmal hochladen | Vierseithof mit altem Wohnstallhaus (Nr. 40a), neuem Wohnstallhaus (Nr. 40), Seitengebäude und Scheune sowie Hofpflasterung       | Nauenhain 40, 40a (Karte) | Um 1820 (Wohnstallhaus); bezeichnet mit 1853 (Wohnstallhaus)                                                   | Großer Vierseithof mit ortsbildprägendem stattlichem Wohnstallhaus, Massivbau im Giebel mit Drillingsfenster, altes Wohnstallhaus mit Fachwerk-Obergeschoss, Stallgebäude ebenfalls mit Fachwerk-Obergeschoss, bau- und wirtschaftsgeschichtlich von Bedeutung. - Wohnstallhaus: massiv, bezeichnet im Türsturz mit „C. G. Naumann 1853“, Porphyrtuff-Gurtgesims, gekehlte und profilierte Traufe, zwei Eingänge mit Porphyrtuff-Verdachung und Konsolen, im Giebel Drillingsfenster, an den Ecken Porphyrtuff-Halbsäulen - altes Wohnstallhaus: mit Halbrundfenster im Giebel, wohl um 1820 - Scheune und Nebengebäude: Mitte 19. Jahrhundert, vor Scheune kreisrunde Pflasterung (Göpel) | 08971129 |
| Direkt Bild zu diesem Denkmal hochladen | Pfarrhaus und Seitengebäude eines Pfarrhofes                                                                                      | Nauenhain 49 (Karte)      | Um 1850 | Zeittypischer Putzbau mit Porphyrtuff-Gliederungen, bau- und ortsgeschichtlich von Bedeutung. Wohnhaus massiv mit Porphyrtuff-Gliederungen, straßenseitig vorhallenartiges Portal. Profilierte Porphyrtuff-Gewände, Wohnhaus teilsaniert, Seitengebäude unsaniert. | 08971131 |

## Niedergräfenhain
| Bild                                    | Bezeichnung | Lage                             | Datierung | Beschreibung | ID       |
| --------------------------------------- | --- | -------------------------------- | --- | --- | -------- |
|                                         | Eisenbahnviadukt | Niedergräfenhain (Karte)         | 1868–1872 | Zwölfbogige Brücke in Naturstein der Bahnstrecke Neukieritzsch–Chemnitz (6385; sä. KC), verkehrs- und technikgeschichtlich von Bedeutung. Material: roter Granit, zwölf Bögen, in Pfeilerzwickeln helle Sandsteinrosetten und Konsolen, Kämpfer mit Gesims aus hellem Sandstein betont. Länge: 236 Meter. | 08971089 |
| Weitere Bilder                          | Kirche mit Ausstattung, Kirchhof mit Ummauerung, Denkmal für die Gefallenen des Ersten Weltkrieges und Denkmal für Gefallene des Deutsch-Französischen Krieges 1870/1871 | Niedergräfenhain (Karte)         | Im Kern 13. Jahrhundert (Kirche); 15. Jahrhundert (Kirche); 2. Hälfte 15. Jahrhundert (Sakramentsnische); um 1510/1520 (Altar); nach 1918 (Kriegerdenkmal) | Mittelalterliche Chorturmkirche, romanischer Kern (Turm), gotische Erweiterung (Chor und Saal), baugeschichtlich, ortsgeschichtlich und ortsbildprägend von Bedeutung. Chorturm mit gekuppelten Schallöffnungen (2. Hälfte 13. Jahrhundert), Chor und Schiff spätgotisch, Maßwerkfenster mit Farbverglasung, Kirchhof mit sehr starker Bruchsteinmauer am dorfseitigen Eingang. | 08971082 |
| Direkt Bild zu diesem Denkmal hochladen | Häuslerhaus | Niedergräfenhain 2b (Karte)      | Um 1800 | Mit Fachwerk-Obergeschoss, sozialgeschichtlich von Bedeutung. Giebel massiv, zweiachsig.,hohes steiles Satteldach, vorspringende Traufe. Erdgeschoss-Fenster und Tür mit Porphyrtuff-Rahmung, links neben Haustür Stallteil Fenster original. | 08971078 |
| Direkt Bild zu diesem Denkmal hochladen | Zufahrtsbrücke über die Eula | Niedergräfenhain 3 (bei) (Karte) | Mitte 19. Jahrhundert | Bogenbrücke aus Granitsteinen, bauhistorisch und ortsbildprägend von Bedeutung. Granit mit Porphyrtuff-Abschluss. | 08971079 |
|                                         | Straßenbrücke über die Eula | Niedergräfenhain 8 (bei) (Karte) | Bezeichnet mit 1853 | Steinbogenbrücke, bauhistorisch und ortsbildprägend von Bedeutung | 09306085 |
| Direkt Bild zu diesem Denkmal hochladen | Häuslerhaus | Niedergräfenhain 16 (Karte)      | 19. Jahrhundert | Putzbau mit Schiefergiebel, sozialgeschichtlich von Bedeutung. Zweigeschossig, Putzbau mit steilem Satteldach, Traufe weit vorkragend. Giebel zweiachsig, Giebel verschiefert. Rechtwinkliger Scheunen-Anbau neuer. | 08971088 |
| Direkt Bild zu diesem Denkmal hochladen | Wohnstallhaus, Seitengebäude (Torhaus), Scheune sowie Torbogen und Hofpflasterung eines Vierseithofes                                                                    | Niedergräfenhain 20 (Karte)      | 18. Jahrhundert (Wohnstallhaus); bezeichnet mit 1837 (Seitengebäude)                                                                                       | Wohnstallhaus mit Fachwerk-Obergeschoss und verschiefertem Giebel, massives Seitengebäude mit Porphyrtuffgliederungen, Drillingsfenster im Giebel und zugemauerter Bogendurchfahrt, bau- und wirtschaftsgeschichtlich von Bedeutung. - Seitengebäude: straßenseitiges Wohnstallhaus (Feldstein, Porphyrtuff) mit Hechtgaube und Porphyrtuff-Rahmung, Drillingsfenster im Giebel, zugemauerte Bogendurchfahrt, um 1840 - giebelständiges Wohnhaus: mit Fachwerk-Obergeschoss, verschiefertem Giebel, 18. Jahrhundert, dazwischen Torbogen | 08971087 |
| Direkt Bild zu diesem Denkmal hochladen | Wohnstallhaus, Scheune, Stallgebäude und Seitengebäude (mit Oberlaube) eines Vierseithofes                                                                               | Niedergräfenhain 44 (Karte)      | 18. Jahrhundert (Wohnstallhaus); bezeichnet mit 1752 (Scheune)                                                                                             | Weitgehend original erhaltene Hofanlage des 18. Jahrhunderts, überwiegend Fachwerkbauten, Wohnstallhaus mit verputztem Fachwerk-Obergeschoss, ein Seitengebäude mit seltener Oberlaube, bau- und wirtschaftsgeschichtlich von Bedeutung. Straßenseitig im Stall-Scheunen-Gebäude: Entlastungsbogen bezeichnet mit 1752, alle Gebäude aus unverputztem Feldstein (Wohnhaus später verputzt), Oberlaube am Seitengebäude vorkragend, Scheune Fachwerk mit Lehm-Ausfachung, Wohnhaus saniert. | 08971086 |
| Direkt Bild zu diesem Denkmal hochladen | Seitengebäude eines Bauernhofes sowie Hofmauer mit Toreinfahrt | Niedergräfenhain 46 (Karte)      | Um 1800 | Fachwerkgebäude, baugeschichtlich von Bedeutung. Giebelständiges Stallgebäude, Erdgeschoss Feldstein, Obergeschoss-Fachwerk mit Lehmausfachung, alles original, altes Wohnhaus traufständig im Hof, leicht schräggestellt, Fachwerk-Obergeschoss zum Teil verputzt, Fenster original, Giebel verbrettert und verschiefert, schlechter Zustand, leerstehend, Porphyrtuff-Torpfeiler. Wohnhaus vor 2009 abgebrochen. | 08971085 |
| Direkt Bild zu diesem Denkmal hochladen | Wohnstallhaus eines Dreiseithofes | Niedergräfenhain 50 (Karte)      | Um 1850 | Stattlicher Bau mit Porphyrtuff-Rahmung an Fenster und Türen, rückseitig Obergeschoss Fachwerk, baugeschichtlich von Bedeutung. Eingang mit profilierter Porphyrtuff-Verdachung, Breitgelagerter Baukörper (Giebel vierachsig) mit Walmdach. zwölfachsig, hinterer Stallteil mit zwei rundbogigen Türen mit Porphyrtuff-Rahmung. Ziergarten vor straßenseitigem Giebel. | 08971084 |
| Direkt Bild zu diesem Denkmal hochladen | Ehemalige Kirchschule | Niedergräfenhain 52 (Karte)      | Um 1870, später überformt | Putzbau mit Porphyrtuffgliederungen, Teil des Ensembles nahe der Kirche, orts- und sozialgeschichtlich von Bedeutung. Zweigeschossig, verputzt, Satteldach, Fenster mit Porphyrtuffrahmungen, schlichtes umlaufendes Geschossgesims und profiliertes Traufgesims, an der östlichen Giebelseite jüngerer Anbau im Heimatschutzstil. | 09305042 |
| Direkt Bild zu diesem Denkmal hochladen | Ehemaliges Pfarrhaus, heute Kindergarten | Niedergräfenhain 54 (Karte)      | 1718 Dendro | Obergeschoss Fachwerk mit profilierter Schwelle, im Kern barocker Baukörper, ortsgeschichtlich, ortsbildprägend und baugeschichtlich von Bedeutung. Krüppelwalmdach, rundbogiger Eingang mit Porphyrtuff-Rahmung. Vorderer Teil Lehm und verputztes Fachwerk. Neue, unmaßstäbliche Fensteröffnungen. | 08971081 |
| Direkt Bild zu diesem Denkmal hochladen | Wohnhaus, Stallgebäude und Seitengebäude (Torhaus) eines Vierseithofes sowie Toreinfahrt und Vorgarten mit Einfriedung am Wohnhaus                                       | Niedergräfenhain 60 (Karte)      | Bezeichnet mit 1844 (Torhaus); bezeichnet mit 1852 (Bauernhaus)                                                                                            | Großer Vierseithof mit stattlichem spätklassizistischem Wohnhaus, Drillingsfenster im Giebel, Massivbauten mit Porphyrtuff-Gliederungen, bau- und wirtschaftsgeschichtlich von Bedeutung. Wohnhaus mit vierachsigem Giebel, doppeltes Porphyrtuff-Gurtgesims, Traufgesims. Fenster mit Porphyrtuff-Rahmung, im ersten Obergeschoss mit Verdachung. Im Giebel dreifach gekuppeltes Fenster und drei Ochsenaugen. Vor straßenseitigem Giebel Ziergarten mit Porphyrtuff-Pfosten. Hofseite mit Mittelrisalit und großzügigem Eingang in Porphyrtuff, mit flacher Freitreppe. Davor Heiste aus großen Porphyrplatten. Bezeichnet mit 1852. Straßenseitig großes Torhaus mit ursprünglich zwei segmentbogigen Durchfahrten (Ursprünglich mit Sonnentor, zugesetzt). Bezeichnet mit 1844. Gegenüber großes Stallgebäude mit doppelter Fensterreihe. | 08971077 |
| Direkt Bild zu diesem Denkmal hochladen | Wohnstallhaus und Scheune eines ehemaligen Vierseithofes | Niedergräfenhain 64 (Karte)      | 18. Jahrhundert (Wohnstallhaus); bezeichnet mit 1857 (Scheune)                                                                                             | Wohnstallhaus mit Fachwerk-Obergeschoss und verziertem Fachwerkgiebel, massive Scheune mit Lüftungsschlitzen, von hoher bau- und wirtschaftsgeschichtlicher Bedeutung. Wohnstallhaus giebelständig zur Straße, davor ehemals Ziergarten. Im freigelegten Fachwerkgiebel Zierformen in Form einer Giebelzier in den Winkeln der Dachschräge. Wohnstallhaus im Innern mit Brettdecke. Stallgebäude mit siebenbogiger Oberlaube (Zwei Bogen zugesetzt). Große Scheune mit zwei großen und einem kleinen Tor und Lüftungsschlitzen. Nördliches Stallgebäude (mit Oberlaube) vor 2015 zusammengebrochen, daher als Abbruch verzeichnet. | 08971076 |

## Niederpickenhain
| Bild                                    | Bezeichnung                                                                               | Lage                       | Datierung           | Beschreibung | ID       |
| --------------------------------------- | ----------------------------------------------------------------------------------------- | -------------------------- | ------------------- | --- | -------- |
| Direkt Bild zu diesem Denkmal hochladen | Wohnstallhaus, Scheune, zwei Seitengebäude, Hofpflasterung und Torbogen eines Vierseithof | Niederpickenhain 9 (Karte) | Bezeichnet mit 1861 | Wohnhaus mit Fachwerk-Obergeschoss, Fachwerk-Scheune, geschlossene Hofanlage aus der Mitte des 19. Jahrhunderts, bau- und heimatgeschichtlich von Bedeutung. Wohnhaus außen Putz, innen Fachwerk, Stall massiv mit Porphyrtuffgliederungen. | 08971474 |

## Oberpickenhain
| Bild                                    | Bezeichnung                                                                                        | Lage                     | Datierung             | Beschreibung | ID       |
| --------------------------------------- | -------------------------------------------------------------------------------------------------- | ------------------------ | --------------------- | --- | -------- |
| Direkt Bild zu diesem Denkmal hochladen | Wohnstallhaus, Pforte (mit zwei Durchgängen), Vorgarten und Hofbaum eines ehemaligen Vierseithofes | Oberpickenhain 1 (Karte) | Bezeichnet mit 1859   | Repräsentatives Wohnstallhaus einer großen Hofanlage, ortsbildprägend durch stattlichen fünfachsigen Giebel mit Porphyrtuffgliederungen, aufwändige Toranlage zum Vorgarten, baugeschichtlich von Bedeutung  | 08970968 |
| Direkt Bild zu diesem Denkmal hochladen | Wohnstallhaus eines Vierseithofes                                                                  | Oberpickenhain 6 (Karte) | Mitte 19. Jahrhundert | Giebelständiges Wohnstallhaus eines stattlichen Vierseithofes, mit Fachwerk-Obergeschoss und durch Porphyrtuffgliederungen gestalteter Giebelseite, heimatgeschichtlich von Bedeutung, ortsbildprägende Lage | 08971313 |
| Direkt Bild zu diesem Denkmal hochladen | Zufahrtsbrücke über die Ratte (Obergräfenhainer-Rathendorfer Bach) zum Grundstück                  | Oberpickenhain 9 (Karte) | Mitte 19. Jahrhundert | Porphyrtuff-Bruchstein, geschichtlich von Bedeutung. Eisengeländer 2005 nicht mehr vorhanden. | 08970677 |

## Ossa
| Bild                                    | Bezeichnung                                                                           | Lage                  | Datierung                                                                                       | Beschreibung | ID       |
| --------------------------------------- | ------------------------------------------------------------------------------------- | --------------------- | ----------------------------------------------------------------------------------------------- | --- | -------- |
| Weitere Bilder                          | Kirche mit Ausstattung sowie Kirchhof mit Toreinfahrt, Grufthaus und Sandsteingrabmal | Ossa (Karte)          | 16. Jahrhundert (Kirche); um 1680 (Kanzel und Taufe); 18. Jahrhundert (Altar); 1817 (Altarbild) | Spätromanische Chorturmkirche mit späteren Um- und Anbauten, neobarockes Grufthaus und Sandsteingrabmal, von kirchengeschichtlicher und ortshistorischer Bedeutung, Kirche landschaftlich beherrschend durch erhöhte Lage. Kirche landschaftlich beherrschend durch erhöhte Lage und hohe, glockenförmige barocke Turmhaube. Kreuzrippengewölbter Chor und Turmkörper mit gekuppelten Schallöffnungen. Oktogonaler Choranbau mit Bleiglasfenstern (um 1900). Barocker Kapellenanbau im Nordosten. Schiff, Turm und Chor mit hohen Lanzettfenstern. Eingangsvorbau an Südseite mit gekehltem Kreuzbogengewände aus Porphyrtuff. Zwei Treppentürme an Süd- und Nordseite des Schiffes. An Kapellenanbau Wappenstein mit Inschrift „IN MEMOR PERACTAE RENOVATIONIS M.DCCXXIV“, Südseite außen: Grabstein um 1785, Sandstein, verwittert. Auf dem Kirchhof Grufthaus (neo?)barock, Porphyrtuff mit schmiedeeiserner Tür und Sandsteinwappen. Sarkophag und Gruftplatte entfernt.                                                 | 08971264 |
| Direkt Bild zu diesem Denkmal hochladen | Häuslerhaus                                                                           | Ossa 8 (Karte)        | Anfang 19. Jahrhundert                                                                          | In Hanglage am Hochufer des Dammteiches, mit Fachwerk-Obergeschoss, sozialgeschichtlich wertvoll. Gliederungen und Fenster im Obergeschoss erhalten, Erdgeschoss Ziegel, Giebel verbrettert. | 08971259 |
| Direkt Bild zu diesem Denkmal hochladen | Kriegerdenkmal für die Gefallenen des Ersten Weltkrieges                              | Ossa 13 (bei) (Karte) | Nach 1918                                                                                       | Ortsgeschichtlich von Bedeutung | 09305483 |
|                                         | Pfarrhaus mit seitlicher Einfriedung                                                  | Ossa 14 (Karte)       | Bezeichnet mit 1873                                                                             | Stattlicher Putzbau mit Porphyrtuffgliederungen, dominierend im Dorfkern gegenüber der Kirche, bau- und ortsgeschichtlich von Bedeutung. Eingang im Mittelrisalit, Tür und Fenster mit Porphyrtuffrahmung, darüber Inschrift in Porphyrtuff-Platte: „Soli Deo gloria in aeternum“ 1873, Hauptgesims Porphyrtuff mit Zahnschnittfries, im Risalit Ochsenauge, über Obergeschossfenstern Medaillons. | 08971253 |
|                                         | Ehemaliges Herrenhaus des Rittergutes, mit seitlichen Anbauten                        | Ossa 17 (Karte)       | 18. Jahrhundert, im Kern älter                                                                  | Baugeschichtlich interessant, Herrenhaus mit Tordurchfahrt und schönem Segmentbogenportal, rechts neben dem Torhaus älterer Bau (15./16. Jahrhundert) mit steilem Satteldach und altem Gewölbe, als Ensemble ortsbildprägend und ortsgeschichtlich bedeutsam. Zweigeschossiger Putzbau mit Mansarddach (Schiefer), Eingang hofseitig, Portal mit Porphyrtuffrahmung und (neo?)barocker Eichentür. Erdgeschossfenster mit Porphyrtuffrahmung, Obergeschoss Holzrahmung. Innen: Eingangshalle mit Deckenstuck-Feldern, ansonsten verändert. Treppe mit Kreuzgratgewölbe, Keller vermutlich vom Vorgängerbau. Westliche Giebelseite im Ensemble Gut/Kirche stark landschaftsprägend, hier Fenster mit Porphyrtuffrahmung. Gutsgebäude 1946 teilweise abgebrochen. Im Hof hohe Bruchsteinmauer als Abgrenzung zur Kirche. Nördliche Zufahrt mit Toranlage in der Gutsmauer erhalten. Rechts neben Tor Wappen derer von Wolfersdorf (?). Im Hof alter Brunnenschacht. 2005 älterer Bau neben dem Torhaus unsaniert.               | 08971254 |
|                                         | Einfriedungsmauer (mit Wappen) und Toreinfahrt des Rittergutes                        | Ossa 17 (bei) (Karte) | 19. Jahrhundert (Toreinfahrt); bezeichnet mit 1746 (Wappen)                                     | Teilweise als Stützmauer am steil abfallendem Nordhang des Kirchberges, Toranlage an Nordseite, daneben Wappen derer von Wolfersdorff, ortsgeschichtlich und ortsbildprägend von Bedeutung. Umgab wohl ursprünglich den gesamten Gutsbezirk. | 08971252 |
| Direkt Bild zu diesem Denkmal hochladen | Ehemaliges Wirtschaftsgebäude (Scheune oder Speicher)                                 | Ossa 19 (Karte)       | 18. Jahrhundert                                                                                 | Ortsbildprägend neben dem Gutstor am Eingang zum Rittergutsbezirk, orts- und wirtschaftsgeschichtlich von Bedeutung. Scheune aus Bruchstein mit hohem Satteldach und Gaube. | 08971260 |
| Direkt Bild zu diesem Denkmal hochladen | Häuslerhaus                                                                           | Ossa 23 (Karte)       | 1. Hälfte 19. Jahrhundert                                                                       | Sozialgeschichtlich von Bedeutung, mit Fachwerk-Obergeschoss, am Fuße des Rittergutsberges gelegen, weitgehend original erhalten. Erdgeschoss Bruchstein, Obergeschoss Lehmgefache, Erdgeschoss Fenster mit Porphyrtuffrahmung, stark baufällig. | 08971256 |
|                                         | Gutsgarten mit Gartenhaus (Lusthaus) in Hanglage an der Rittergutsmauer, mit Treppe   | Ossa 24 (Karte)       | Um 1800                                                                                         | Ehemaliges Lusthaus zum Rittergut gehörend, terrassierte Gartenanlage, Sandsteintreppe, bau- und ortsgeschichtlich von Bedeutung. Quadratischer Bau mit flachem Walmdach, große segmentbogige Fenster mit Porphyrtuffrahmung, zur Straße hin auf Substruktion mit Kellereingang. | 08971255 |
| Direkt Bild zu diesem Denkmal hochladen | Wohnhaus                                                                              | Ossa 39 (Karte)       | Mitte 19. Jahrhundert                                                                           | Mit Fachwerk-Obergeschoss, charakteristischer Bau der Ortserweiterung Mitte des 19. Jahrhunderts, sozialgeschichtlich bedeutsam. Zweigeschossig, mit Satteldach. | 08971251 |
| Direkt Bild zu diesem Denkmal hochladen | Ehemalige Schneidemühle, heute Wohnhaus mit technischer Ausstattung                   | Ossa 47 (Karte)       | 18. Jahrhundert (Mühle, Wohnhaus); um 1910 (Sägegatter)                                         | Ab 18. Jahrhundert als Schneidemühle bekannt, Vollgatter von um 1910, mit Fachwerk-Obergeschoss, technik- und ortsgeschichtlich von Bedeutung. Standort der Sägemühle ab dem 19. Jahrhundert bekannt, unter Besitzer Bruno Beyrich zwischen 1903 und 1913 Einbau neuer Maschinen in die bereits bestehende Sägemühle, Anlage von Mühlteich und Mühlgraben, Betrieb mittels Wasserkraft, ab 1936 Besitzer Albin Müller, bis 1953 Betrieb des Sägewerkes (Betrieb mit Wasser- und Elektrokraft), anschließend Verkauf der Maschinen nach Geithain, später nach Regis, seit 1997 im Besitz von Urenkel Marco Stiller, Kauf und Einbau des originalen Vollgatters, Wiederaufbau des Wasserrades mit Durchmesser vier Meter (kein Denkmal) Welle entstammt der Mühle (Manfred Hainich) aus Langenleuba-Oberhain, Eisen, Gewicht ca. eine Tonne, 1945 erbaut im Getriebewerk Penig 2009 eingebaut, drei Tonnenwalzlager. Dazugehörige Nummer 47a ebenfalls mit Fachwerk-Obergeschoss, jedoch durch Vorbau entstellt. Kein Denkmal. | 08971258 |
| Direkt Bild zu diesem Denkmal hochladen | Scheune eines Bauernhofes                                                             | Ossa 50 (Karte)       | 19. Jahrhundert                                                                                 | Fachwerkscheune im Hof eines Gehöfts, letzte ihrer Art im ehemaligen Dorfkern, bau- und wirtschaftsgeschichtlich von Bedeutung. Dazugehöriges Wohnhaus, ursprünglich Fachwerk-Obergeschoss, verputzt, kein Denkmal. | 08971257 |
| Direkt Bild zu diesem Denkmal hochladen | Häuslerhaus                                                                           | Ossa 60 (Karte)       | 18. Jahrhundert                                                                                 | Hübsches Gebäude mit Fachwerk-Obergeschoss, Fachwerkkonstruktion mit Kopfstreben, letztes annähernd original erhaltenes Häusleranwesen am Küchenteich, sozialgeschichtlich bedeutsam. Drei Achsen, Fenster und Tür mit Porphyrtuffrahmung, Giebel verbrettert, steiler, hoher Dachstuhl. | 08971261 |
| Direkt Bild zu diesem Denkmal hochladen | Ehemalige Dammteichmühle (heute Wohnhaus) mit Anbau                                   | Ossa 67 (Karte)       | Bezeichnet mit 1718                                                                             | Mit Fachwerk-Obergeschoss, bau- und ortsgeschichtlich von Bedeutung | 08971262 |
| Direkt Bild zu diesem Denkmal hochladen | Brücke am Dammteich                                                                   | Ossa 67 (bei) (Karte) | 19. Jahrhundert                                                                                 | Doppelbogenbrücke aus Bruchstein über dem Dammteich-Zufluss, baugeschichtlich von Bedeutung. Doppelgewölbebrücke aus rötlichem Granit aus Hainichen (2007 verbaut) und Porphyr (seeseitig alte, hangseitig erneuerte Steine), 2006/2007 wegen Hochwasserschäden von 2002 erneuert. | 08971263 |

## Rathendorf
| Bild                                    | Bezeichnung | Lage                      | Datierung | Beschreibung | ID       |
| --------------------------------------- | --- | ------------------------- | --- | --- | -------- |
| Weitere Bilder                          | Kirche mit Ausstattung und Kirchhofsmauer (Einzeldenkmale der Sachgesamtheit 09300502)                                            | Rathendorf (Karte)        | 13. Jahrhundert (Kirche); bezeichnet mit 1510 (Altar); wohl 17. Jahrhundert (Taufe); Ende 19. Jahrhundert (Orgelprospekt)   | Einzeldenkmale der Sachgesamtheit Kirchberg Rathendorf; spätromanische Chorturmkirche auf ursprünglich befestigter Anhöhe, von kirchengeschichtlicher, ortsbildprägender und ortshistorischer Bedeutung | 08970408 |
| Direkt Bild zu diesem Denkmal hochladen | Häuslerhaus | Rathendorf 16 (Karte)     | Mitte 19. Jahrhundert | Sozialgeschichtlich von Bedeutung, mit Fachwerk-Obergeschoss, ortsbildprägend am Fuße des Kirchberges | 08971325 |
| Direkt Bild zu diesem Denkmal hochladen | Kirchberg Rathendorf (Sachgesamtheit)                                                                                             | Rathendorf 17, 19 (Karte) | 13. Jahrhundert (Kirche); Mitte 19. Jahrhundert (Pfarrhaus); um 1870 (Kirchschule)                                          | Sachgesamtheit Kirchberg Rathendorf, mit folgenden Einzeldenkmalen: Kirche und Kirchhofsmauer (08970408), Pfarrhof mit Pfarrhaus, Scheune und Seitengebäude sowie Hofmauer (Rathendorf 17, 09256887) und ehemalige Dorfschule (Rathendorf 19, 09259019) sowie Kirchhof und umgebende Freiflächen als Sachgesamtheitsteil; spätromanische Chorturmkirche auf ursprünglich befestigter Anhöhe, von kirchengeschichtlicher, ortsbildprägender und ortshistorischer Bedeutung | 09300502 |
|                                         | Pfarrhof mit Pfarrhaus, Scheune und Seitengebäude sowie Hofmauer, heute Kindergarten (Einzeldenkmale der Sachgesamtheit 09300502) | Rathendorf 17 (Karte)     | Mitte 19. Jahrhundert | Einzeldenkmale der Sachgesamtheit Kirchberg Rathendorf; markante Lage, Pfarrhaus ein Gründerzeitgebäude, Fachwerk-Scheune, Seitengebäude mit seltener Oberlaube, Pfarrhof benachbart der spätromanische Chorturmkirche auf ursprünglich befestigter Anhöhe, von kirchengeschichtlicher, ortsbildprägender und ortshistorischer Bedeutung | 09256887 |
| Direkt Bild zu diesem Denkmal hochladen | Ehemalige Schule, heute Wohnhaus (Einzeldenkmal der Sachgesamtheit 09300502)                                                      | Rathendorf 19 (Karte)     | Um 1870 | Einzeldenkmal der Sachgesamtheit Kirchberg Rathendorf; auf halber Höhe des Kirchberges, Gründerzeitgebäude, neben der spätromanischen Chorturmkirche auf ursprünglich befestigter Anhöhe, von ortsbildprägender und ortshistorischer Bedeutung, zusammen mit Kirche und Pfarrhaus dominierend im Ortszentrum | 09259019 |
| Direkt Bild zu diesem Denkmal hochladen | Wohnstallhaus und Seitengebäude eines ehemaligen Vierseithofes                                                                    | Rathendorf 24 (Karte)     | Bezeichnet mit 1824 (Wohnstallhaus); bezeichnet mit 1861 (Seitengebäude)                                                    | Bau- und wirtschaftsgeschichtlich von Bedeutung, Fachwerkbauten, Fachwerk am Wohnhaus mit Thüringer-Leiter-Motiv. Göpelring im Hof 2005 nicht mehr vorhanden. | 08971324 |
| Direkt Bild zu diesem Denkmal hochladen | Häuslerhaus | Rathendorf 28 (Karte)     | Mitte 19. Jahrhundert | Sozialgeschichtlich und ortsbildprägend von Bedeutung, mit Fachwerk-Obergeschoss und Porphyrtuffgliederungen im Erdgeschoss | 08971351 |
| Direkt Bild zu diesem Denkmal hochladen | Torhaus (mit Stallteil) eines Vierseithofes                                                                                       | Rathendorf 30 (Karte)     | Bezeichnet mit 1845 | Stattliches Torhaus, ortsbildprägend in erhöhter Lage und durch wirkungsvoll mit Porphyrtuffgliederungen gestaltete Giebelseite (Drillingsfenster) | 08971340 |
| Direkt Bild zu diesem Denkmal hochladen | Zwei Torhäuser und Scheune eines Vierseithofes                                                                                    | Rathendorf 53 (Karte)     | Bezeichnet mit 1799 (Torhaus); 19. Jahrhundert (Scheune)                                                                    | Fachwerk-Scheune, Torhäuser mit Porphyrtuffgliederungen, schöner Schlussstein mit Relief (springendes Pferd), bau- und wirtschaftsgeschichtlich von Bedeutung. Einfahrts-Torhaus mit Fachwerk-Obergeschoss straßen- und hofseitig, Rechteck-Durchfahrt. Erdgeschoss Stall (zwei rundbogige Türen, modern gerahmt), Obergeschoss Wohnung. Über Einfahrt Speichertür. Scheune Ganzfachwerk, zwei Einfahrten. Hinteres Torhaus massiv, mit breiter rundbogiger Durchfahrt, Türen mit Porphyrtuff-Rahmung und Schlussstein. Darin: springendes Pferd, Relief, bezeichnet mit 1799. | 08971188 |
| Direkt Bild zu diesem Denkmal hochladen | Torhaus und Seitengebäude eines Vierseithofes                                                                                     | Rathendorf 55 (Karte)     | 2. Hälfte 18. Jahrhundert (Torhaus); Anfang 19. Jahrhundert (Seitengebäude)                                                 | Seitengebäude (vermutlich Auszugshaus und Stallteil) mit Fachwerk-Obergeschoss, Torhaus mit Fachwerk-Obergeschoss und mehreren Segmentbogenportalen zum Hof, bau- und heimatgeschichtlich von Bedeutung. - Torhaus: Außen- und Hofseite mit Fachwerk-Obergeschoss, Erdgeschoss mit Stall (drei Türen mit Porphyrtuff-Rahmung), segmentbogig mit Schlussstein, Obergeschoss Wohnung, Krüppelwalmdach mit weit vorstehender Traufe, außen langgestreckte Hechtgaube, über rechteckiger Durchfahrt Speichertür - Seitengebäude (ehemaliges Auszugshaus?): rechtwinklig zum (erneuerten) Wohnhaus, zwei Achsen Wohnung, übrige Stall und fensterloser Speicher, Fachwerk-Obergeschoss Scheune durchgehend Fachwerk, vor 2016 tiefgreifend um- oder weitgehend neugebaut, sodass Denkmalwert nicht mehr besteht.          | 08971187 |
| Direkt Bild zu diesem Denkmal hochladen | Wohnhaus mit Vorgarteneinfriedung, sowie Seitengebäude eines Vierseithofes                                                        | Rathendorf 57 (Karte)     | Bezeichnet mit 1862 | Bau-, sozial- und wirtschaftsgeschichtlich von Bedeutung, Auszugshaus (mit Scheunenteil) teilweise in Fachwerk, Wohnhaus gründerzeitlicher Putzbau, zwischen beiden Häusern Torbogen aus Porphyrtuff mit Zinnenbekrönung. Wohnhaus traufständig, verputzter Bruchstein, Eckquaderung, vierachsiger Giebel mit Segmentbogenfenstern im Erdgeschoss und geradlinig gekuppeltem Fenster im Dachgiebel. neunachsig, straßenseitig flacher Mittelrisalit. Zwischen Wohnhaus und giebelständigem ehemaligen Auszugshaus Torbogen aus Porphyrtuff, mit Zinnenbekrönung. Auszugshaus und anstoßendes ehemaliges Stall/Scheunengebäude mit Fachwerk-Obergeschoss. Öffnungen verändert. Vorgarteneinfriedung aus Klinker, zaunartig gefügt, mit Rhombenmuster. Heiste vor Wohnhaus. Toranlage (Torbogen) vor 2012 abgebrochen. | 08971186 |
| Direkt Bild zu diesem Denkmal hochladen | Stallgebäude, Scheune und Seitengebäude eines Vierseithofes                                                                       | Rathendorf 60 (Karte)     | Bezeichnet mit 1812 (Seitengebäude); bezeichnet mit 1826 (Stallgebäude mit ehem. Durchfahrt); bezeichnet mit 1861 (Scheune) | Mit Fachwerk-Obergeschossen und alten Inschriften, Fachwerk-Scheune, baugeschichtlich bedeutsames Ensemble | 08970608 |
| Direkt Bild zu diesem Denkmal hochladen | Wohnhaus, Seitengebäude, Torhaus und Scheune eines Vierseithofes                                                                  | Rathendorf 64 (Karte)     | Bezeichnet mit 1850 | Ortsbildprägender Vierseithof in der Dorfmitte, außen massiv, innen Fachwerk-Obergeschossen, Scheune ein Massivbau, beeindruckend vor allem Torhaus und Wohnhausgiebel mit Drillingsfenster, bau- und wirtschaftsgeschichtlich von Bedeutung | 08970648 |
| Direkt Bild zu diesem Denkmal hochladen | Gasthof | Rathendorf 67 (Karte)     | Bezeichnet mit 1844 | Wohnstallhaus als klassizistischer Putzbau mit Drillingsfenster im Giebel, ortsgeschichtlich bedeutsam | 09257175 |
|                                         | Wohnstallhaus, Seitengebäude (mit Kumthalle), Seitengebäude und Scheune eines Vierseithofes                                       | Rathendorf 70 (Karte)     | Mitte 19. Jahrhundert | Bau-, sozial- und wirtschaftsgeschichtlich von Bedeutung, markanter Vierseithof, geschlossene Anlage in der Ortsmitte, gut erhaltenes Ensemble der Jahrhundertmitte des 19. Jahrhunderts, von ausgesprochen dorfbildprägender Wirkung, besonders der Fachwerkgiebel des Wohnhauses | 09257162 |
| Direkt Bild zu diesem Denkmal hochladen | Wohnhaus und Seitengebäude eines ehemaligen Vierseithofes                                                                         | Rathendorf 71 (Karte)     | Um 1820 | Ortsbildprägend durch hohen Fachwerkgiebel und Fachwerk-Außenseite des Seitengebäudes, Seitengebäude mit Oberlaube | 09259205 |
| Direkt Bild zu diesem Denkmal hochladen | Torhaus und Scheune eines Bauernhofes                                                                                             | Rathendorf 72 (Karte)     | Um 1820 (Scheune); bezeichnet mit 861 (Seitengebäude)                                                                       | Seitengebäude mit Fachwerk-Obergeschoss, Fachwerk-Scheune, bau- und wirtschaftsgeschichtlich von Bedeutung | 09258897 |
| Direkt Bild zu diesem Denkmal hochladen | Seitengebäude eines Dreiseithofes                                                                                                 | Rathendorf 73 (Karte)     | 1. Hälfte 18. Jahrhundert                                                                                                   | Wohnhaus mit freigelegtem Fachwerk-Giebel, altertümliche Fachwerk-Konstruktion mit Kopfstreben, vermutlich Auszugshaus, baugeschichtlich von Bedeutung | 09257174 |
| Direkt Bild zu diesem Denkmal hochladen | Zwei Torhäuser eines Vierseithofes                                                                                                | Rathendorf 78 (Karte)     | Bezeichnet mit 1851 | Bau- und wirtschaftsgeschichtlich von Bedeutung, Torhäuser mit Porphyrtuffgliederung. Zwei gegenüberliegende Torhäuser (Ein- und Ausfahrt), beide zweigeschossig, verputzt. Einfahrts-Torhaus mit Stall, im Obergeschoss Wohnung, Fenster und Torbogen mit Porphyrtuff-Rahmung, Bogen segmentbogig. Krüppelwalmdach. Ausfahrts-Torhaus: Stall und Scheune, Fenster und Bogen ohne Rahmung. Hof mit alter Pflasterung. Äußerer Torbogen bezeichnet mit 1851. | 08971185 |

## Syhra
| Bild                                    | Bezeichnung | Lage                          | Datierung | Beschreibung | ID       |
| --------------------------------------- | --- | ----------------------------- | --- | --- | -------- |
| Weitere Bilder                          | Sowjetisches Fliegerehrenmal | (Flurstücke 284, 285) (Karte) | 1966 | Obelisk über Sockel, geschichtliche Bedeutung. Das Fliegerdenkmal wurde für die sowjetischen Piloten Juri Alexejewitsch Wladimirow (geb. 1931) und Viktor Nikolajewitsch Schandakow (geb. 1923) errichtet, die im Oktober 1966 den Absturz ihrer Maschine auf den Ort verhinderten und dabei ums Leben kamen. Das kleine, wohl kurze Zeit nach dem Ereignis errichtete Denkmal besteht aus Sockel, mittlerem zweistufigen Granitobelisk mit Sowjetstern und flankierenden Wangen. Drei Inschrifttafeln und ein Deutsch-Sowjetisches-Freundschaftssymbol beleben die Vorderfront. Die Denkmaleigenschaft der Anlage resultiert aus ihrer geschichtlichen Bedeutung. Einerseits erinnert sie an ein für den Ort Syhra bedeutendes Ereignis und andererseits an die Präsenz sowjetischer Truppen in Ostdeutschland sowie die in der DDR allgegenwärtige Denkmalkultur. | 08970926 |
| Weitere Bilder                          | Kirche mit Ausstattung, sowie Kirchhof mit Grabsteinen und Kirchhofsmauer sowie Kriegerdenkmal für die Gefallenen des Ersten Weltkrieges an der Kirche | Hauptstraße (Karte)           | Anfang 16. Jahrhundert, im Kern älter (Kirche); um 1500 (Kanzel); bezeichnet mit 1586 (Altar); Ende 16. Jahrhundert (Sarkophag); 16./17. Jahrhundert (diverse Grabsteine der Familie von Einsiedel) | Spätgotische Saalkirche mit Dachreiter, auf dem Kirchhof und im Kircheninnern historisch bemerkenswerte Grabmäler der Familie von Einsiedel, baugeschichtlich, ortsgeschichtlich und ortsbildprägend von Bedeutung. Altar von Mathias Krodel d. Ä., 1586, Grabdenkmäler der Familie von Einsiedel. | 08970970 |
| Weitere Bilder                          | Ehemaliges Rittergut, bestehend aus Herrenhaus (Nr. 1), Stallgebäude (Nr. 7) sowie daran angebautes Torgebäude                                         | Hauptstraße 1, 7 (Karte)      | Im Kern 17. Jahrhundert (Stallgebäude); um 1620, später überformt (Herrenhaus); um 1700 (Torhaus)                                                                                                   | Stallbau im Innern mit Porphyrtuff-Säulen und Gewölbe sowie bemerkenswertes Sitznischenportal der Renaissance-Zeit, Herrenhaus mit Turm im Kern 17. Jahrhundert, Torhaus mit Fachwerk-Obergeschoss in altertümlicher Konstruktion (Kopfstreben), Ensemble mit bauhistorischer, ortsbildprägender und ortsgeschichtlicher Bedeutung. Herrenhaus, 1620, zweigeschossig, hohes Krüppelwalmdach mit zwei Reihen stehender Dachgauben. Asymmetrisch vorgesetzter Treppenturm mit (nicht ursprünglichem) Kegeldach. An Südwestecke sehr starke Stützmauer. Seitengebäude, zehnachsig, Satteldach mit zwei Reihen Fledermausgauben, in der Mitte Lastenaufzug. In südlicher äußerer Achse zugemauertes Sitznischenportal, Sandstein, 17. Jahrhundert (vom Herrenhaus?) mit Beschlagwerk und Rosetten im Bogen, im Scheitel Einsiedelsches Wappen. Darüber korbbogig geschlossene Blendnische mit profiliertem Gewände. Seitengebäude rückseitig Fachwerk. Anstoßend Stall mit zwei Reihen Säulen und gebustem Gewölbe. Torhaus mit Fachwerk-Obergeschoss in Rekonstruktion. | 08970969 |
| Direkt Bild zu diesem Denkmal hochladen | Wohnstallhaus | Hauptstraße 19 (Karte)        | Um 1800 | Mit Fachwerk-Obergeschoss, straßenbildprägende Lage, baugeschichtlich von Bedeutung. Erdgeschoss vorstehend (Lehm oder Bruchstein), Giebel im Dreieck verbrettert, Fensterform und Anordnung erhalten, Stallteil straßenseitig verändert. Hohes Satteldach mit vorstehender Traufe. leerstehend. | 08970965 |
| Direkt Bild zu diesem Denkmal hochladen | Stallgebäude einer ehemaligen Schäferei | Hauptstraße 27 (Karte)        | Um 1800 | Straßenbildprägender Bestandteil der alten Ortslage, ortshistorisch und wirtschaftsgeschichtlich von Bedeutung. Langgestrecktes eingeschossiges Gebäude mit kleinen hochliegenden Fenstern, Stützpfeilern und drei Gauben für Lastenaufzüge. Bruchstein. | 08970966 |
| Direkt Bild zu diesem Denkmal hochladen | Häuslerhaus | Hauptstraße 33 (Karte)        | Um 1800 | Mit Fachwerk-Obergeschoss, prägender Teil der alten Ortslage, sozialgeschichtlich von Bedeutung. Ostgiebel Fachwerk, Westgiebel verschiefert. Erdgeschoss durch neue Fenster und Windfang verändert, trotzdem ortsbildprägend. | 08970972 |
| Direkt Bild zu diesem Denkmal hochladen | Häuslerhaus | Hauptstraße 37 (Karte)        | Um 1800 | Mit Fachwerk-Obergeschoss, sozialgeschichtlich von Bedeutung. Saniert, dabei durch Windfang leicht verändert. Giebel massiv, zweiachsig, Giebeldreieck verschiefert. Erdgeschoss-Wände geböscht, vermutlich Lehm- oder Bruchstein-Untergeschoss. | 08971031 |
| Direkt Bild zu diesem Denkmal hochladen | Wohnhaus mit angebautem Seitengebäude eines Häusleranwesens                                                                                            | Hauptstraße 38 (Karte)        | 18. Jahrhundert | Hofseitig Fachwerk-Obergeschoss mit Wilde-Mann-Figuren (derzeit hinter Verkleidung), bauhistorisch und sozialgeschichtlich von Bedeutung. Kleiner Hakenhofbestehend aus giebelständigem und traufständigem (auch straßenseitig Fachwerk) Wohnhaus. An Hofseite des giebelständigen Hausteils Andreaskreuze. | 08971032 |
| Direkt Bild zu diesem Denkmal hochladen | Häuslerhaus | Hauptstraße 39 (Karte)        | Um 1800 | Mit Fachwerk-Obergeschoss, sozialgeschichtlich von Bedeutung. Abseits der Straße gelegen, steiles Satteldach mit vorspringender Traufe, Gliederungen erhalten. | 08971033 |
| Direkt Bild zu diesem Denkmal hochladen | Mühlenhof mit Müllerwohnhaus und Scheune | Hauptstraße 41 (Karte)        | 18. Jahrhundert | Putzbau mit Mansarddach, barock wirkendes Wohnhaus ortsbildprägend, Gebäudekomplex mit bauhistorischer, technik- und ortsgeschichtlicher Bedeutung. Scheune massiv, Bruchstein, giebelständig zur Straße, unten drei Stallfenster mit Porphyrtuff-Rahmung, oben zwei große Fenster. Inschrifttafel (nicht lesbar) und Ochsenauge im Giebel. Großer Wohnhaus mit markantem im oberen Teil vorkragendem Walmdach, Erdgeschoss straßenseitig durch zugesetztes Fenster verändert, rückseitigem Erdgeschoss Mahlraum (?), daran anschließend zum ehemaligen Mühlgraben (?) wahrscheinlich Mahlraum (Rad entfernt), Quergebäude (ehemaliges Mahlwerk?). Dahinter Mühlteich. Angebautes Quergebäude vor 2015 abgebrochen. | 08971034 |
| Direkt Bild zu diesem Denkmal hochladen | Häuslerhaus | Hauptstraße 42 (Karte)        | 18. Jahrhundert | Erdgeschoss in Lehmbauweise, Obergeschoss Fachwerk, sozialgeschichtlich von Bedeutung. Zweigeschossig, Eingang unter Straßenniveau, traufständig, Straßenseite verputzt, Hofseite Fachwerk freiliegend, Giebel verschiefert, zweiachsig. Erdgeschoss Lehmziegel. steiles Satteldach, Traufe weit vorspringend. leerstehend. | 08970967 |
| Direkt Bild zu diesem Denkmal hochladen | Pfarrhaus | Hauptstraße 46 (Karte)        | 2. Hälfte 19. Jahrhundert | Putzbau mit Porphyrtuff-Gliederungen, ortsgeschichtlich von Bedeutung. Im Sinne des Klassizismus erbaut bzw. die Fassade gestaltet, erhabene Putzspiegel zwischen den Fensterstürzen, darüberliegende Konsolen, Fenstergewände Porphyr, an drei Seiten der Fassade sind die Gewände mit reicher Profilierung gestaltet, Südseite (Rück- bzw. Gartenseite des Hauses) glatte quadratische Gewändepfosten, Eckbossen. | 09299879 |
| Direkt Bild zu diesem Denkmal hochladen | Wohnhaus, möglicherweise einst Gasthaus, und ehemalige Pfarrscheune                                                                                    | Hauptstraße 47 (Karte)        | Um 1800 (Scheune); Mitte 19. Jahrhundert (Wohnhaus) | Regionaltypische Bauweise, Wohnhaus Putzbau mit Zwillingsfenster im Giebel, Fachwerk-Scheune, bau- und ortsentwicklungsgeschichtlich von Bedeutung - Wohnhaus: zweigeschossiger, massiver Bau, Satteldach, Fenster- und Türrahmungen in Rochlitzer Porphyrtuff, im Giebel gekuppelte Bogenfenster - Scheune: Fachwerkbau über Bruchsteinsockel, Satteldach, Fachwerk mit einer Vielzahl von Fuß- und Kopfstreben, im Innern starke bauliche Veränderungen Beide Gebäude gehören zur historischen Bebauung des Ortskerns, deshalb Zeugnisse der Ortsentwicklung, Wohnhaus zudem wegen seiner für die Gegend um Geithain typischen Bauweise baugeschichtlich von Wert, Scheune einst Bestandteil des Pfarrhofes (Hauptstraße 46), somit Aussagewert zur Lebens- und Wirtschaftsweise eines Dorfpfarrers in der Vergangenheit. | 09303574 |

## Theusdorf
| Bild                                    | Bezeichnung                                                                   | Lage                 | Datierung                                                 | Beschreibung | ID       |
| --------------------------------------- | ----------------------------------------------------------------------------- | -------------------- | --------------------------------------------------------- | --- | -------- |
| Direkt Bild zu diesem Denkmal hochladen | Ehemalige Lochmühle mit Wohnhaus sowie drei Zufahrtsbrücken über den Ossabach | Theusdorf 1 (Karte)  | 1827                                                      | Wassermühle, Wohnhaus mit Fachwerk-Obergeschoss, bau- und ortsgeschichtlich von Bedeutung. - Wohnhaus: mit giebelständigem vierachsigem Anbau, Obergeschoss verbrettert. Altes Wohnhaus hofseitig mit Fachwerk-Obergeschoss, Lehm-Erdgeschoss, und vorstehender Traufe, keine Technik erhalten - drei Zufahrtsbrücken: Bogenbrücken - Seitengebäude (Stall, vor 2014 abgebrochen): mit Kumthalle und halbrunder Aschtraufe, Obergeschoss Fachwerk, Giebel verbrettert | 08971042 |
| Direkt Bild zu diesem Denkmal hochladen | Wohnhaus (Umgebinde) und Seitengebäude eines Vierseithofes                    | Theusdorf 3b (Karte) | Bezeichnet mit 1737 (Bauernhaus); um 1850 (Seitengebäude) | Wohnhaus mit Fachwerk-Obergeschoss, Umgebindekonstruktion und Segmentbogenportal mit barockem Schlussstein, kleines Seitengebäude mit Zwillingsfenster im Giebel, baugeschichtlich von Bedeutung. Umgebindeteil an Südseite, Tür mit Porphyrtuff-Rahmung, korbbogig, im Schlussstein „IN 1737“. Gegenüber Scheune /Stall mit gekuppelten Fenstern im Giebel, um 1850. | 08971043 |
| Direkt Bild zu diesem Denkmal hochladen | Wohnhaus und Seitengebäude (Torhaus) eines Vierseithofs                       | Theusdorf 5 (Karte)  | 18. Jahrhundert                                           | Beide Gebäude mit Fachwerk-Obergeschoss, bau- und wirtschaftsgeschichtlich von Bedeutung. Wohnhaus giebelständig, Giebel verputzt. Satteldach mit weit vorstehender Traufe. Quer davon Stallgebäude mit Durchfahrt, Fachwerk-Obergeschoss, Staken teilweise freiliegend. Quer davon Scheune und Nebengebäude aus Bruchstein, teils verbrettert. | 08971041 |
| Direkt Bild zu diesem Denkmal hochladen | Seitengebäude (Torhaus) und Scheune eines Vierseithofes                       | Theusdorf 6 (Karte)  | 18. Jahrhundert                                           | Fachwerkscheune mit V-Streben, Torhaus mit Fachwerk-Obergeschoss, Konstruktion mit Wilde-Mann-Figuren und hofseitig mit Kopfstreben, bau- und wirtschaftsgeschichtlich von Bedeutung. Scheune durchgehend Fachwerk, Torhaus Erdgeschoss Feldstein, Obergeschoss Fachwerk. | 08971040 |
| Direkt Bild zu diesem Denkmal hochladen | Wohnstallhaus, Seitengebäude (mit Oberlaube) und Scheune eines Vierseithofes  | Theusdorf 11 (Karte) | 19. Jahrhundert                                           | Großer Hof am Dorfanfang, Wohnhaus hofseitig mit Fachwerk-Obergeschoss, Fachwerkscheune, Seitengebäude mit seltener Oberlaube, bau- und wirtschaftsgeschichtlich von Bedeutung. Großer Hof am Dorfanfang, Gebäude offenbar aus verschiedenen Zeiten. Giebelständiges Wohnhaus erneuert. Stall/Wohnhaus mit Fachwerk-Obergeschoss und großem Lastenaufzug. Erdgeschoss-Türen und -Fenster mit Porphyrtuff-Rahmung, an zum Feld gerichtetem Giebel gekuppeltes Drillingsfenster, darüber Ochsenauge (um 1850). Daran quer anstoßend Stallgebäude mit bis auf zwei Bögen zugestetzter Obergeschosslaube, vermutlich älter. Große Scheune, Ganzfachwerk an beiden Längsseiten, Giebel massiv, mit Stallfenstern und Ochsenauge. Ortsbildprägend. | 08971035 |
| Direkt Bild zu diesem Denkmal hochladen | Häuslerhaus                                                                   | Theusdorf 14 (Karte) | 18. Jahrhundert                                           | Mit Fachwerk-Obergeschoss, Erdgeschoss aus Lehm, sozialgeschichtlich von Bedeutung. Giebel zweiachsig, verputzt, Erdgeschoss durch Fenstereinbruch verändert. Steiles Satteldach mit weit vorstehender Traufe. Fachwerk an beiden Längsseiten. Nördlich angeschleppter Anbau. | 08971038 |

## Wenigossa
| Bild                                    | Bezeichnung                                                       | Lage                      | Datierung                                                                                   | Beschreibung | ID       |
| --------------------------------------- | ----------------------------------------------------------------- | ------------------------- | ------------------------------------------------------------------------------------------- | --- | -------- |
|                                         | Wegestein                                                         | (Flurstück 43/1) (Karte)  | Bezeichnet mit 1839                                                                         | Porphyrtuff, verkehrsgeschichtlich von Bedeutung | 09306190 |
| Direkt Bild zu diesem Denkmal hochladen | Denkmal für die Gefallenen des Ersten Weltkrieges                 | Wenigossa 4 (bei) (Karte) | Um 1920                                                                                     | Ortsgeschichtlich von Bedeutung | 09258484 |
| Direkt Bild zu diesem Denkmal hochladen | Wohnhaus, Seitengebäude und Scheune eines Vierseithofes           | Wenigossa 6 (Karte)       | Bezeichnet mit 1821 (Wohnhaus); um 1870 (Scheune)                                           | Wohnhaus Fachwerkbau mit Thüringer-Leiter-Motiv, Seitengebäude massiv, Scheune teils Fachwerk, teils massiv, authentisch erhaltene Bestandteile einer geschlossenen Hofanlage des frühen 19. Jahrhunderts, bau- und heimatgeschichtlich von Bedeutung | 09255449 |
|                                         | Torhaus und Seitengebäude eines Vierseithofes                     | Wenigossa 7 (Karte)       | Bezeichnet mit 1821 (Seitengebäude); bezeichnet mit 1822 (Torhaus)                          | Massivbauten mit Segmentbogenportalen, bau- und heimatgeschichtlich von Bedeutung | 09255450 |
| Direkt Bild zu diesem Denkmal hochladen | Zwei Seitengebäude und Scheune eines Vierseithofes                | Wenigossa 11 (Karte)      | Um 1820                                                                                     | Fachwerk-Scheune, Seitengebäude mit Fachwerk-Obergeschoss, bau- und heimatgeschichtlich von Bedeutung | 09255451 |
| Direkt Bild zu diesem Denkmal hochladen | Scheune und Seitengebäude eines Vierseithofes                     | Wenigossa 12 (Karte)      | Mitte 19. Jahrhundert                                                                       | Fachwerkbauten, ortsbildprägende Lage, bau- und heimatgeschichtlich von Bedeutung | 09255748 |
| Direkt Bild zu diesem Denkmal hochladen | Wohnstallhaus, Torhaus und Seitengebäude eines Vierseithofes      | Wenigossa 13 (Karte)      | Bezeichnet mit 1820 (Wohnstallhaus); um 1820 (Seitengebäude); bezeichnet mit 1821 (Torhaus) | Bau-, sozial- und wirtschaftsgeschichtlich von Bedeutung, Fachwerkbauten | 09255673 |
| Direkt Bild zu diesem Denkmal hochladen | Wohnstallhaus, zwei Seitengebäude und Scheune eines Vierseithofes | Wenigossa 14 (Karte)      | Um 1820 (Wohnstallhaus); um 1900 (Scheune)                                                  | Überwiegend Fachwerkbauten, geschlossen erhaltene Hofanlage, bau-, sozial- und wirtschaftsgeschichtlich von Bedeutung | 09306188 |
| Direkt Bild zu diesem Denkmal hochladen | Zwei Seitengebäude und Scheune eines Vierseithofes                | Wenigossa 15 (Karte)      | Um 1820 (Auszugshaus und Torhaus); bezeichnet mit 1895 (Scheune)                            | Stallgebäude Fachwerkbauten, ein Stallgebäude mit seltener Oberlaube, bau- und heimatgeschichtlich von Bedeutung | 09255675 |

## Wickershain
| Bild                                    | Bezeichnung                                                    | Lage                    | Datierung                                                              | Beschreibung | ID       |
| --------------------------------------- | -------------------------------------------------------------- | ----------------------- | ---------------------------------------------------------------------- | --- | -------- |
| Direkt Bild zu diesem Denkmal hochladen | Seitengebäude (mit Oberlaube) eines Vierseithofes              | Wickershain 1 (Karte)   | Um 1800                                                                | Fachwerk-Obergeschoss mit zugesetzter Oberlaube, bau- und heimatgeschichtlich von Bedeutung. Zweigeschossiger Bau mit Satteldach, Erdgeschoss mit leichten späten Veränderungen (Garageneinbau), Stalleingang mit Porphyrtuffgewände, Oberlaube über die gesamte Gebäudelänge, heute zugesetzt. | 08971097 |
|                                         | Seitengebäude (mit Oberlaube) eines Vierseithofes              | Wickershain 12 (Karte)  | Vermutlich 18. Jahrhundert                                             | Mit Fachwerkobergeschoss und seltener Oberlaube zum Hof, baugeschichtlich von Bedeutung. Wohnhaus mit verputztem Fachwerk-Obergeschoss, Fensteranordnung erhalten, renoviert. Alte Hofpflasterung vor 2015 durch neue Betonpflasterung ersetzt, daher als Abbruch verzeichnet. Wohnhaus, ein Seitengebäude und Scheune 2015 aus der Denkmalliste gestrichen, der Denkmalwert hat sich nicht bestätigt. | 08971094 |
| Direkt Bild zu diesem Denkmal hochladen | Wohnhaus eines Bauernhofes                                     | Wickershain 16 (Karte)  | 19. Jahrhundert                                                        | Mit Fachwerk-Obergeschoss, straßenbildprägend, baugeschichtlich von Bedeutung. Lage am Bachgrund direkt an der Straße. Beispiel für Ansiedlung von Häusleranwesen im Tal an der Straße. Fachwerk an Seiten des Hauptgebäudes, Giebel massiv, verändert durch Garageneinbau. Ansonsten originale Gliederung und Fenster erhalten. Seitengebäude vor 2009 abgebrochen, Scheune kein Denkmal. | 08971092 |
|                                         | Scheune eines ehemaligen Vierseithofes                         | Wickershain 17 (Karte)  | 19. Jahrhundert                                                        | Fachwerkscheune eines stark ortsbildprägenden Bauernhofes, bau- und wirtschaftsgeschichtlich von Bedeutung. Große Scheune, Giebel Bruchstein, Straßenseite Fachwerk und verbrettertes Obergeschoss, Wohnhaus-Stallgebäude (altes Wohnstallhaus oder Auszüglerhaus?) hofseitig mit Fachwerk-Obergeschoss, giebelseitig zur Straße, zweiachsiger Giebel, massiv, Krüppelwalmdach, unten Ställe. Alte Hofpflasterung 2009 nicht mehr erhalten. | 08971093 |
| Direkt Bild zu diesem Denkmal hochladen | Scheune und Seitengebäude eines ehemaligen Vierseithofes       | Wickershain 18 (Karte)  | 2. Hälfte 19. Jahrhundert (Scheune); bezeichnet mit 1872 (Auszugshaus) | Fachwerkscheune, Seitengebäude mit Fachwerk-Obergeschoss, bau- und heimatgeschichtlich von Bedeutung. Scheune durchgehend Fachwerk, zweigeschossig, zwei große Einfahrten, ehemaliges Auszugshaus (Fenster zugesetzt), Ställe im Erdgeschoss verändert, Hof mit Heiste vor Wohnhaus und Auszugshaus. | 08971008 |
| Direkt Bild zu diesem Denkmal hochladen | Seitengebäude (Torhaus) und Scheune eines Vierseithofes        | Wickershain 25 (Karte)  | Bezeichnet mit 1816                                                    | Fachwerkscheune, massives Torhaus mit Porstube, bau- und wirtschaftsgeschichtlich von Bedeutung. Scheune mit Fachwerk-Obergeschoss. Großes Torhaus mit Stall und Porstube, massiv, Giebel mit rundbogigem Zwillingsfenster und Ochsenauge. Wohnstallhaus giebelständig, Giebel massiv, dreiachsig, Erdgeschoss verändert, Krüppelwalm. Wohnstallhaus 2015 gestrichen, da baulich erheblich verändert. | 08971099 |
| Direkt Bild zu diesem Denkmal hochladen | Wohnstallhaus, Seitengebäude und Toranlage eines Vierseithofes | Wickershain 26 (Karte)  | Um 1800 (Wohnstallhaus); bezeichnet mit 1829 (Torbogen)                | Beide Gebäude mit Fachwerk-Obergeschoss, Wohnhaus mit kunstvoll verschiefertem Giebel, baugeschichtlich von Bedeutung. Wohnhaus giebelständig, vierachsiger Giebel, weit überstehendes Satteldach. Stall und Auszugshaus mit Krüppelwalm und Halbrundfenster im massiven Giebel, Dachstuhl teilweise offenliegend, rückwärtiger Giebel Fachwerk. Hof mit alter Pflasterung und Heiste. Sehr stattliche Hofanlage. Auszugshaus (Seitengebäude) vermutlich vor 2009 abgebrochen. | 08971100 |
| Direkt Bild zu diesem Denkmal hochladen | Seitengebäude eines Bauernhofes                                | Wickershain 28 (Karte)  | Um 1800                                                                | Mit Fachwerk-Obergeschoss und zugesetzter Oberlaube, Fachwerk-Obergeschoss mit V-Streben, baugeschichtlich von Bedeutung. Fensteranordnung erhalten, fünf Bögen mit nachträglich eingesetzten Fenstern und durchlaufenden Streben. | 08971090 |
| Direkt Bild zu diesem Denkmal hochladen | Scheune und Seitengebäude eines Dreiseithofes                  | Wickershain 29 (Karte)  | 19. Jahrhundert                                                        | Fachwerk-Scheune, Stallgebäude mit Fachwerk-Obergeschoss, ortsbildprägende Lage, bau- und wirtschaftsgeschichtlich von Bedeutung. Scheune auch Fachwerk-Erdgeschoss, Obergeschoss-Schwelle leicht vorkragend, Fuß- und Kopfriegel einander kreuzend (Andreaskreuz). Stallgebäude Fachwerk-Obergeschoss. Auch straßenseitig. Beide mit weit vorstehender Dachtraufe. | 08970807 |
| Direkt Bild zu diesem Denkmal hochladen | Wohnhaus und Seitengebäude eines Bauernhofes                   | Wickershain 36b (Karte) | Bezeichnet mit 1854                                                    | Wohnhaus mit Fachwerk-Obergeschoss und originaler klassizistischer Haustür, bau- und heimatgeschichtlich von Bedeutung. Ehemaliges Wohnhaus weitgehend original erhalten, schöne Tür um 1860, mit kassettierten Füllungen und Ober licht, Porphyrtuff-Rahmung mit Zahnschnitt unter profiliertem Sturz. Giebel und Straßenseite im Obergeschoss verschiefert. Westlich großes Wohnstallhaus, massiv, vierachsiger Giebel mit Krüppelwalm und Halbrundfenster. Hof teilweise betoniert, Heiste vor Wohnhaus. Hof besonders ortsbildprägend, leider Südseite vor Wohnhaus durch neues Einfamilienhaus zugebaut. Vermutlich ehemaliges Mühlenanwesen. An Ostseite ehemals große Scheune mit Durchfahrt, außen Fachwerk-Obergeschoss: vor 2009 abgebrochen. | 08970808 |
| Weitere Bilder                          | Mühle mit Anbau und Schornsteinstumpf                          | Wickershain 36d (Karte) | Um 1860                                                                | Ortsbildbeherrschendes Industriegebäude des späten 19. Jahrhunderts, orts- und technikgeschichtlich von Bedeutung. Viergeschossiger Putzbau mit Mezzaningeschoss. Ostgiebel mit Zwillingsfenstern und Ochsenaugen in der leicht angetreppten Dachzone. Hohe Fenster mit Korbbogenabschluss. Nach Westen höherer Querriegel. Anbau wahrscheinlich ehemaliges Kesselhaus. | 08971091 |
| Direkt Bild zu diesem Denkmal hochladen | Wohnhaus und Seitengebäude eines Vierseithofes                 | Wickershain 47 (Karte)  | 18. Jahrhundert                                                        | Geschlossen wirkender Hof in Tallage, beide Gebäude mit Fachwerk-Obergeschoss, baugeschichtlich von Bedeutung. Hof in Tallage, burgartig und massiv wirkend durch Material der Außenseiten. Außen freiliegendes Bruchsteinmauerwerk, ortsbildprägend. Wohnhausobergeschoss nach außen verbrettert, hofseitig saniert, dabei Fenster zum Teil zugesetzt und Erdgeschoss verändert. Stall unsaniert, Fachwerk-Obergeschoss, Oberlaube verbrettert, Stallgebäude ehemals mit seltener Oberlaube (vor 2015 beseitigt). | 08971096 |
| Direkt Bild zu diesem Denkmal hochladen | Wohnstallhaus, Seitengebäude und Torbogen eines Vierseithofes  | Wickershain 48 (Karte)  | Bezeichnet mit 1800 (Wohnstallhaus); bezeichnet mit 1803 (Torbogen)    | Hofanlage von weitgehend unverfälschtem Eindruck, beide Gebäude mit Fachwerk-Obergeschoss, baugeschichtlich von Bedeutung. Kleine Hofanlage, durch umlaufende Heiste, alten Hofbaum und Toranlage von weitgehend unverfälschtem Eindruck. Neu: Obergeschoss-Fenster am Wohnhaus, Garagentür am Nebengebäude und die beiden östlichen Neubauten. Tür des Wohnhauses mit Porphyrtuff-Rahmung, korbbogig mit „1800“ bezeichnetem Schlussstein. Toranlage datiert 1705. | 08971095 |
| Direkt Bild zu diesem Denkmal hochladen | Seitengebäude eines Vierseithofes                              | Wickershain 49 (Karte)  | Um 1800                                                                | Obergeschoss Fachwerk, Seitengebäude mit fünfbögiger Obergeschosslaube, Seltenheitswert, baugeschichtlich von Bedeutung. Nebengebäude mit Oberlaube, fünfbogig. Restliche Gebäude keine Denkmale, da stark verändert. | 08970670 |
| Direkt Bild zu diesem Denkmal hochladen | Seitengebäude eines Vierseithofes                              | Wickershain 55 (Karte)  | Bezeichnet mit 1910, im Kern vielleicht älter                          | Beispiel für bäuerliche Bauten im Stil der Heimatschutzbewegung nach 1900, Fachwerkbau, baugeschichtlich von Bedeutung. Erdgeschoss Ställe und große Durchfahrt, übergiebelt, Obergeschoss Fachwerk, vielleicht Stallgebäude mit Auszüglerwohnung. | 08971027 |

## Ehemalige Denkmäler

### Ehemalige Denkmäler (Geithain)
| Bild                                    | Bezeichnung                        | Lage                    | Datierung | Beschreibung | ID       |
| --------------------------------------- | ---------------------------------- | ----------------------- | --------- | --- | -------- |
| Direkt Bild zu diesem Denkmal hochladen | Wohnstallhaus eines Bauernhofes    | Marienstraße 19 (Karte) | Um 1800   | Mit Fachwerk-Obergeschoss, typische Vorstadtbebauung, baugeschichtlich von Bedeutung. Giebel massiv, Erdgeschoss-Fenster mit Porphyrtuff-Rahmung. Zwischen 2017 und 2024 aus der Denkmalliste gestrichen.                                                                               | 08971049 |
|                                         | Wohnhaus in offener Bebauung       | Marienstraße 26 (Karte) | Um 1800   | Wohl Häuslerhaus, mit spitzer Dachneigung, zweigeschossiger Lehmbau, sozialgeschichtlich von Bedeutung. Zwischen 2017 und 2024 aus der Denkmalliste gestrichen. | 08971053 |
| Direkt Bild zu diesem Denkmal hochladen | Wohnhaus in geschlossener Bebauung | Nikolaistraße 4 (Karte) | Um 1820   | Mit erhaltener Fassadengliederung, Porphyrtuff-Türstock mit gerader Bedachung, baugeschichtlich von Bedeutung. Zweigeschossig, vierachsig, Porphyrtuff-Rahmung, Tür mit gerader Bedachung. Abbruchgenehmigung vom 2. Juni 2016, zwischen 2017 und 2024 aus der Denkmalliste gestrichen. | 08970955 |

### Ehemaliges Denkmal (Bruchheim)
| Bild                                    | Bezeichnung                                                           | Lage                | Datierung | Beschreibung | ID       |
| --------------------------------------- | --------------------------------------------------------------------- | ------------------- | --------- | --- | -------- |
| Direkt Bild zu diesem Denkmal hochladen | Wohnhaus eines Vierseithofes in städtischen, gründerzeitlichen Formen | Bruchheim 1 (Karte) |           | Wohnhaus eines Vierseithofes in städtischen, gründerzeitlichen Formen. Zwischen 2017 und 2024 aus der Denkmalliste gestrichen. | 08971245 |

### Ehemaliges Denkmal (Kolka)
| Bild                                    | Bezeichnung | Lage            | Datierung       | Beschreibung                                                                                    | ID       |
| --------------------------------------- | ----------- | --------------- | --------------- | ----------------------------------------------------------------------------------------------- | -------- |
| Direkt Bild zu diesem Denkmal hochladen | Dreiseithof | Kolka 9 (Karte) | 19. Jahrhundert | (Bruchstein/Lehm/Fachwerk) mit original erhaltener Substanz. Zwischen 2016 und 2018 abgerissen. | 08971265 |

### Ehemaliges Denkmal (Theusdorf)
| Bild                                    | Bezeichnung | Lage                 | Datierung       | Beschreibung | ID       |
| --------------------------------------- | ----------- | -------------------- | --------------- | --- | -------- |
| Direkt Bild zu diesem Denkmal hochladen | Häuslerhaus | Theusdorf 13 (Karte) | 19. Jahrhundert | Mit Fachwerk-Obergeschoss, sozialgeschichtlich von Bedeutung. Häuslerhaus im Wiesengrund, an der Bachseite. Erdgeschoss Lehm oder Bruchstein (Wände geböscht) Giebel verbrettert. Traufe des Satteldaches vorstehend. Zwischen 2017 und 2024 aus der Denkmalliste gestrichen. | 08971037 |

### Ehemaliges Denkmal (Wenigossa)
| Bild | Bezeichnung                                                             | Lage                | Datierung                                              | Beschreibung | ID       |
| ---- | ----------------------------------------------------------------------- | ------------------- | ------------------------------------------------------ | --- | -------- |
|      | Wohnhaus (zwei Gebäudeteile) und Torhaus eines ehemaligen Vierseithofes | Wenigossa 4 (Karte) | Um 1850 (Bauernhaus und Torhaus); um 1870 (Bauernhaus) | Großer Bauernhof mit Torhaus sowie altem und neuem Wohnhaus, überwiegend mit Fachwerk-Obergeschossen, besonders stattlicher, ortsbildbeherrschender Hof in der Dorfmitte, baugeschichtlich wertvoll. Stallgebäude (mit Kumthalle)/Pferdestall vor 2009 abgebrochen. Wohnhaus und Torhaus zwischen 2020 und 2024 abgerissen. | 09258987 |

## Tabellenlegende
- Bild: Bild des Kulturdenkmals, ggf. zusätzlich mit einem Link zu weiteren Fotos des Kulturdenkmals im Medienarchiv Wikimedia Commons. Wenn man auf das Kamerasymbol klickt, können Fotos zu Kulturdenkmalen aus dieser Liste hochgeladen werden:
- Bezeichnung: Denkmalgeschützte Objekte und ggf. Bauwerksname des Kulturdenkmals
- Lage: Straßenname und Hausnummer oder Flurstücknummer des Kulturdenkmals. Die Grundsortierung der Liste erfolgt nach dieser Adresse. Der Link (Karte) führt zu verschiedenen Kartendiensten mit der Position des Kulturdenkmals. Fehlt dieser Link, wurden die Koordinaten noch nicht eingetragen. Sind diese bekannt, können sie über ein Tool mit einer Kartenansicht einfach nachgetragen werden. In dieser Kartenansicht sind Kulturdenkmale ohne Koordinaten mit einem roten bzw. orangen Marker dargestellt und können durch Verschieben auf die richtige Position in der Karte mit Koordinaten versehen werden. Kulturdenkmale ohne Bild sind an einem blauen bzw. roten Marker erkennbar.
- Datierung: Baubeginn, Fertigstellung, Datum der Erstnennung oder grobe zeitliche Einordnung entsprechend des Eintrags in der sächsischen Denkmaldatenbank
- Beschreibung: Kurzcharakteristik des Kulturdenkmals entsprechend des Eintrags in der sächsischen Denkmaldatenbank, ggf. ergänzt durch die dort nur selten veröffentlichten Erfassungstexte oder zusätzliche Informationen
- ID: Vom Landesamt für Denkmalpflege Sachsen vergebene, das Kulturdenkmal eindeutig identifizierende Objekt-Nummer. Der Link führt zum PDF-Denkmaldokument des Landesamtes für Denkmalpflege Sachsen. Bei ehemaligen Kulturdenkmalen können die Objektnummern unbekannt sein und deshalb fehlen bzw. die Links von aus der Datenbank entfernten Objektnummern ins Leere führen. Ein ggf. vorhandenes Icon  führt zu den Angaben des Kulturdenkmals bei Wikidata.

## Ausführliche Denkmaltexte
1. ↑  Stadtmauer:

Geithain wurde 1209 erstmals als Stadt (civitas) bezeichnet und hatte bereits zu dieser Zeit Befestigungsanlagen, inwieweit dies schon die vorhandene, in Bruchstein ausgeführte Stadtmauer betraf, ist nicht exakt zu benennen. Schon die erste Ansiedlung in sorbischer Vorzeit war wohl mit einer Rundwallanlage umgeben. Mit der dörflichen Gründung des Ortes zur Zeit der Ostkolonisation (12. Jahrhundert) und dem bald folgenden Ausbau zur Stadt wurde offensichtlich auch die Stadtbefestigung sukzessive errichtet. Im 14. Jahrhundert war diese voll ausgebildet. Sie bestand aus der Stadtmauer, die ehemals einen geschlossenen Mauerzug bildete, der den in West-Ost-Richtung langgestreckten Altstadtbereich eingrenzte und schützte, vier Toren (Ober-, Unter-, Bader- und Mühltor) und zwei Pforten (Färberpforte und Kuttelpforte), die den kontrollierten Zugang zur Stadt gewährten, und dem Stadtgraben im Vorfeld, der unter Ausnutzung der Bachtäler des Beutelwassers und der Eula angelegt worden war. Neben verschiedenen Schalentürmen war die Stadtmauer durch den sogenannten Butterturm im Südosten und den Pulverturm im Nordosten, der ursprünglich Teil eines nicht mehr vorhandenen Freihofes (markgräflicher Vogtsitz) war, verteidigungstechnisch verstärkt. Zusammen mit dem Turm des abgegangenen Obertores bildeten sie die dreitürmige Ostwehr, die in dem Wappen der Stadt festgehalten ist. Die ältesten historischen Ansichten aus dem 17. Jahrhundert (Dilich 1628 und Merian 1650) zeigen die Stadtbefestigung an der Südseite. Ob die städtische Befestigung besonders wirkungsvoll war, steht in Frage, kam es doch in Kriegszeiten immer wieder zur Einnahme und Plünderung der Stadt. Somit ließen auch im Laufe der Zeit die Unterhaltungsmaßnahmen an der Mauer nach und die Besiedlung vor den Stadttoren breitete sich aus. Die Bürger brachen Mauerbereiche an ihren Grundstücken teilweise ab, andere Abschnitte verfielen. Auch der Grabenbereich wurde nicht mehr gepflegt und verlandet bzw. verfüllte sich. Dennoch hat die Geithainer Stadtmauer in einem beachtlichen Umfang (etwa 1300 Meter) die Zeiten überdauert. Im 20. Jahrhundert besann man sich auf deren historischen Wert und führte Konservierungs- und Sanierungsmaßnahmen durch, sodass von der einstigen Befestigungsanlage folgende Bestandteile Zeugnis ablegen: Als aufgehendes Mauerwerk sind längere Abschnitte der Nord- und Südmauer sowie der imposante westliche Mauerbereich unterhalb der Nikolaikirche erhalten, zu dem auch ein weitgehend vollständiger Schalenturm gehört. Auffällig an dieser Stelle sind zudem die starken Stützpfeiler. Weitere Schalentürme sind in Resten auf der Südseite (zwei, Nähe „Pforte“ bzw. „Rosental“) und der Nordseite (einer) zu finden. Von den beiden Türmen, die die Stadtmauer nach Osten hin verstärkten, sind der so genannte Butterturm an der Südostecke als Stumpf und der Pulverturm an der Nordostecke weitgehend vollständig erhalten geblieben. An der Ostseite ist die einstige Stadtmauer nur noch in bodennahen Bereichen vorhanden bzw. erkennbar sowie teilweise durch Gebäude überbaut, sodass hier aufgrund des rudimentären Zustands und der dadurch fehlenden Anschaulichkeit kein Denkmalwert besteht. Von den vier Stadttoren ist nur noch das Untertor auf der Westseite der Stadt vorhanden (siehe Leipziger Straße 68) und von den beiden Pforten, die auf der Südseite bestanden, gibt es nur noch die Färberpforte. An der West- und westlichen Südseite sind die Kantorei (alte Schule) und das Pfarrhaus direkt auf der Befestigung errichtet. Die Mauerabschnitte der Nord- und Südmauer bilden nach wie vor die äußere Grundstückseinfassung der altstädtischen Hausgrundstücke, deren Gebäude typischerweise straßenseitig liegen und hinter denen sich bis zu besagten Stadtmauerabschnitten zumeist Gärten ausbreiten. Ein Teilabschnitt der  südöstlichen Stadtmauer (nahe der Färberpforte) ist in den 1950er Jahren restauriert worden, daran erinnert eine dort angebrachte Steintafel. Das Vorfeld der Stadtmauer mit dem Stadtgraben ist durch jüngere Veränderungen und Umgestaltungen fast vollständig überformt und in seiner ehemaligen Eigenschaft als Bestandteil der Befestigung kaum noch erlebbar. Auf der Südseite wurden Kleingärten (auf der einstigen Fläche des Baderteichs) und ein Sportplatz (1925, zuvor Nutzung als Bleichplan) angelegt. Auf der Nordseite entstand seit 1903 in mehreren Abschnitten der Stadtpark. Hänge, die auf der Nord- und Südseite stellenweise unmittelbar von der Stadtmauer abfallen, wurden verschiedentlich einer gärtnerischen Nutzung zugeführt. Insbesondere auf der Nordseite erfolgte schon relativ früh die Anlage sogenannter Grabengärten, die teilweise auch noch erhalten sind. Die Stadtmauer ist zusammen mit den anderen ehemals zur Stadtbefestigung gehörenden Baulichkeiten ein wichtiges Zeugnis der Ortsgeschichte von Geithain, darüber hinaus verweist sie auf charakteristische Erscheinungen der sächsischen, vor allem mittelalterlichen Stadtentwicklung im Allgemeinen. Weiterhin ist sie besonderes an der Westseite ein prägender Bestandteil des Stadtbildes und trägt zu dessen Unverwechselbarkeit bei. Somit liegt sowohl aus ortsgeschichtlichen und stadtentwicklungsgeschichtlichen sowie städtebaulichen Gründen an ihrer Erhaltung ein öffentliches Interesse.

Etwa 1.300 Meter erhaltene Stadtmauer an der Nord- und Südseite der Stadt sowie an der auf einem Felssporn gelegenen Westseite, hier auch ein gut erhaltener Schalenturm, weitere Schalentürme in Resten auf der Südseite (2, an der „Pforte“ und in der Nähe des Rosenthals) und der Nordseite (1). Besonders die hohe Mauer der Westseite mit starken Stützpfeilern verstärkt. Die Südostecke der befestigten Stadtanlage markiert der Stumpf des so genannten Butterturms, als Teil der dreitürmigen Ostwehr ist dieser rechteckige Turm zusammen mit dem Turm des abgegangenen Obertors und dem Pulverturm im Wappen der Stadt festgehalten. An der Westseite ist die einstige Stadtmauer nur noch in bodennahen Bereichen vorhanden bzw. erkennbar sowie teilweise durch Gebäude überbaut, sodass hier aufgrund des rudimentären Zustands und dadurch fehlender Anschaulichkeit kein Denkmalwert besteht. An der West- und westlichen Südseite sind die Kantorei (alte Schule) und das Pfarrhaus direkt auf der Befestigung errichtet.
2. ↑  Stadtpark:

Der Geithainer Stadtpark entstand in mehreren Abschnitten 1903–1910. Zur Anlage des Stadtparks wurde das im Vorfeld der Stadtmauer befindliche Gelände nördlich der Altstadt genutzt. Dieses ist von einem Bachlauf, dem sog. Beutelwasser, durchzogen. Zunächst wurde der Untere Stadtpark in zwei Etappen, von Westen beginnend, ausgeführt. Die Initiative zu einer Stadtparkgestaltung für Geithain ging von dem zu diesem Zweck gegründeten Verschönerungsverein aus, der sich auch an der Finanzierung beteiligte. Für den ersten Ausführungsabschnitt lieferte Otto Illing, städtischer Obergärtner in Posen und aus Geithain gebürtig, die Planung. Die Umsetzung lag in den Händen von Ernst Pflanz, der in Böhlen bei Leipzig eine Baumschule betrieb. Am 2. Juni 1905 wurde der neu geschaffene Stadtparkteil für die Öffentlichkeit freigegeben. Bereits 1906 begann die Ausführung des zweiten Abschnitts, mit dem die Anlage in östlicher Richtung bis zur Bahnhofstraße erweitert wurde. Mit der Herstellung war wiederum Ernst Pflanz betraut, der hier nun nach eigener Planung arbeitete. Wahrscheinlich waren die Arbeiten 1908, spätesten 1909 abgeschlossen. An der durch einen Weg (in Verlängerung der Hospitalstraße) markierten Schnittstelle zwischen erstem und zweitem Parkabschnitt entstand – gleichsam als gestalterischer Höhepunkt – ein Rundplatz, der 1908 mit einem Springbrunnenbecken in Vierpassform aus Zementguss, hergestellt von der Fa. Oelschlägel in Zwickau, ausgestattet wurde. Als Schmuck erhielt das Becken eine Fontaine (auf eine Brunnenfigur wurde aus finanziellen Gründen verzichtet). Zudem wurde in dem zweiten Abschnitt, auf der sog. Armenhauswiese, ein ebenfalls runder Kinderspielplatz angelegt. Der Verschönerungsverein hatte für beide Abschnitte die Kosten für Bepflanzung und Schaffung von Sitzgelegenheiten übernommen. 1909 erging der Auftrag an Ernst Pflanz zur Fortführung der Parkanlage rechts der Bahnhofstraße auf den dortigen „Communwiesen“. Dieser dritte Abschnitt des Geithainer Stadtparks erstreckt sich bis zur Colditzer Straße bzw. Laachgasse. Hier entstand nach Pflanz’ Planung im vorderen, zur Bahnhofstraße gelegenen Teil ein aus dem Beutelwasser gespeister Teich mit Insel. Für die promenadenartige Gestaltung der unmittelbaren Teichumgebung wurde der Bach überwölbt sowie eine Bepflanzung aus Decksträuchern (niedrig und kriechend) und Ziergehölzen (einzelne Pyramiden und Hängebäume) angelegt. Für den hinteren, westlichsten Bereich sah das Projekt eine waldartige, gleichsam das Teichareal rahmende Bepflanzung vor. Einen Teil der Pflanzen entnahm Pflanz den schon bestehenden Anlagenteilen, die dort durch Nachpflanzungen ersetzt wurden. 1910 war der dritte Abschnitt in weiten Teilen oder vollständig ausgeführt. In der Folgezeit bezeichnete man den Stadtparkbereich östlich der Bahnhofstraße als Oberen Stadtpark. Mit dem nun erreichten Zustand der Parkanlage sah der Verschönerungsverein seinen Zweck erfüllt und löste sich 1912 auf. Dessen ungeachtet, plante die Stadt 1917 die Ausführung eines vierten Teils der Anlage. Dieser betraf offensichtlich das nördlich des Oberen Stadtparks, an der Bahnhofstraße gelegene Gelände. Abermals wurde Ernst Pflanz für diese Aufgabe verpflichtet. Die Kriegssituation der Jahre 1917/18 erlaubte keine Ausführung der Planung, erst 1919 trat man dem Projekt wieder näher, konnte aber schließlich doch keine Umsetzung realisieren. 1932 wurde die „Heilquelle“ im Oberen Stadtpark eingeweiht, gespeist aus einem Brunnen von 105 m Tiefe. 1985 richtete man einen Tierpark im Oberen Stadtpark ein, der bis heute besteht. 2003 kam es vor allem im Unteren Stadtpark zu Erneuerungsmaßnahmen mit verschiedenen Ersatzpflanzungen. 2007 wurde eine Konzeption zur Pflege und Aufwertung des Unteren Stadtparks erarbeitet und vom Stadtrat Geithain verabschiedet. Der Geithainer Stadtpark ist eine langgestreckte Anlage, die jenseits der Stadtmauer die gesamte Nordseite der Altstadt rahmt. Die Länge des Parks beträgt ca. 460 m, seine Breite variiert zwischen 50 m und 100 m. Die Anlage ist in den älteren Unteren Stadtpark (Westteil) und in den jüngeren Oberen Stadtpark (Ostteil) unterteilt, dazwischen verläuft die Bahnhofstraße. Der als erstes angelegte, westliche Bereich des Unteren Stadtparks war ursprünglich durch ein besonders geschwungenes Wegesystem geprägt, dieses ist im Laufe der Zeit reduziert worden. Bis ins späte 19. Jahrhundert befand sich auf diesem Areal der Spitalteich, der zuletzt immer mehr verlandet war. Zur ursprünglichen Bepflanzung fehlen genaue Angaben. Historische Ansichten zeigen Baumbepflanzung und Rasenflächen, auch Strauchwerk war vorhanden. Akzentuierend gab es wohl Zierbeete, zum Beispiel um das Brunnenbecken mit Fontaine, das als gestalterischer Höhepunkt der Anlage fungierte. Das Brunnenbecken lag auf einem Rundplatz, zu dem der von Nord nach Süd ausgerichtete Weg auf Höhe der Hospitalstraße in der Mitte aufgeweitet war. Zur Ausstattung des ältesten Teils gehörten Gartenbrücken mit Astwerkgeländer, die den durch den Park fließenden Bach, genannt Beutelwasser, überspannten. Die Brückengeländer wurden von der „Bezirks-Armen- und Arbeits-Anstalt Hilbersdorf mit Königin-Carola-Verpflegs-Heim“ hergestellt. Bei dem zweiten Parkabschnitt östlich des Weges mit dem Brunnenplatz schloss sich Ernst Pflanz, der hier nun auch die Projektierung übernommen hatte, offensichtlich den Gestaltungsvorgaben des ersten, nach Entwurf Otto Illigs entstandenen Parkabschnittes an. Zumindest waren auch hier geschwungene Wege angelegt, allerdings in etwas schlichterer Form. Ein zweiter Rundplatz, der ebenfalls die Mitte eines Nord-Süd-Weges einnimmt, wurde als Kinderspielplatz ausgewiesen. Im weiteren Verlauf zur Bahnhofstraße hin vereinfachte sich die Parkgestaltung offensichtlich noch weiter, eine gerade Wegeführung und Rasenflächen bestimmten hier das Bild, dazu teilweise wegbegleitende Baumreihen. Im Laufe der Zeit erfuhr der Untere Stadtpark verschiedene Veränderungen, die zu einer Reduktion im Erscheinungsbild und Verlusten an Ausstattungselementen führten. Die 2007 erarbeitete Entwicklungskonzeption sieht vor, wichtige Elemente der historischen Parkgestaltung wieder aufzunehmen, zum Beispiel eine Wiederherstellung des Rundplatzes am ehemaligen Standort des Brunnens, in Anlehnung an die historische Situation. Im Oberen Stadtpark, östlich der Bahnhofstraße, für dessen Entwurf und Ausführung Ernst Pflanz allein verantwortlich war, ist der Schwanenteich das prägende Element. Er hat einen länglichen Grundriss mit leicht geschwungener Uferlinie. Im Teich liegt eine kleine, nach Osten verschobene Insel. Nach einer Beschreibung von Pflanz waren die ufernahen Bereiche mit Rasenflächen und flacher Bepflanzung versehen, ein Spazierweg führte um den Teich herum. Auf der Westseite entstand eine hohe, waldartige Baumbepflanzung, die den Teich rahmte und die Parkanlage nach Osten, zur vorbeiführenden Colditzer Straße abschloss. Am Zu- und Auslauf des Teichs, der durch das Beutelwasser gespeist wurde, waren wiederum Brücken in Astwerk als Übergänge errichtet. Die Quelle, die man 1932 im Waldbereich erschloss, erhielt eine architektonische Rahmung mit Blendbogen und seitlichen Wangen in Bruchsteinmauerwerk, davor war ein kleiner Schmuckplatz angelegt. Die Bauausführung erfolgte durch die Fa. Junghans. Die Einrichtung des Tierparks im Oberen Stadtpark führte durch die Errichtung von Tierhaltungsbauten und Zaunanlagen zu einer gewissen Verunklarung des Erscheinungsbilds der Parkanlage. Die historischen Grundstrukturen sind dennoch klar ablesbar, zudem findet man alten Gehölzbestand vor. Der Geithainer Stadtpark entstand als professionell durchgeführte öffentliche Baumaßnahme, die durch die Bürger Geithains angeregt und befördert wurde. Er ist ein Zeugnis einer zeittypischen, in der zweiten Hälfte des 19. Jahrhunderts einsetzenden bürgerlichen Bewegung vor allem im städtischen Rahmen, die auf eine Hebung der Attraktivität des Ortsbildes sowie Verbesserung der Lebensqualität zielte. Hier wie anderswo stand hinter den Initiativen, die oftmals die Schaffung von öffentlichem Grün betrafen, ein Verschönerungsverein. Durch die Schaffung solcher Anlagen wie der Geithainer Stadtpark erhielten die Städte eine bis heute weiterwirkende Aufwertung, verbunden mit einer identitätsstiftenden Prägung des Stadtbildes. Unter diesen Aspekten erlangt der Geithainer Stadtpark eine orts- und gartengeschichtliche sowie städtebauliche Bedeutung.
3. ↑  Pulverturm:

Der Pulverturm gehörte ursprünglich zu einem Freihof, der im 12. Jahrhundert entstand. Er war in die Befestigungsanlage der Stadt integriert. Auf dem Freihof wohnte der markgräfliche Vogt, der in frühen Zeiten die lokale Verwaltung, insbesondere die Gerichtsbarkeit, ausübte. 1349 wird das Anwesen des Vogtes Heinrich von Almsdorf als „curia et castrum“ bezeichnet, was auf eine burgähnliche Anlage schließen lässt. Als die Stadt die Gerichtsbarkeit übernommen hatte (1392 niedere, 1467 obere), wurde der Freihof Marstall des Rates. Der zum Hof gehörende Freigarten kam ebenfalls an die Stadt und wurde ab 1700 bebaut. Während der Garnisonszeit wurden der Turm als Munitionslager und das dazugehörige Gebäude als „Königlich Sächsisches Proviantamt“ genutzt (1683–1897). Das Gebäude wurde 1914 zum Wohnhaus umgebaut.

Der schlanke Turm erhebt sich über quadratischem Grundriss und besteht aus verputztem Bruchsteinmauerwerk. Die Gebäudeecken sind durch eine unregelmäßige Eckquaderung aus Rochlitzer Porphyrtuff betont. Auch die Rahmungen der Türen und teils schlitzartigen Fensterbestehen aus Rochlitzer Porphyrtuff. Das flache Zeltdach entstammt einer jüngeren Bauphase, die Stadtansicht von Dilich (1628) zeigt den Turm mit einer spitzen Haube. Der Eingang zu den Obergeschossen liegt in halber Turmhöhe, zugänglich durch steile Außentreppe, die von einer Heiste ausgeht. An der Treppe zur Heiste weiterer Eingang in das Untergeschoss.

Das an den Turm angebaute Wohnhaus ist ein Putzbau mit Zierfachwerk in Giebel und Traufzone und steht damit unter gestalterischen Einfluss des Landhausstils um 1900.

Der Pulverturm und das mit ihm verbundene Wohnhaus sind wichtige Zeugnisse für wesentliche Etappen der Ortsentwicklung. Insbesondere der Turmbau verweist auf die Entstehungsgeschichte und die gesellschaftlichen Verhältnisse in der Frühzeit von Geithain. Auch als ehemaliger Bestandteil der Stadtbefestigung verkörpert der Pulverturm einen ortsgeschichtlichen Aussagewert. Zugleich ist er ein baugeschichtliches Dokument zu Stand und Entwicklung des mittelalterlichen Wehrbaus. Außerdem gehört er zu den identitätsstiftenden Wahrzeichen der Stadt und hat damit städtebauliche Bedeutung.
4. ↑  Ehemaliges Hospital (Grimmaische Straße 14):

Das ehemalige Hospitalgebäude ging aus einem alten Färbehaus hervor, das die Stadt Geithain 1834 von Major Hans August Wilhelm von Carlowitz kaufte (Kaufsumme 215 T.) und bis 1835 zu einem Kranken- und Armenhaus umbaute. Erwerb und Umbau des Gebäudes musste der Stadtrat teils über Darlehn finanzieren. Das alte Hospital, dessen Gründung bis ins 13. Jahrhundert zurückreichte, war 1811 wegen Baufälligkeit abgerissen worden, es befand sich am näher an der Stadt gelegenen Hospitalteich. Nach dem Abriss des alten Hospitals nutzte man zunächst die städtischen Hirtenhäuser am Katharinenplatz für die Armen- und Krankenfürsorge, als diese Gebäude 1828 und 1831 abgebrannt waren, brachte man die Armen und Kranken in Privathäusern unter. Da diese Situation offenbar wenig zweckdienlich war, hatte man sich schließlich zur Wiedereinrichtung eines eigenständigen Hospitals entschlossen.

Das zweigeschossige Gebäude ist ein Putzbau aus Ziegelmauerwerk mit Gliederungselementen in Porphyrtuff. An seiner Dachform (straßenseitig Walmdach, rückseitig Satteldach) oder auch an Unregelmäßigkeiten in der Fensteranordnung sowie dem spätbarockem Portal der Eingangstür ist zu erkennen, dass der vorhandene Baubestand aus einem oder mehreren Umbauten resultiert. Im Kern stammt das Gebäude vermutlich aus dem 17. Jahrhundert und erfuhr schon im 18. Jahrhundert Veränderungen. Die Kapazität des Hospitals reichte wohl bald nicht mehr aus. So entstand am Standort um die Mitte des 19. Jahrhunderts ein zweites, eingeschossiges Gebäude (Hospitalstraße 13a/13b), das 2016 aufgrund schlechten Bauzustandes als Denkmal aufgegeben werden musste. Mit dem Neubau des Stadtkrankenhauses 1889–1894 (Grimmaische Straße 12, ohne Denkmalwert) erfuhr der Ort der kommunalen Sozialfürsorge eine zeitgemäße Fortentwicklung. Durch den Bezirksarzt waren die Bedingungen in den vorhandenen Gebäuden des Armen- und Krankenhauses als ungenügend festgestellt worden. Die älteren Gebäude blieben in städtischem Besitz und dienten wohl weiterhin sozialen Zwecken.

Das ehemalige Hospitalgebäude ist ein wichtiges Zeugnis der Entwicklung der kommunalen Daseinsfürsorge in der Vergangenheit, sowohl im örtlichen und als auch im allgemeinhistorischen Bezugsrahmen. Es dokumentiert anschaulich und authentisch die Armen- und Krankenpflege in früheren Zeiten, insbesondere im 19. Jahrhundert. Aus diesen Gründen erlangt das Objekt orts- und sozialgeschichtliche Bedeutung.
5. ↑  Kalkringofen (Kalkweg):

Kleiner Kalkringofen in kreisrunder statt der später üblicherweise ausgeführten ovalen bzw. langgestreckten Form, aus Natursteinen gemauerter Unterbau, mehrere Brennkammern kreisförmig um den zentralen Fuchs angeordnet, über segmentbogenförmige während des Brennvorgangs mit Ziegelmauerwerk zu verschließende Öffnungen (Beschickungsgänge) im Mauerwerk zugänglich, darüber ehemals vmtl. mit Fachwerk umhauster Schürboden (diente zum Beschicken der Brennkammern durch diverse Schüröffnungen in der Ofendecke, hierzu setzte man hochwertige, aus Meuselwitz bezogene Braunkohle ein, um die für das Kalkbrennen notwendigen hohen Temperaturen erreichen zu können) sowie zentrale Esse nicht mehr erhalten, fortschrittlicher Kalkofen, mit dem trotz sparsamen Brennstoffverbrauchs kontinuierlich große Mengen an Brandkalk (in Geithain täglich etwa 32 Tonnen Brandkalk aus 70 Tonnen Rohkalkstein, bei Bedarf auch Produktion von Ziegeln möglich) produziert werden konnte.  Geithainer Graukalk aufgrund zementartiger Eigenschaften als Baumaterial für Burgen, Schlösser, Kellergewölbe und Festungsbauten beliebt, dementsprechend bedeutender Produktionszweig für Geithain und lange einer der Hauptarbeitgeber der Umgebung (sechs Kalköfen im 18. Jahrhundert), 1868 Inbetriebnahme des vorliegenden ersten sächsischen Ringofens nach dem Patent von Eduard Hoffmann (Patent aus dem Jahre 1858 von Friedrich Eduard Hoffmann, königlicher Baumeister in Berlin, und Julius Albert Gottlieb Licht, Stadtbaurat von Danzig: „Erfindung eines ringförmigen Ofens zum ununterbrochenen Betriebe beim Brennen aller Arten von Ziegeln und Tonwaren, Kalk, Gips und dergleichen“ – später Rücknahme des Patents, da bereits 1839 Errichtung eines ersten annähernd ringförmigen Brennofens mit durchlaufendem Brennkanal und Befeuerung von oben durch den Maurer-/Ziegelmeister Arnold in Ketschendorf bei Fürstenwalde), mit dem Bauboom der Gründerzeit weiterer Aufschwung in der Kalk- und Ziegelbrennerei, schnelle Verbreitung des sogenannten Hoffmann’schen Ringofens, auch in Geithain wurden in den 1880er-Jahren weitere Ringöfen errichtet. Eine weitere und wesentlich größere sächsische Anlage aus der Anfangszeit der Hoffmann’schen Ringöfen ist in Großtreben, hier als kreisrunder Ziegelringofen vollständig mit Schürboden und Kamin (vgl. 09286311), erhalten.